# Bugatti Type 57

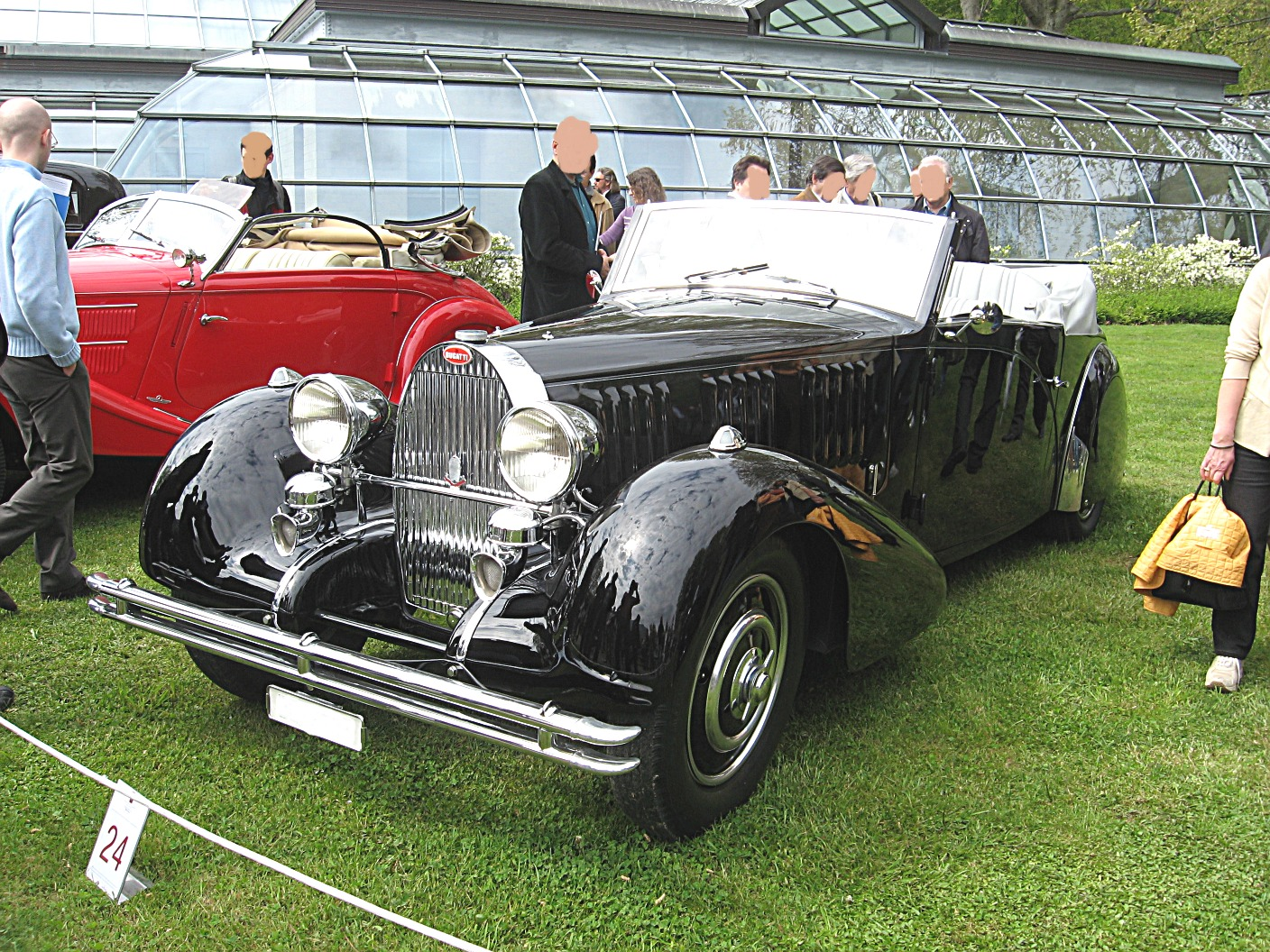
Bugatti Type 57 Cabriolet Graber (1936; #57444)

Bugatti Type 57 ist eine Baureihe des ehemaligen französischen Autoherstellers Bugatti (1910–1956). Offiziell verantwortlich für das Projekt war Jean Bugatti, der Sohn des Unternehmensgründers Ettore Bugatti. Er steuerte auch wesentliche Gestaltungselemente bei, die zusammen mit dem Zeichner Joseph Walter umgesetzt wurden.
Insgesamt wurden von 1934 bis 1940 je nach Quelle 630, 680, 710, 750 (inklusive 41 Type 57 S und 4 Atlantic) oder 830 Fahrzeuge der Type-57-Baureihe in drei Serien produziert.
Unabhängig von der exakten Zahl ist der Type 57 das in den größten Stückzahlen und am längsten gebaute Modell und eines der wichtigsten der Marke. Ein 1938er Type 57 SC Atlantic gilt seit einigen Jahren (Stand 2013) mit einem erzielten Auktionspreis von geschätzten 30–40 Millionen US-Dollar als teuerster Gebrauchtwagen der Welt.

## Umfeld
Seine ersten Entwürfe für Automobile zeichnete Ettore Bugatti bereits zum Ende des 19. Jahrhunderts. Damals arbeitete er unter anderem für de Dietrich und Deutz. 1910 gründete er das eigene Unternehmen in Molsheim im Elsass, das zu dieser Zeit zum Deutschen Kaiserreich gehörte. Bekannt wurde Bugatti vor allem durch leichte und schnelle Sportwagen und im Rennsport, so mit der Brescia-Baureihe und dem legendären Type 35, der in zahlreichen Varianten als Sport- wie auch als Grand-Prix-Fahrzeug erhältlich war und als erfolgreichster Rennwagen gilt.
Das andere Extrem war der Type 41 „Royale“, eins der luxuriösesten Automobile, die jemals hergestellt wurden. Nur sieben Exemplare einschließlich Prototyp wurden gebaut. Der Motor war nach den typischen Bugatti-Prinzipien aufgebaut, aber ins Gigantische dimensioniert; der Prototyp hatte 11,7 Liter Hubraum, die übrigen je 12,8 Liter.
Die unmittelbar vor dem Type 57 für die Straße produzierten Typen 44, 46, 49, 50 und 55 erhielten gute Beurteilungen in der Fachwelt, verkauften sich aber nicht in ausreichender Stückzahl. Spätestens 1932 befand sich das Unternehmen in einer ernsthaften Krise mit einem Einbruch der Verkaufszahlen von 622 Fahrzeugen 1930 auf nur noch 156 im Jahr 1932, jeweils verteilt auf eine Vielzahl von Modellen und Varianten, die Belegschaft sank zwischen 1930 und 1933 von 622 auf nur noch 61 Mitarbeiter.
Die Leitung des Projekts hatte Ettore Bugatti seinem Sohn Jean übertragen, dem bereits die Versuchsabteilung und bald auch das Rennteam unterstanden. Seit 1930 hatte Jean stetig mehr Verantwortung übernommen. Auf dem Höhepunkt eines Arbeitskampfes vor dem Hintergrund politischer Unruhen in Frankreich, im Juni 1936 auch mit Streiks gegen das Werk, übernahm er 1936 zusätzlich die operative Leitung des Unternehmens, derweil Ettore in Paris mit Banken verhandelte und an Projekten wie dem Bugatti-Triebwagen arbeitete.
Der Type 57 war das letzte Vorkriegsmodell der Marke und wurde ihr erfolgreichstes.

## Modellgeschichte

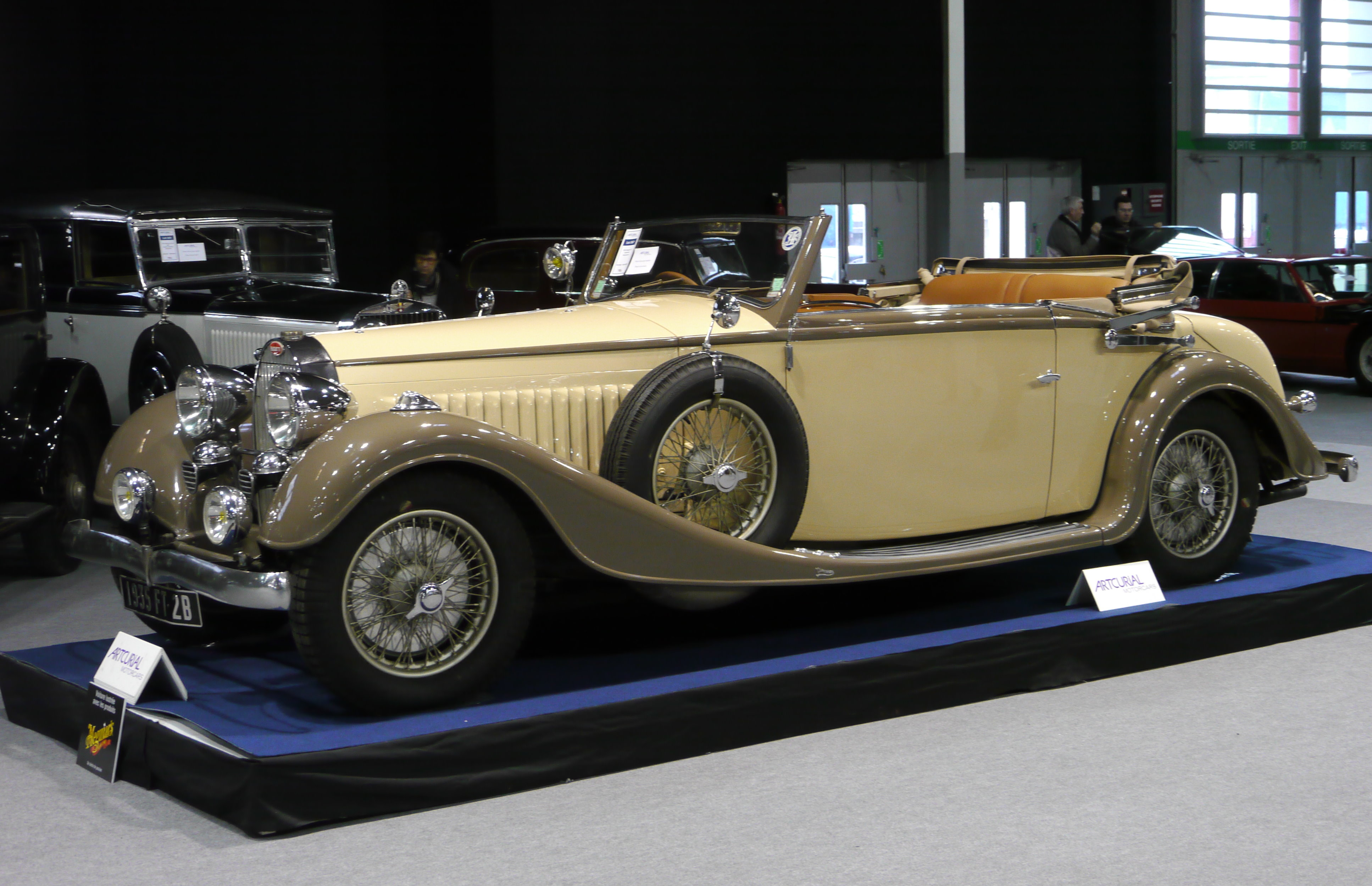
Bugatti Type 57 C Cabriolet Vanvooren, Serie 1 (1935)

Anders als bei Talbot-Lago wurde es bei Bugatti jedoch nicht mehr als zweckmäßig empfunden, ein einziges Modell für Straße und Rennsport zu entwickeln. Das führte dazu, dass hauptsächlich Jean Bugatti den Grand Tourisme Type 57 gemeinsam mit dem neuen Rennwagen Bugatti Type 59 vorbereitete. Eine Gemeinsamkeit ist der Motor des Bugatti Type 49 als Ausgangspunkt. Ettore Bugatti war seinerzeit stark von Konstruktionen des US-amerikanischen Ingenieurs Harold Arminius Miller beeinflusst.
Das Werk führte Verbesserungen am Type 57 laufend in die Produktion ein. Größere Veränderungen gab es 1936 und 1938, weshalb von insgesamt drei Modellserien gesprochen wird. Den Type 57 gab es ab Werk in vier Versionen für die Straße: 57 (Basisversion oder auch „Normale“ genannt), 57 C (Kompressor), 57 S (Sportmodell) und 57 SC. Die beiden Letzteren wurden nur von 1936 bis 1938 angeboten (2. Serie) und hatten modifizierte Motoren und Fahrgestelle. Insbesondere der Type 57 SC gilt als einer der ersten Supersportwagen.
Sowohl das Konzept der Baureihe als sportliche, komfortable Grandes Routières wie auch die Formgebung der Werkskarosserien tragen die Handschrift Jean Bugattis. Wer letztlich bestimmte, zeigt ein frühzeitiger, aber folgenschwerer Eingriff in die Konstruktion der beiden Prototypen: Jean Bugatti hatte vorn eine moderne Einzelradaufhängung vorgesehen. Ettore erfuhr dies anlässlich eines Aufenthalts im Werk und ordnete ohne Rücksprache den Austausch gegen eine technisch überholte starre Vorderachse an. In angepasster Form wurde sie über die gesamte Bauzeit beibehalten und selbst die Nachfolger Type 64 und Type 101 mussten noch damit auskommen.

## Serie 1
Äußere Erkennungsmerkmale der ersten Serie sind die freistehenden, auf einer Strebe montierten Scheinwerfer und die langen, vertikalen Lüftungsschlitze an der Motorhaube.
Nicht nur das Beispiel der Vorderradaufhängung zeigt, dass der von 1934 bis 1940 gebaute und in vieler Hinsicht sehr fortschrittliche Type 57 in einigen Details hoffnungslos rückständig war. Jean Bugatti ließ heimlich auch einen Prototyp mit einem Motor mit geändertem Nockenwellenantrieb erproben, ohne jedoch eine solche Umstellung durchsetzen zu können.

### Motor
| Kenngrößen       | Daten                             |
| ---------------- | --------------------------------- |
| Bauzeit:         | 1933–1939                         |
| Motor:           | Reihenachtzylinder-Monoblockmotor |
| Hubraum:         | 3257 cm³                          |
| Ventilsteuerung: | zwei obenliegende Nockenwellen    |
| Leistung:        | ab 99 kW (135 PS) bei 5000/min    |

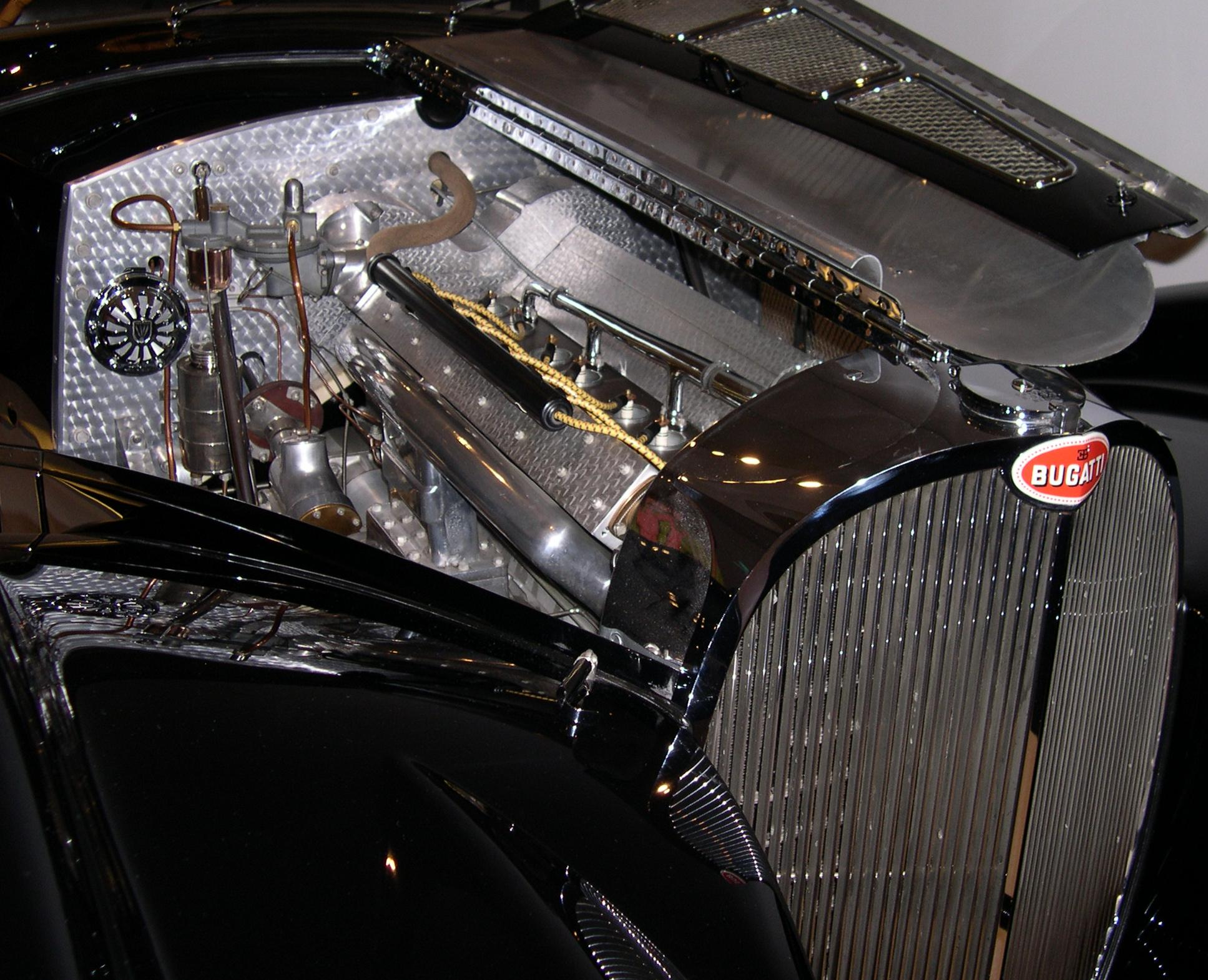
Blick in den Motorraum eines Bugatti Type 57 SC (1937)

Der Motor basierte auf dem 3,3-Liter-Reihen-Achtzylinder des Types 49. Er war in typischer Bugatti-Manier mit einem Kurbelgehäuse aus Leichtmetall und einem einteiligen Zylinderblock mit nicht abnehmbarem Zylinderkopf gefertigt („Sackzylinder“). Der Hubraum von 3257 cm³ (Bohrung × Hub = 72 × 100 mm) wurde vom Type 49 übernommen, nicht aber dessen Ventilsteuerung mit nur einer obenliegenden Nockenwelle (OHC). Der Type 57 (und der ähnliche Type 59) hatte zwei obenliegende Nockenwellen (DOHC), die über Stirnräder am hinteren Ende des Blocks angetrieben wurden und die Ventile über Schlepphebel betätigten. Sie saßen in mit dem Zylinderblock verschraubten zweiteiligen Gehäusen. Das von Bugatti jahrelang verfolgte Dreiventilprinzip (zwei Einlassventile und ein Auslassventil) wurde nicht mehr angewandt. Die Brennräume waren halbkugelig ausgebildet, die Kurbelwelle sechsfach gelagert.
Motoren, bei denen die Zylinderköpfe nicht abnehmbar waren, wurden zu dieser Zeit sonst nur noch im Motorsport eingesetzt; denn eine nicht vorhandene Zylinderkopfdichtung kann keinen Motorausfall verursachen und erhöht daher die Zuverlässigkeit. Allerdings geht dieser Vorteil deutlich zulasten der Wartungsfreundlichkeit. Bei dem Bugatti-Motor ließen sich die Ventile nur einfädeln, wenn die Ventilführungen nicht montiert waren.
Die Leistung betrug bereits in der Basisversion ungefähr 135 PS bei 5000/min. Mit einem leichten Aufbau beschleunigte das Fahrzeug in wenig mehr als 12 Sekunden von 0 auf 100 km/h. Der Typ 57 war auch eines der wenigen Autos seiner Zeit, das unter normalen Straßenbedingungen bis 160 km/h erreichte.
Nüchterne Zahlen werden den Leichtmetall-Motoren von Bugatti allerdings nicht gerecht. Ettore Bugatti legte stets auch Wert auf das ästhetische Erscheinungsbild. So waren Motorengehäuse bei Bugatti mit von Hand eingearbeitetem Perlschliffmuster verziert.
Ebenfalls vom Type 49 abgeleitet war der Motor des Grand-Prix-Rennwagens Type 59.
Die gemeinsame Entwicklung der Typen 57 und 59 sparte Entwicklungskosten, Ressourcen und Zeit und ermöglichte die Verwendung einiger gemeinsamer Motorenkomponenten.

### Kraftübertragung
Der Type 57 ist die erste Baureihe der Marke, bei der das Getriebe an den Motor geflanscht ist. Bis dahin hatte Bugatti eine überkommene Kraftübertragung benutzt, bei der das Getriebe in der Mitte des Fahrgestells eingebaut war, getrennt vom vorne liegenden Motor. Dies machte zwei Kardanwellen erforderlich; eine vom Motor zum Getriebe und eine weitere vom Getriebe zur Hinterachse. Diese Bauart hatten viele Hersteller schon vor dem Ersten Weltkrieg aufgegeben.
Serienmäßig war ein Vierganggetriebe mit Rückwärtsgang, dessen drei obere Gänge synchronisiert waren. Es war keine Stärke des Types 57. Das fiel allerdings nicht besonders ins Gewicht, weil die meisten Fahrzeuge ohnehin mit dem elektrischen Cotal-Vorwählgetriebe bestellt wurden. Dieses System erlaubt es, einen Gang mit einem Handhebel „vorzuwählen“, ohne dass er sofort eingelegt wird. Dies geschieht elektrisch, sobald die Kupplung betätigt wird, dann aber ohne weiteres Zutun des Fahrers. Dadurch kann er vor Kurven die Hände am Lenkrad halten und trotzdem zum richtigen Zeitpunkt herunterschalten. Cotal-Getriebe haben einen kleinen Schalthebel an der Lenksäule. Die Typen 57 und 57 C hatten Einscheiben-Trockenkupplungen, wie sie ähnlich bereits in einigen Type 49 verwendet worden waren.

### Fahrgestell und Aufhängung

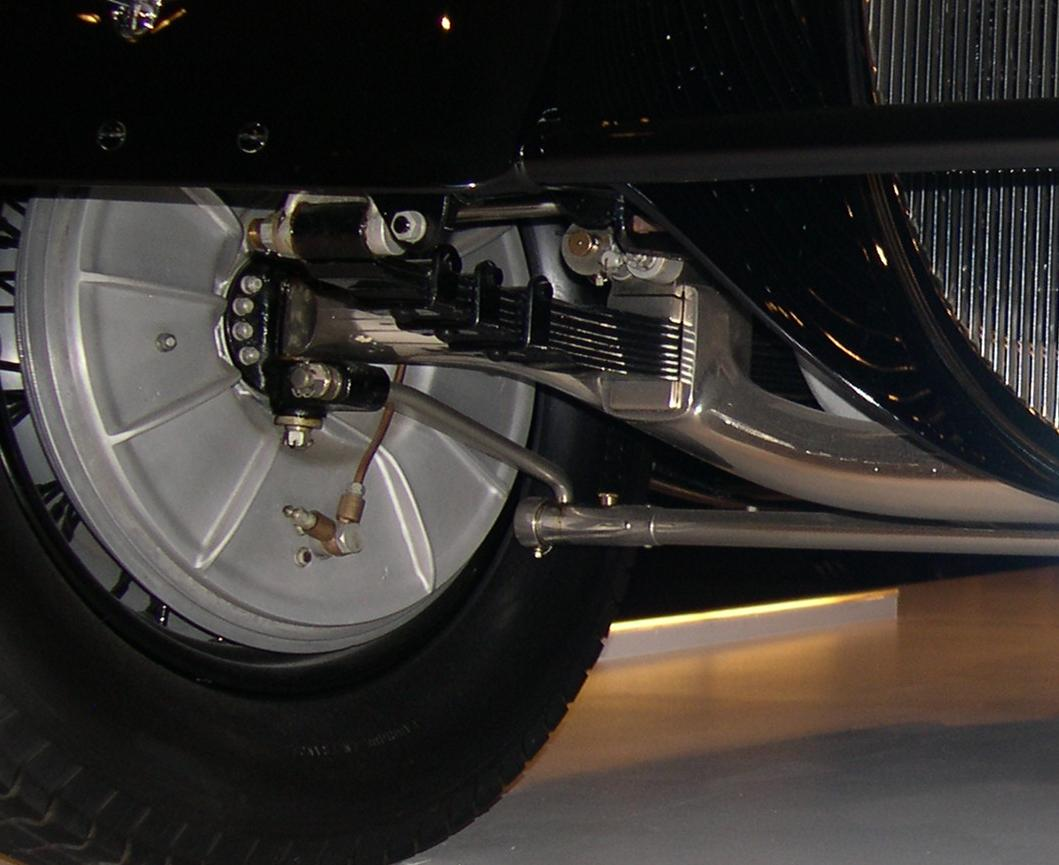
Detail der vorderen Starrachse des Type 57 SC, Serie 2 – hier mit hydraulisch betätigter Trommelbremse

Der Type 57 hatte einen konventionellen, leichten Leiterrahmen mit Querträgern. In der Serie 1 war der Motorblock Bestandteil des Rahmens und gab dessen vorderem Teil Stabilität. Das Chassis hatte einen Radstand von 3,3 m, die Spur betrug vorn und hinten 1,35 m.
Sehr frühe Type 57 Normale hatten eine zweigeteilte Vorderachse, die aber sehr bald durch eine einteilige ersetzt wurde.
Der Wagen hatte vorn Halbelliptik-Blattfedern und hinten eine Deichselachse mit geschobenen Viertelelliptikfedern und De-Ram- oder Hartford-Reibungsstoßdämpfer. Serienmäßig erhielt der Type 57 Rudge-Drahtspeichenräder in der Dimension 5.50 × 18 mit Zentralverschluss.
Noch bis 1938 blieb Bugatti bei Seilzugbetätigung der groß dimensionierten Trommelbremsen.

## Serie 2

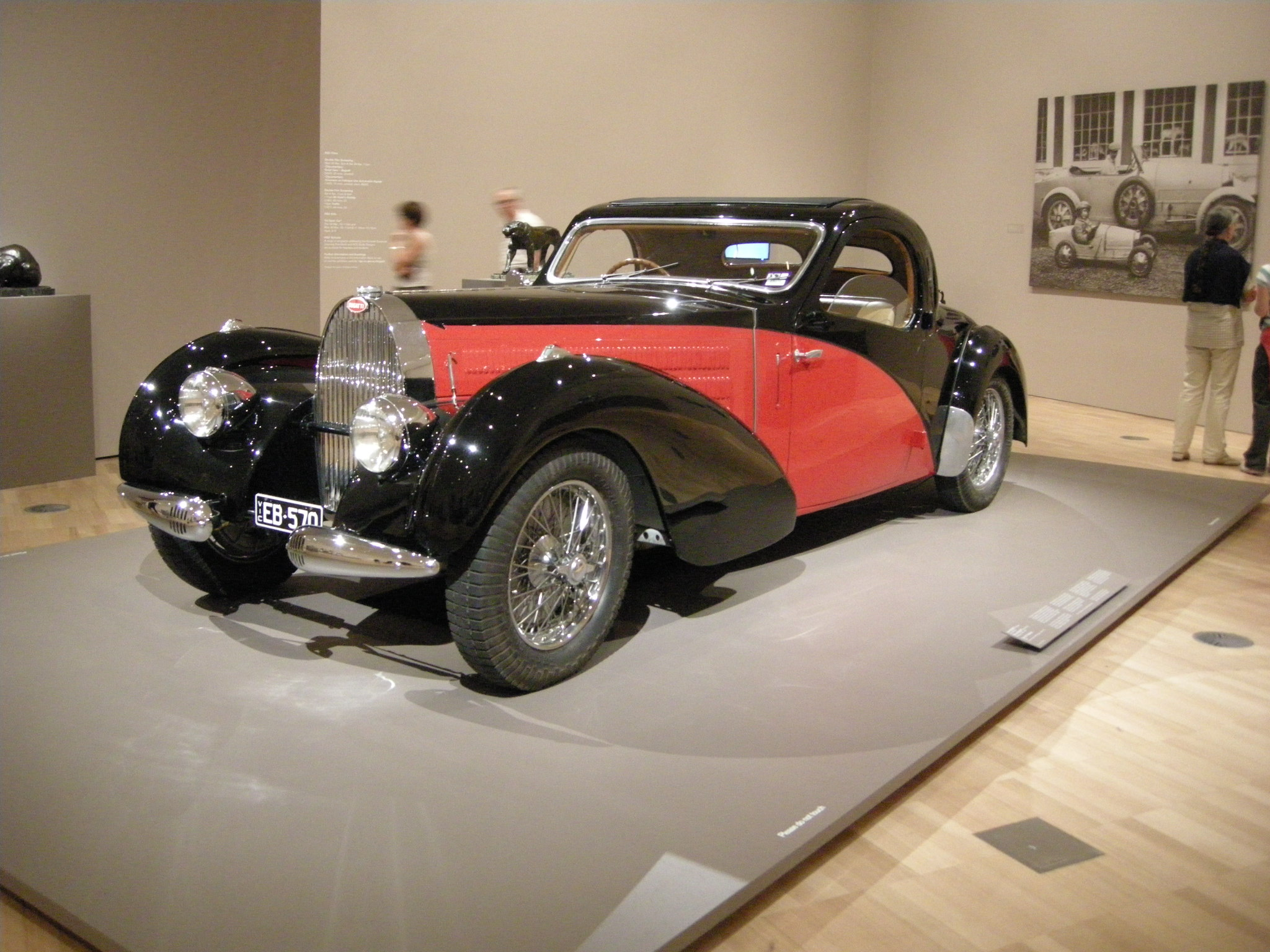
Bugatti Type 57 C Atalante, Serie 2 (1938)

Die Ende 1936 eingeführte Serie 2 erhielt ein stärker dimensioniertes Fahrgestell. Dem Motorblock kam nun keine tragende Funktion mehr zu, weil er im Chassis in Gummi gelagert wurde, stattdessen gab es mehr Querstreben. Außerdem gab es einen neuen Auspuffkrümmer und modernere und preisgünstigere Teleskopstoßdämpfer von Allinquant, die auf Wunsch an Fahrzeugen der Serie 1 nachgerüstet wurden. Neu gestaltet wurde auch das Armaturenbrett.
Die Änderungen gingen einher mit einer Überarbeitung der Karosserien. Insbesondere die Varianten Stelvio, Ventoux und Galibier profitierten von einer verbesserten Linienführung.
Eine stark veränderte Variante in der zweiten Serie war der weiter unten beschriebene Type 57 S.
Type 57 und 57 C Serie 2 sind an der Motorhaube mit in drei horizontalen Reihen angeordneten senkrechten Lüftungsschlitzen erkennbar. Der Kühler hat mit Thermostat gesteuerte Lamellen und die Scheinwerfer sind tiefer und ohne Strebe am Kotflügel angebracht.

## Serie 3

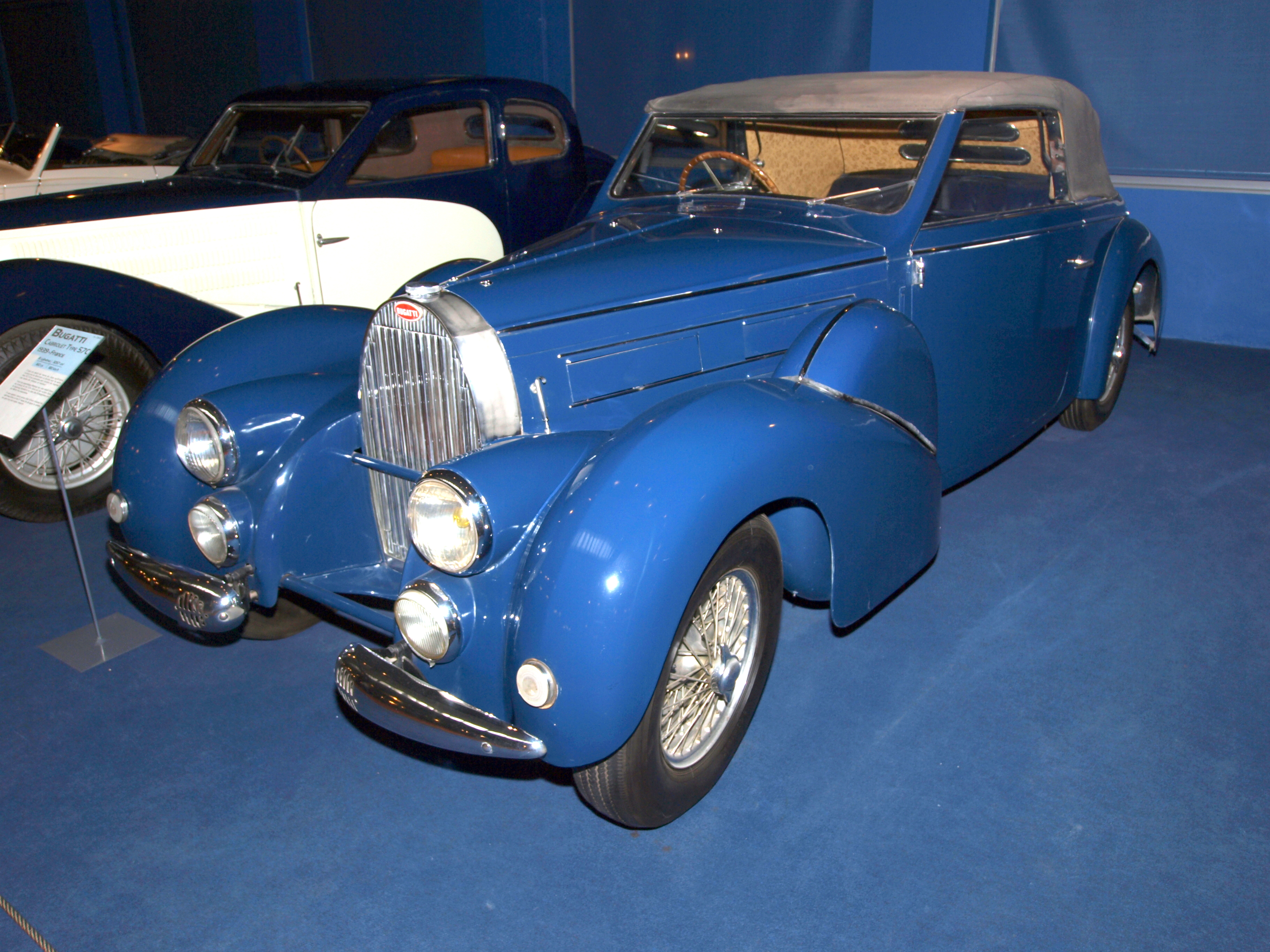
Bugatti Type 57 C Cabriolet Stelvio, Serie 3 (1939)

Mit der Serie 3 erhielt der Type 57 ab 1938 hydraulisch betätigte Bremsen. Die Bugatti-Techniker passten das verbreitete Lockheed-System an den Type 57 an und gaben ihm gleich zwei Hauptbremszylinder. Das System ließ sich an älteren Type 57 nachrüsten.
Äußerlich fielen die nun in die Kotflügel integrierten Scheinwerfer und zwei Chromelemente auf, die die vordere Stoßstange ersetzten. Sie hatten die Form lang gezogener, sich nach außen verjüngender Tropfen. Darin war auch die Hupe integriert.
Die Modernisierung wirkte attraktiv und aerodynamisch und passte auch für die älteren Serien. Etliche Type 57 wurden vom Werk oder in Vertragswerkstätten so modernisiert. Das war angesichts der hohen Fahrzeugpreise und Steuern auf Neuwagen sinnvoll, erschwert aber heute die Identifizierung.

## Die Versionen des Typs 57

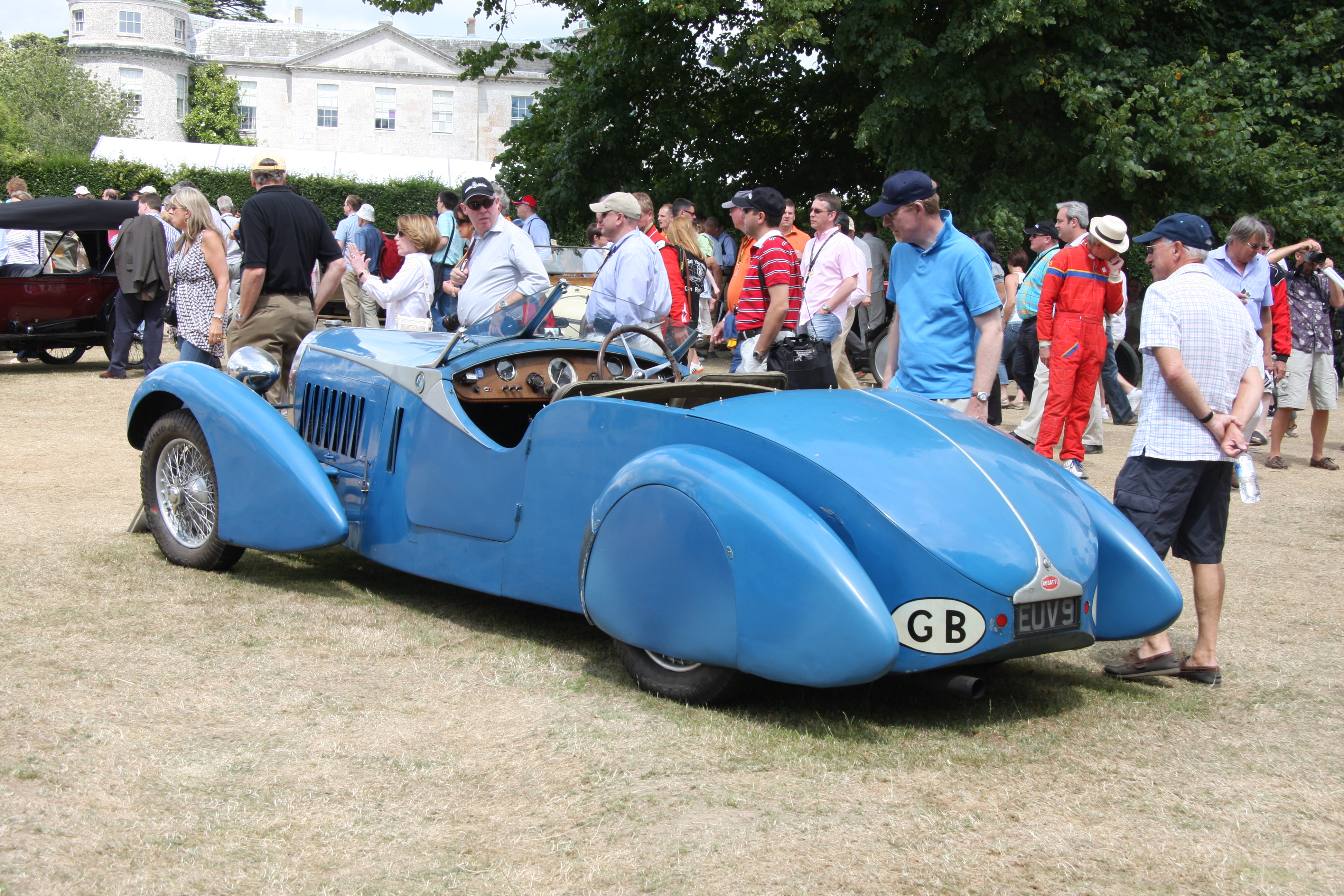
Bugatti Type 57 „T“ mit Tourer-Aufbau von Corsica (1935)

### Bugatti Type 57, 57 T undNormale
Bereits in der Basisversion war der Type 57 ein sehr sportliches Auto, das sich auch für lange Reisen eignete. Offiziell nur Type 57 genannt, findet sich gelegentlich der Zusatz Normale oder die Bezeichnung Type 57 T, um sie besser von anderen Versionen zu unterscheiden. „T“ stand bei früheren, eigentlich für den Rennsport konzipierten Bugatti für die Straßenversion Tourisme mit verringerter Leistung.

### Bugatti Type 57 C
| Kenngrößen       | Daten                                            |
| ---------------- | ------------------------------------------------ |
| Bauzeit:         | 1937–1940                                        |
| Motor:           | Reihenachtzylinder-Monoblockmotor mit Kompressor |
| Hubraum:         | 3257 cm³                                         |
| Ventilsteuerung: | zwei obenliegende Nockenwellen                   |
| Leistung:        | 118 kW (160 PS) bei 5500/min                     |

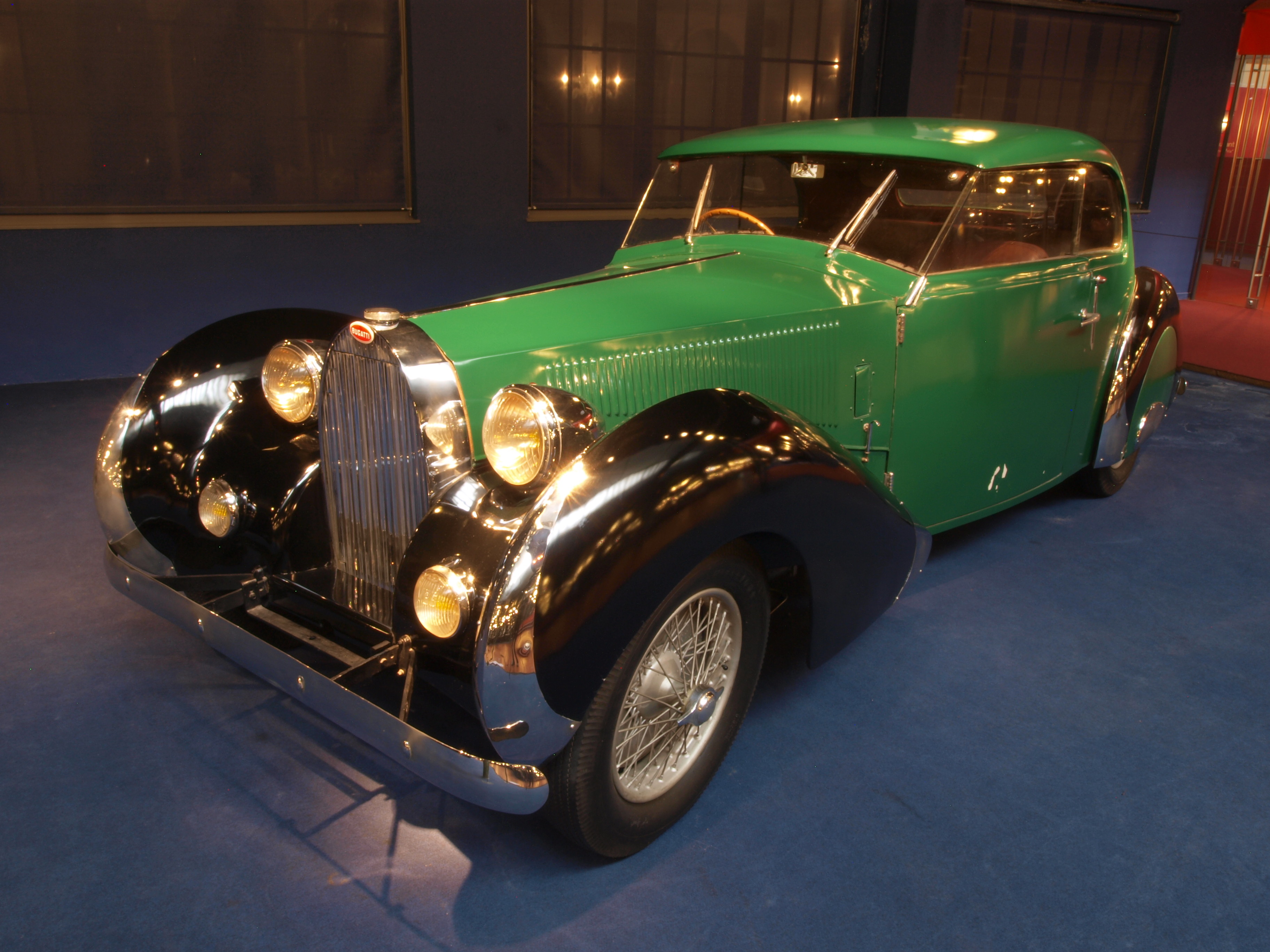
Bugatti Type 57 oder 57 C Coach Profilée mit Labourdette „Vutotal“ Frontscheibe (1936)

Eine Kompressor-Version des Types 57 war von Anfang an vorgesehen, die offizielle Einführung des Type 57 C (C für „compresseur“) erfolgte jedoch erst im Februar 1937. Der Motor wurde weitgehend vom Basismodell übernommen. Mit dem Roots-Gebläse leistete er 160 PS.
Die Erprobung dauerte sehr lange. Der Prototyp (#57452, später #57308, vgl. Abbildung), damals rot lackiert, stand für besonders gute Kunden bereits am Rande des Pariser Automobilsalons im Februar 1936 für Probefahrten zur Verfügung. Vorgeführt wurde er von Jean Bugatti, Jules Goux oder Ex-Weltmeister Robert Benoist, der die Bugatti-Niederlassung an der Avenue Montaigne in Paris leitete. Auf dem Bugatti-Stand selbst wurde kein Type 57 C gezeigt; Star der Messe war der erstmals präsentierte Atlantic. Der Prototyp kam nach einem Motorschaden im September 1937 mit etwas mehr als 20.000 km zur Reparatur im Werk und verblieb einige Zeit bei Benoist. Danach wurde er an den Comte Aymar Antoine de la Rochefoucauld (1914–1991) verkauft. Das Fahrzeug ist erhalten. Die nächsten beiden Type 57 C, zwei Gangloff-Cabriolets, gingen Mitte bzw. Ende Februar 1937 an ihre neuen Besitzer. Der Verkauf verlief weiterhin schleppend; nur fünf Fahrzeuge wurden 1937 gebaut und zwischen Juni und August ausgeliefert: Nummer 7517/7C, 57506/8C, 57526/10C, 57496/11C und 57576/12C. Erst im Januar 1938 kam es zum nächsten Verkauf. Insgesamt entstanden von dieser Version zwischen 1937 und 1940 nur 95 Exemplare.
Wie allgemein üblich konnte der Kompressor nachgerüstet werden. Solche Arbeiten führte auch das Werk in Molsheim durch. Der Umbau war an allen Type 57 seit Produktionsbeginn möglich und ließ sich auch wieder zurücknehmen.
Die Rennversion „Tank“ (Type 57 G) von 1936 ist vom 57 C abgeleitet, hingegen war der „Tank“, mit dem Jean-Pierre Wimille und Pierre Veyron 1939 in Le Mans siegten, ein „normaler“, speziell karossierter Type 57 C. Mit ebendiesem Fahrzeug, das für den Grand Prix de La Baule am 3. September vorbereitet wurde, verunglückte Jean Bugatti am 11. August 1939 tödlich auf der Route nationale 392 bei Duppigheim. Ettore Bugatti ließ das Wrack des Unfallwagens an einer unbekannten Stelle in der Nähe des Werks vergraben.

### Bugatti Type 57 S
| Kenngrößen | Daten                        |
| ---------- | ---------------------------- |
| Bauzeit:   | 1936–1938 (Serie 2)          |
| Stückzahl: | ca. 60                       |
| Motor:     | Reihenachtzylinder           |
| Hubraum:   | 3257 cm³                     |
| Leistung:  | 129 kW (175 PS) bei 5500/min |

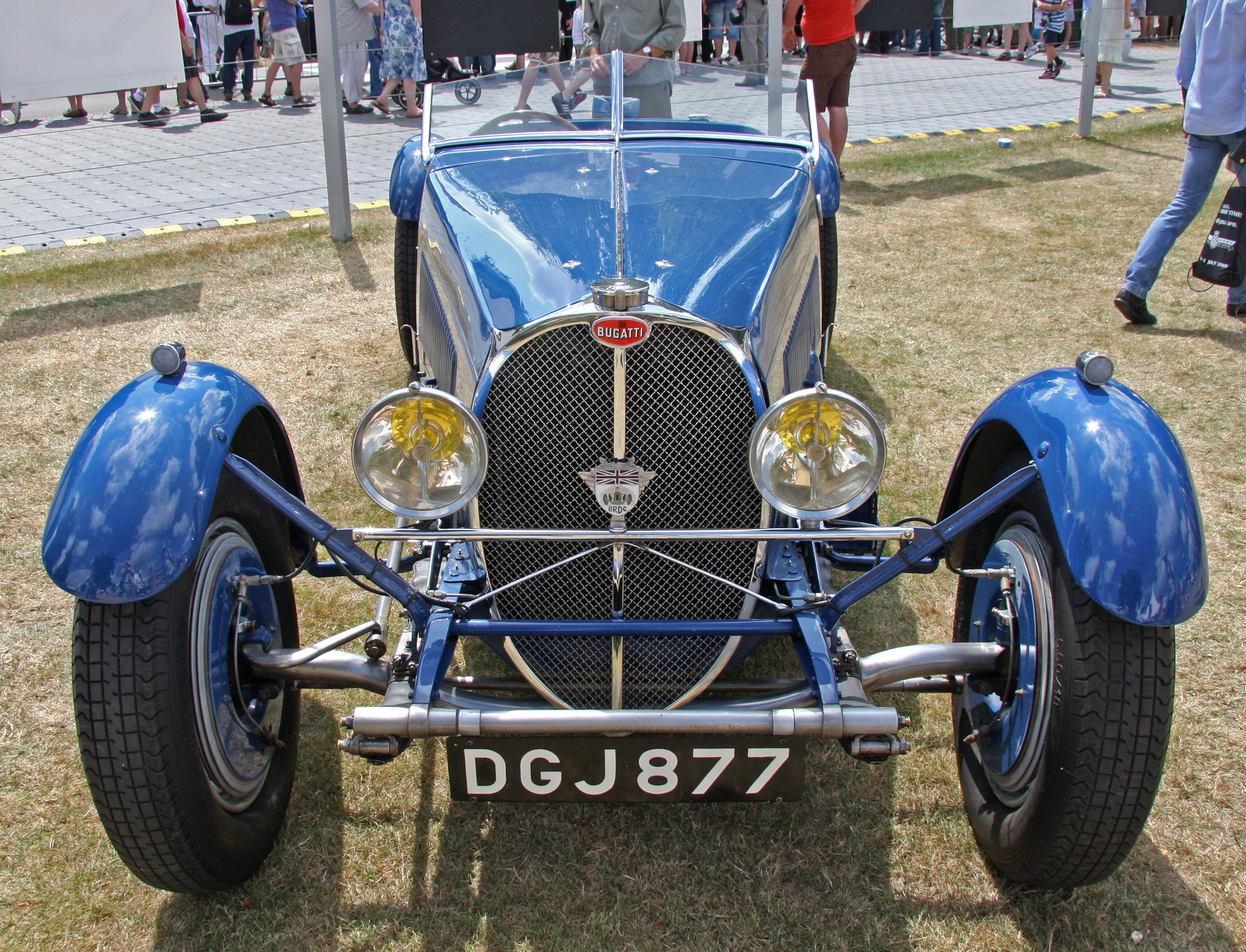
Frontansicht eines Type 57 S (1936). Die starre Vorderachse ist nach unten gekröpft. Links im Bild die Lenkstange.

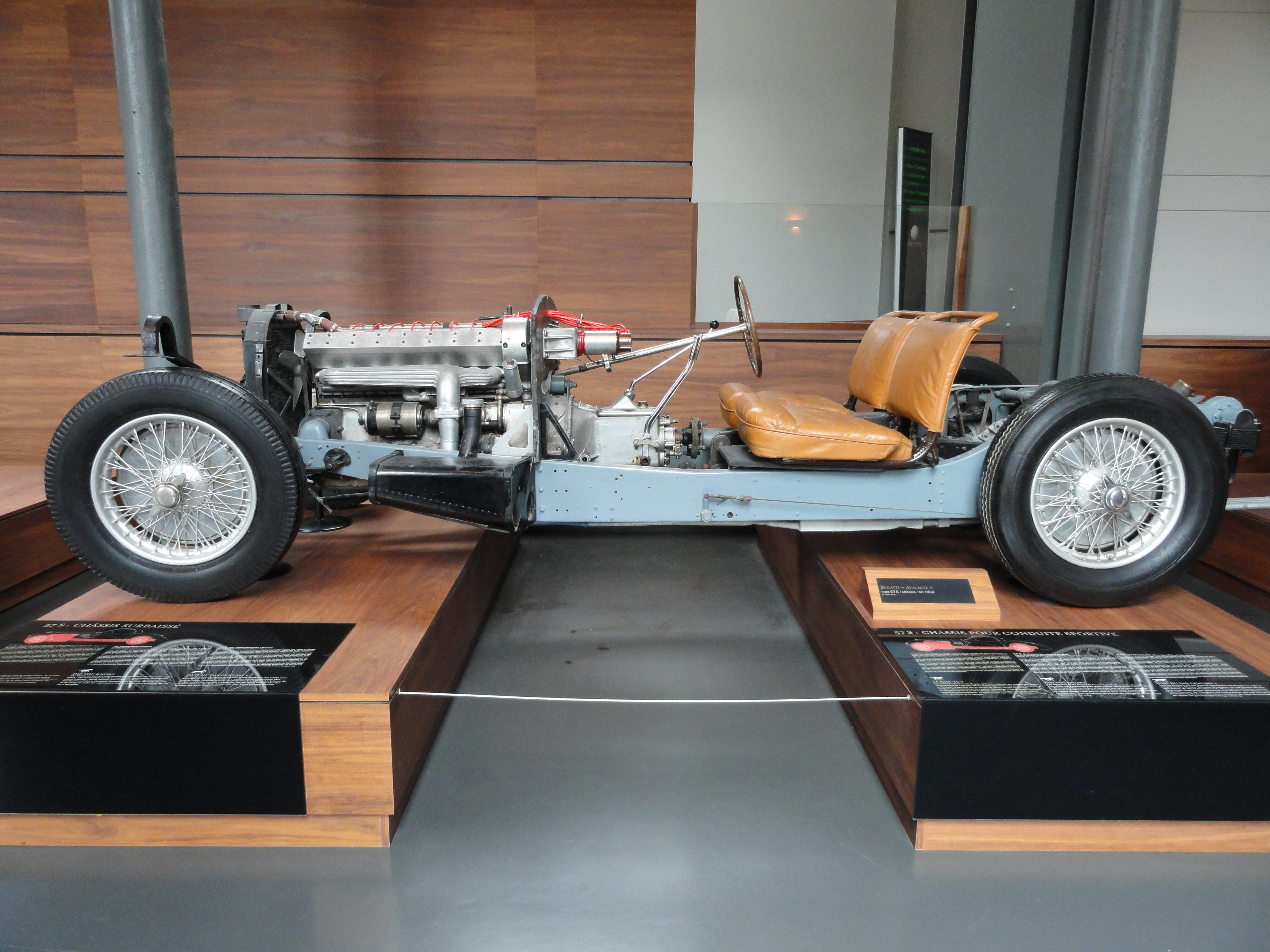
„Rolling chassis“ eines Type 57 S von 1936. Der Radstand ist kürzer, der Fahrer sitzt tiefer und weiter hinten, die Lenksäule ist in entsprechend flacherem Winkel angebracht.

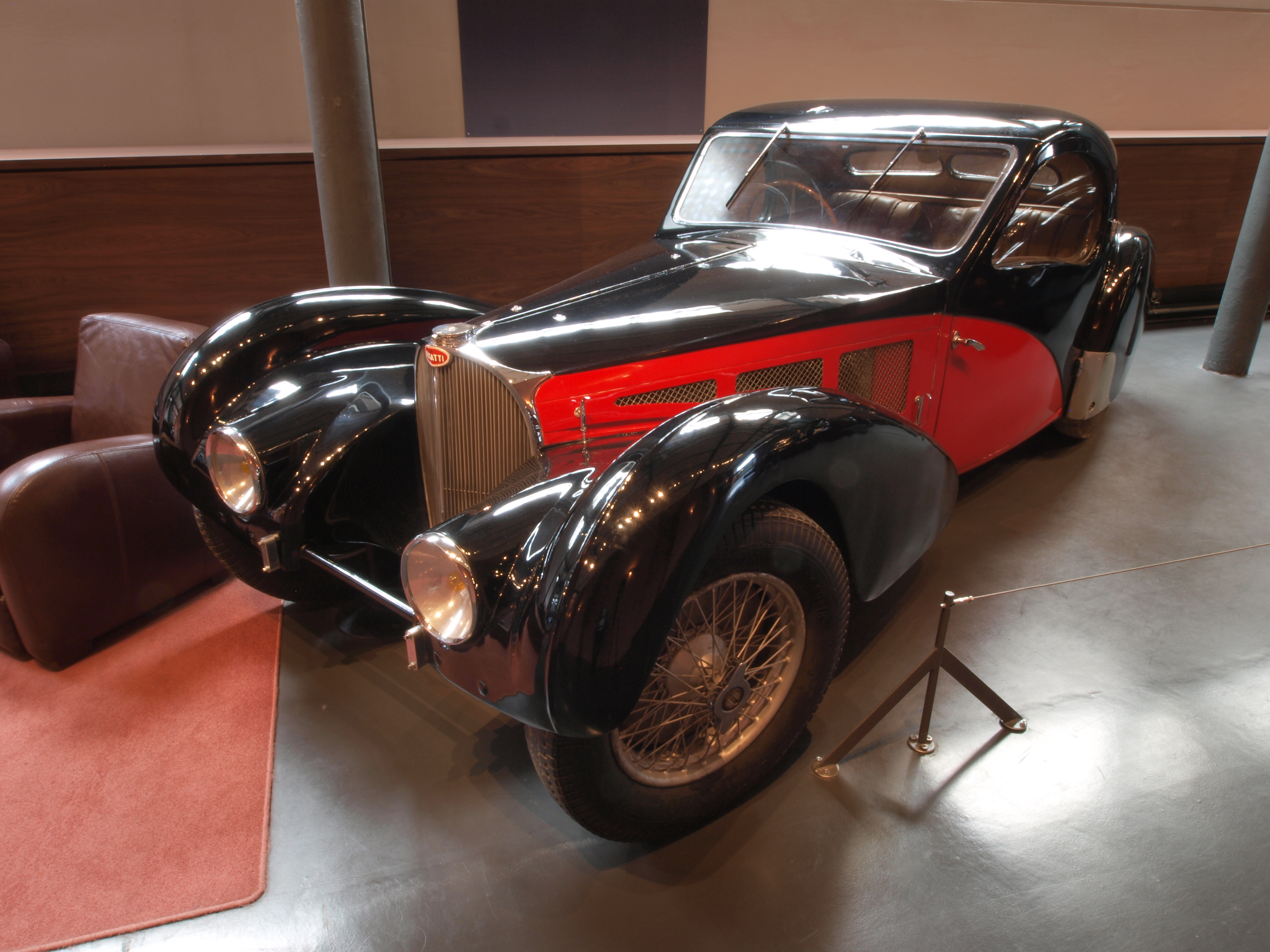
Bugatti Type 57 SC Atalante

Das „S“ in der Bezeichnung steht für weit mehr als ein Ausstattungspaket. Es war nur erhältlich in der 2. Serie (1936–1938) und umfasste einen ganzen Katalog an Abweichungen und Änderungen mit Eingriffen tief in die Fahrzeugtechnik. Folgerichtig schlug der Mehrpreis mit 30 % auf das mit FF 43800 (193x) ohnehin sehr teure Basismodell zu Buche. Dafür erhielt der Kunde:
- höhere Motorleistung (175 PS / 130 kW) ohne Kompressor
- höhere Kompression
- Strombergvergaser
- Trockensumpfschmierung
- Scintilla-Vertex-Zündung
- Zweischeibenkupplung
- Fahrgestell um 32 cm verkürzt (Radstand 2890 mm)
- Tieferlegung durch geänderte Vorderradaufhängung und Underslung-Bauart hinten
- De-Ram-Reibungsstoßdämpfer
- niedrigere Motorhaube
- V-förmige, aerodynamische Kühlermaske
- tiefere Sitzposition mit stärker geneigter Lenksäule

Nicht alle Varianten des Typs 57 konnten als „S“ bestellt werden. Lieferbar war das Paket nur für die Modelle Atalante und Aravis und das nackte Fahrgestell. Eine Sonderstellung nahm der Atlantic ein, er war offiziell nur in der SC Ausführung erhältlich, allerdings erhielt der erste Kunde sein Fahrzeug ohne.

### Bugatti Type 57 SC
| Kenngrößen             | Daten                        |
| ---------------------- | ---------------------------- |
| Bauzeit:               | 1936–1938                    |
| Stückzahl:             | 41–42                        |
| Motor:                 | Reihenachtzylinder           |
| Hubraum:               | 3257 cm³                     |
| Leistung:              | 147 kW (200 PS) bei 5500/min |
| Höchstgeschwindigkeit: | ~ 225 km/h                   |

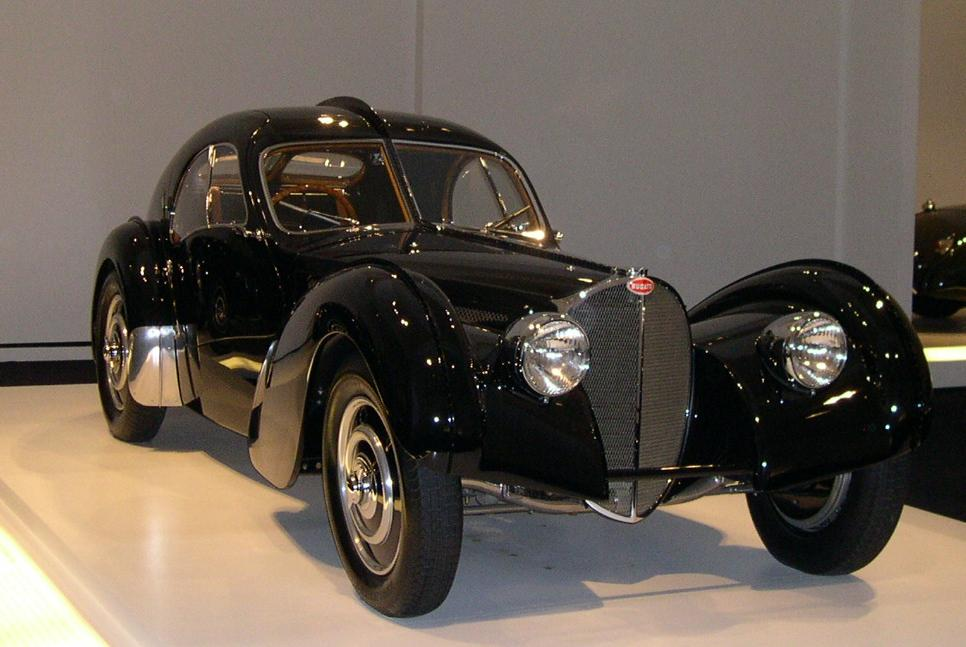
Bugatti Type 57 SC Atlantic

Der Type SC entspricht dem Type S, erhielt jedoch zusätzlich einen Roots-Kompressor. Dieser war an den „getunten“ Motor des Type S angepasst und steigerte die Leistung von 175 PS (129 kW) bei 5500/min und 190 km/h Spitze auf (je nach Quelle) 200 PS (147 kW) bis 209 PS (154 kW) bei 5500/min und 200–225 km/h Höchstgeschwindigkeit. Gerade letztere Werte sind natürlich immer abhängig von der gewählten Getriebe- und Achsübersetzung, der Karosserie und dem Gesamtgewicht.
Das SC-Paket war Atlantic, Atalante und Aravis vorbehalten. Das Werk war aber flexibel genug, um auf die Wünsche der Kundschaft einzugehen. So wurde der erste der vier gebauten Atlantic ohne Kompressor ausgeliefert. Die SC-Version war nur von 1936 bis 1938 im Programm und endete naturgemäß mit der Einstellung des „S“-Fahrgestells. Insgesamt verließen nur 41 Fahrzeuge das Werk mit der SC-Spezifikation (42 nach anderer Quelle), etliche 57 S erhielten jedoch nachträglich einen Kompressor.

### Bugatti Type 57 G „Tank“
| Kenngrößen             | Daten                        |
| ---------------------- | ---------------------------- |
| Bauzeit:               | 1936                         |
| Stückzahl:             | 3                            |
| Motor:                 | Reihenachtzylinder           |
| Hubraum:               | 3257 cm³                     |
| Leistung:              | 147 kW (200 PS) bei 5500/min |
| Höchstgeschwindigkeit: | ~ 225 km/h                   |

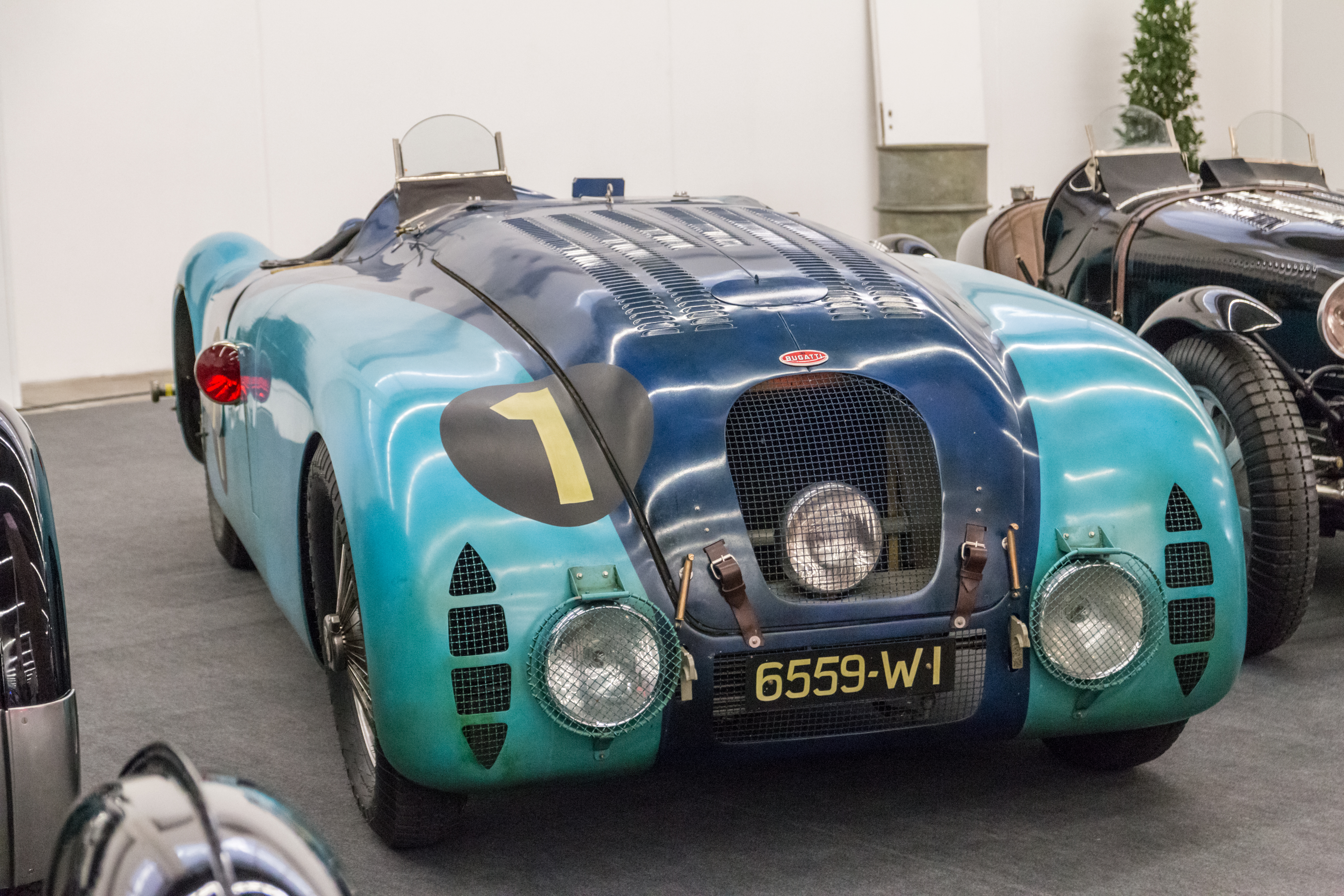
Bugatti Type 57 G „Tank“

Der Type 57 G war eine Rennsportausführung, die 1936 bereitgestellt wurde. Er war vom Standardmodell abgeleitet (nicht vom 57 S) und erhielt einen „getunten“ Motor der nicht jenem des 57 S entsprach aber ebenfalls 200 PS (150 kW) entwickelte. Der 57 G erhielt die „Klaviersaiten“-Speichenräder des Grand Prix-Rennwagens Type 59. Weil das Fahrzeug für Langstreckenrennen gedacht war, benötigte es keinen Kompressor. Der Übername „Tank“ war wohl unvermeidlich – das Publikum hatte bereits den ähnlich verkleideten Type 32 von 1923 so bezeichnet. Die Karosserie des 57 G war im Vergleich ausgewogener, formal besser gelungen und bot mehr Platz. Zur Kühlung erhielt der Aufbau zahlreiche Öffnungen und Lüftungsschlitze und durch das Weglassen der inneren Kotflügelbleche wurde gleichermaßen Gewicht gespart und die Motorkühlung verbessert. Warum Bugatti auf den Type 57 G setzte und nicht auf das zuvor ebenfalls für den Rennsport entwickelte Type 57 S Torpédo-Compétition, ist unklar. Dieses stand zumindest für die Austragung des 24-Stunden-Rennens von Le Mans zur Verfügung. Nachdem dieses Rennen abgesagt worden war, sah das Torpédo-Compétition keinen Renneinsatz.
Mit dem Type 57 G gewann Jean-Pierre Wimille 1936 den als Sportwagenrennen ausgeschriebenen Grand Prix de la Marne. und mit Raymond Sommer den Großen Preis von Frankreich in Montlhéry. Im folgenden Jahr konnten Wimille und Benoist ebenfalls mit dem Type 57 G einen französischen Triumph in Le Mans einfahren. Diese Erfolge wurden nicht zuletzt auf den infolge der besseren Aerodynamik geringeren Benzinverbrauch zurückgeführt.
Die Entwicklung des Type G wurde danach zu Gunsten des Type 57 C „Tank“ aufgegeben, in das natürlich die gewonnenen Erfahrungen mit der Aerodynamik einflossen. Ein Exemplar existiert noch, es ist im Simeone Automotive Museum in Philadelphia ausgestellt. Dabei handelt es sich um den erwähnten Le Mans-Siegerwagen von 1937 (Chassis Nr. 57367).

### Bugatti Type 57 S/45
| Kenngrößen | Daten                               |
| ---------- | ----------------------------------- |
| Bauzeit:   | 1936–1938                           |
| Motor:     | Reihenachtzylinder                  |
| Hubraum:   | 4743 cm³                            |
| Leistung:  | 300 PS (221 kW) bis 350 PS (257 kW) |
| Stückzahl: | 1–2                                 |

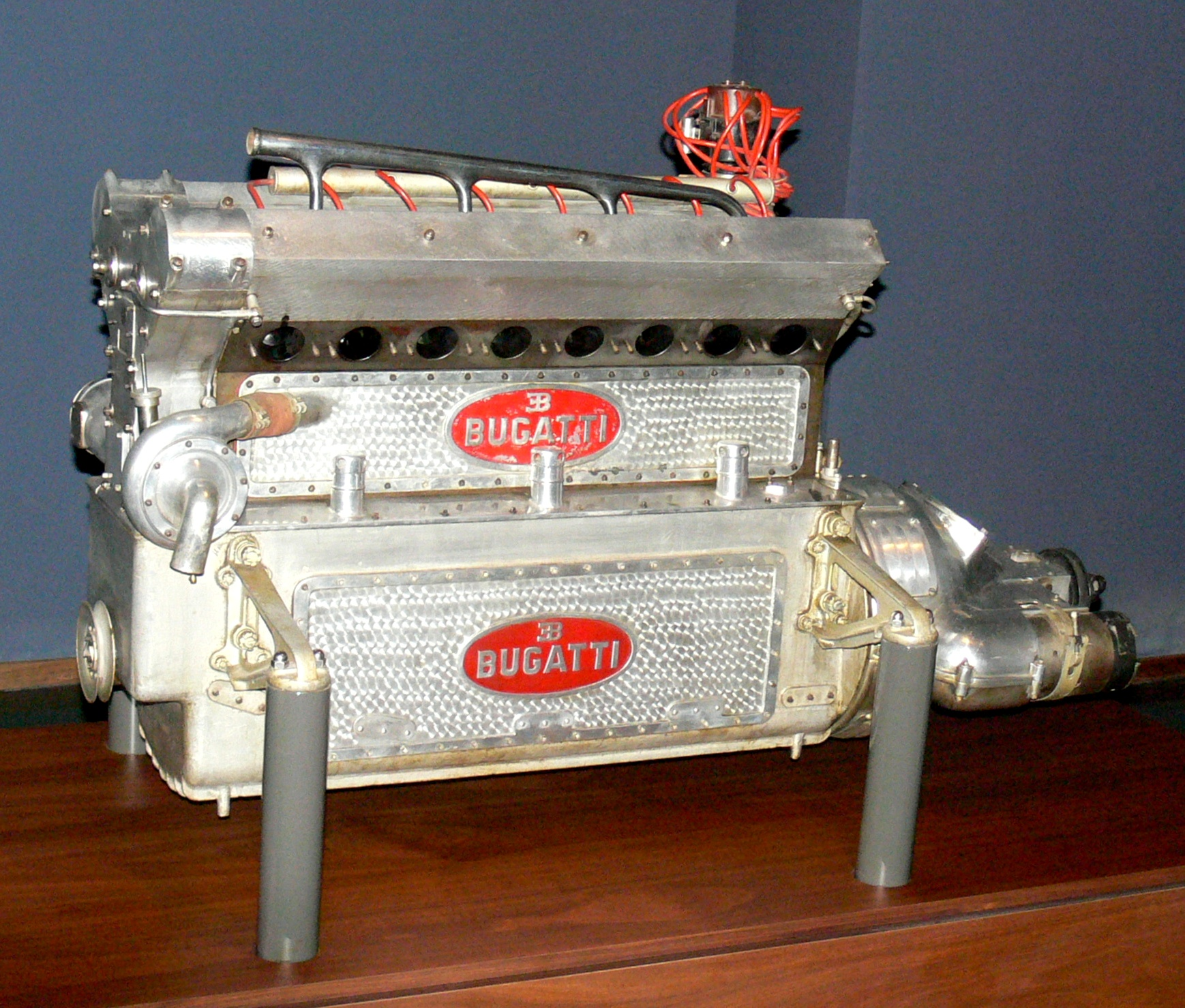
Motor Type 50B (1938) im Musée National de l’Automobile

Die Bezeichnung Type 57 S/45 hatte wohl Marketing-Gründe, ist jedoch irreführend. Dieser Rennwagen und Versuchsträger erhielt das Fahrgestell des letzten Vorkriegs-Rennwagens Type 59 und den Motor des Type 50B. Er leistete je nach Verdichtung, gewähltem Vergaser und vorhandenem Kompressor, bis zu 350 PS und galt als sehr standfest. Wegen der dünnen Zylinderwände wurden Ventilsitze und Zylinderlaufbuchsen aus Stahl verwendet. Die Motoren erhielten eine Hochleistungs-Zündanlage Scintilla Vertex. Der Roots-Kompressor lief mit der gleichen Drehzahl wie der Motor. Im Prinzip handelt es sich also um eine Parallelentwicklung des Type 50B. Der Radstand betrug 2850 mm, an den Starrachsen waren die „Klaviersaiten“-Speichenräder des Typs 59 mit eingegossenen Bremstrommeln angebracht (5,5 × 19 Zoll vorn und 6,5 × 19 Zoll hinten). Für beide Fahrzeuge wurden stromlinienförmige Barchetta--Karosserien angefertigt.
Eines der beiden Fahrzeuge existiert noch, zudem wurde um 2003 eine Rekreation angefertigt.
Gemäß einer Quelle gab es nach dem Zweiten Weltkrieg einen anderen Type 57 S/45, der vom 57 G abgeleitet war und eine 4,9 Liter-Version des Type 50B erhielt. Das Fahrzeug soll 470 PS geleistet haben. Er sollte beim 24-Stunden-Rennen von Le Mans 1957 starten, wurde aber nur im Training eingesetzt.

### Bugatti Type 57 S/40
| Kenngrößen | Daten              |
| ---------- | ------------------ |
| Bauzeit:   | 1957               |
| Motor:     | Reihenachtzylinder |
| Hubraum:   | 4000 cm³           |
| Leistung:  |                    |
| Stückzahl: | 1–2                |

Zum Type 57 S/40 bestehen viele Unklarheiten, besonders weil wichtige Werksunterlagen nicht erhalten sind. Fest steht, dass eine solche Version geplant war. Möglicherweise sah sie Jean Bugatti als potentiellen Antrieb für den geplanten Nachfolger des Type 57, von dem der vorgenannte Prototype Type 64 existiert.
Nach dem Zweiten Weltkrieg waren im Werk immer noch unbenutzte Fahrgestelle des Types 57 vorhanden. Wohl aus Kostengründen griff Roland Bugatti (1922–1977), der jüngere der beiden Söhne von Ettore und letzte Chef des Unternehmens, auf solche Chassis zurück um eine Weiterentwicklung des Typs 101 zu prüfen. Zwei solche Exemplare wurden versuchsweise mit einem auf rund 4 Liter verkleinerten Motor des Type 50B ausgerüstet und als Type 57 S/40 erprobt. Es ist wenig überraschend, dass die Kombination eines 1933 entworfenen Fahrgestells und eines noch deutlich älteren Motors 1957 nicht mehr befriedigen konnte, zumal der ursprüngliche Type 57-Motor eine bestens bewährte Konstruktion war.
Wenn die Zeit dieses Autos abgelaufen war, dann wegen des politischen Umfeldes, des veralteten Chassis mit Starrachsen, des mittlerweile ungenügenden Preis-Leistungsverhältnisses und des letzten in Serie gebauten Reihen-Achtzylindermotors in der westlichen Welt. Folgerichtig kam der Type 57 S/40 nicht über das Prototypenstadium hinaus. Laut einer anderen Quelle war diese Version nur geplant.

## Fahrgestellnummern
Die Fahrgestellnummern des Typs 57 beginnen mit den Ziffern „57“, ohne Abstand gefolgt von der fortlaufenden Produktionsnummer (beginnend mit „101“). Weder die Spezifikation (Standard, C, S oder SC) noch die Serie lassen sich daraus direkt ableiten. Gelegentlich wird die Motornummer angehängt, getrennt von der eigentlichen Fahrgestellnummer durch einen Schrägstrich. Diese ist zwei- bis vierstellig; S- und C-Spezifikationen werden am Ende durch einen entsprechenden Buchstaben vermerkt. Eine niedrige Motornummer deutet darauf hin, dass der Motor nicht zusammen mit dem Fahrgestell ausgeliefert wurde. Eine hohe Produktionsnummer weist auf die dritte Serie hin.
Ein Problem, genaue Stückzahlen einzelner Modelle – nicht nur des Types 57 – festzustellen, ist die Molsheimer Praxis, Fahrgestellen erst dann eine Nummer zuzuweisen, wenn sie verkauft waren. Das hatte möglicherweise steuerrechtliche Gründe und führte dazu, dass im Werk stets „rohe“, nicht gekennzeichnete Fahrgestelle vorhanden waren.

## Werkskarosserien (Carrosserie Bugatti und Gangloff)
Damals war es üblich, dass exklusive Autobauer ein „rolling chassis“, also Fahrgestell mit Motor und Kühlergrill sowie Zierteilen wie Radkappen usw. plus eventuell Kotflügel und Motorhaube, an einen Karosseriebauer nach Wahl des Kunden lieferte. Dieser fertigte dann den Aufbau nach Kundenwunsch an. Das konnte ein „Full Custom“, also eine eigens für diesen Kunden gezeichnete und nur einmal gebaute Version sein oder der Kunde suchte sich aus dem Katalog des Karosseriebauers die gewünschte Bauform heraus, die dann individuell detailliert wurde. Diese Methode kostete deutlich weniger als eine völlig neu entworfene Karosserie, führte aber zu einem ähnlich individuellen Ergebnis und ließ fast unendlich viele Möglichkeiten zu um auf Kundenwünsche einzugehen, angefangen von der Lackierung über Polsterung, Ausgestaltung der Innenausstattung samt Materialwahl bis zu Rädern, Scheinwerfern, Beschlägen und Appliken.
Bugatti arbeitete meist mit Gangloff in Colmar zusammen, einem Ableger eines angesehenen Genfer Karosseriebauers. Es gab aber auch eigenständige Gangloff-Entwürfe – und Bugatti führte eine hauseigene Karosserie-Abteilung, der Ettores Sohn Jean vorstand und in der mit Lucien Schlatter ein sehr fähiger Zeichner beschäftigt war. Jean Bugatti verwirklichte zum Beispiel das Coupé Napoléon und den (mittlerweile nachgebauten) „Esders“-Roadster auf dem Royale-Fahrgestell. Von ihm stammen unter anderem außerdem die zeitlos schönen Coupés und Cabrios vom Type 55 (in den 1980er- und 1990er-Jahren von De la Chapelle mit BMW-Technik nachgebaut) und die Coupés „Profilée“ und „Surprofilée“ auf dem Type 50.

### Alles Handarbeit
Der Bugatti Type 57 war das am längsten gebaute und erfolgreichste Modell der Marke. Es wurde nach der traditionellen Methode gebaut: Der Kunde bestellte eines der von Hand gefertigten Fahrgestelle, konnte dabei verschiedene Wünsche anbringen und ließ es dann vom Karosseriebauer seiner Wahl einkleiden. Dadurch verdiente der Hersteller nur an einem Teil des Fahrzeugs, ein annähernd gleich großer ging an den Carrossier. Dieser erstellte den Aufbau ebenfalls von Hand; gelegentlich als Einzelanfertigung, häufiger jedoch in Kleinstserien von 5 bis 20 Einheiten, bei denen der Kunde Dutzende von Material-, Ausstattungs- und Farbvorgaben machen konnte.

### Carrosserie Bugatti

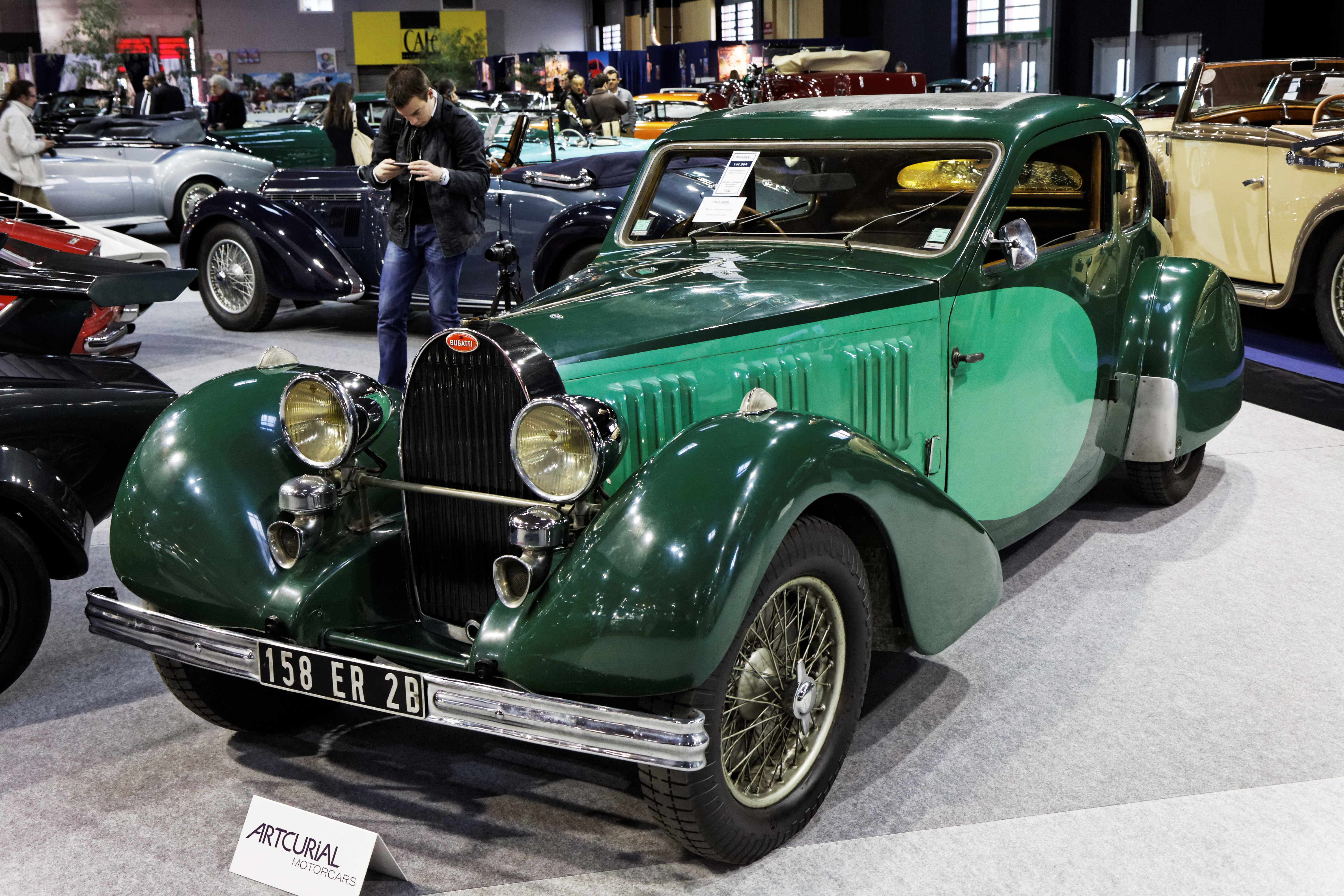
Bugatti Type 57 C Ventoux, Werkskarosserie, 1. Serie (#57452/1C resp. 57308/1C), 1936. Dieses Fahrzeug war der Versuchsträger für den Type 57 C (Motor Nr. 1C) und wurde als Demonstrationsfahrzeug eingesetzt.

Was als „Werks-“ oder „Katalogkarosserien“ bezeichnet wird beruht auf den Entwürfen, die Jean Bugatti für insgesamt sechs Varianten angefertigt hatte und die im Verkaufskatalog aufgeführt wurden. Wie viele andere Autobauer richtete auch Bugatti eine eigene Karosserieabteilung ein, die ab 1923 wie ein Betrieb im Betrieb und mit höchstem Qualitätsanspruch arbeitete.
Mit Joseph Walter wurde bereits 1927 ein Zeichner eingestellt, der Jean Bugattis Entwürfe detaillierte und ausarbeitete.
Den Begriff „Werkskarosserie“ legten Vater und Sohn Bugatti weit aus. Eine Besonderheit bei Bugatti und insbesondere für den Type 57 war, dass das Werk mit den Zeichnungen durchaus großzügig umging. Wenn dem Kunden eine Werkskarosserie gefiel, er aber einen Carrossier seiner Wahl beauftragen wollte, dann konnte dieser durchaus Plankopien erhalten. Erleichtert wurde diese Entscheidung zweifellos durch den außerordentlichen Erfolg des Typs 57, der zu zunehmender Überlastung der hauseigenen Karosserieabteilung und damit zu langen Lieferfristen führte.
Normalerweise verwendete Bugatti keine Plakette für die hauseigenen Karosserien, wie dies bei selbständigen Unternehmen üblich war.

### Carrosserie Gangloff

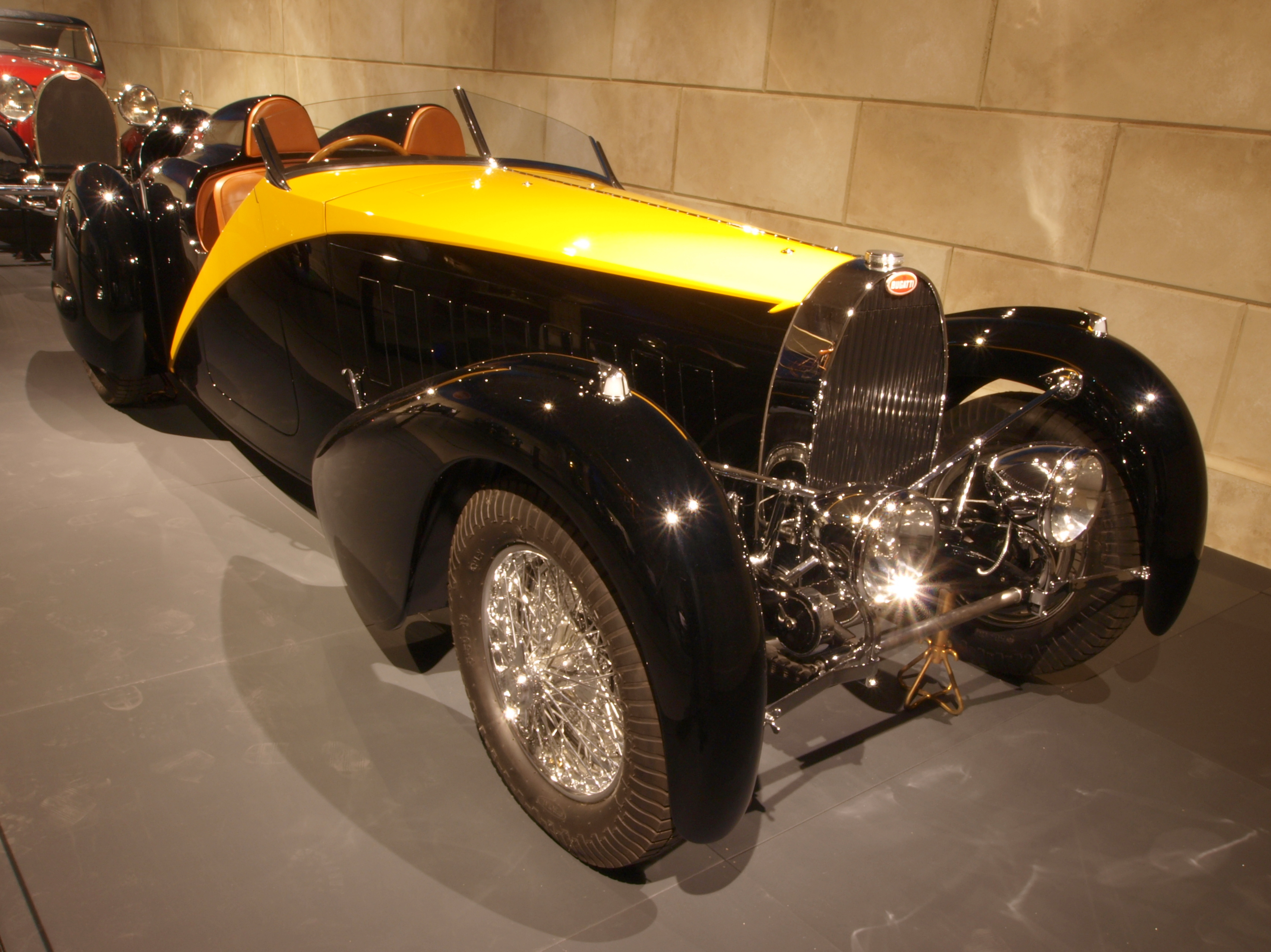
Bugatti Type 57 Grand Raid, Rekreation Gangloff (1934)

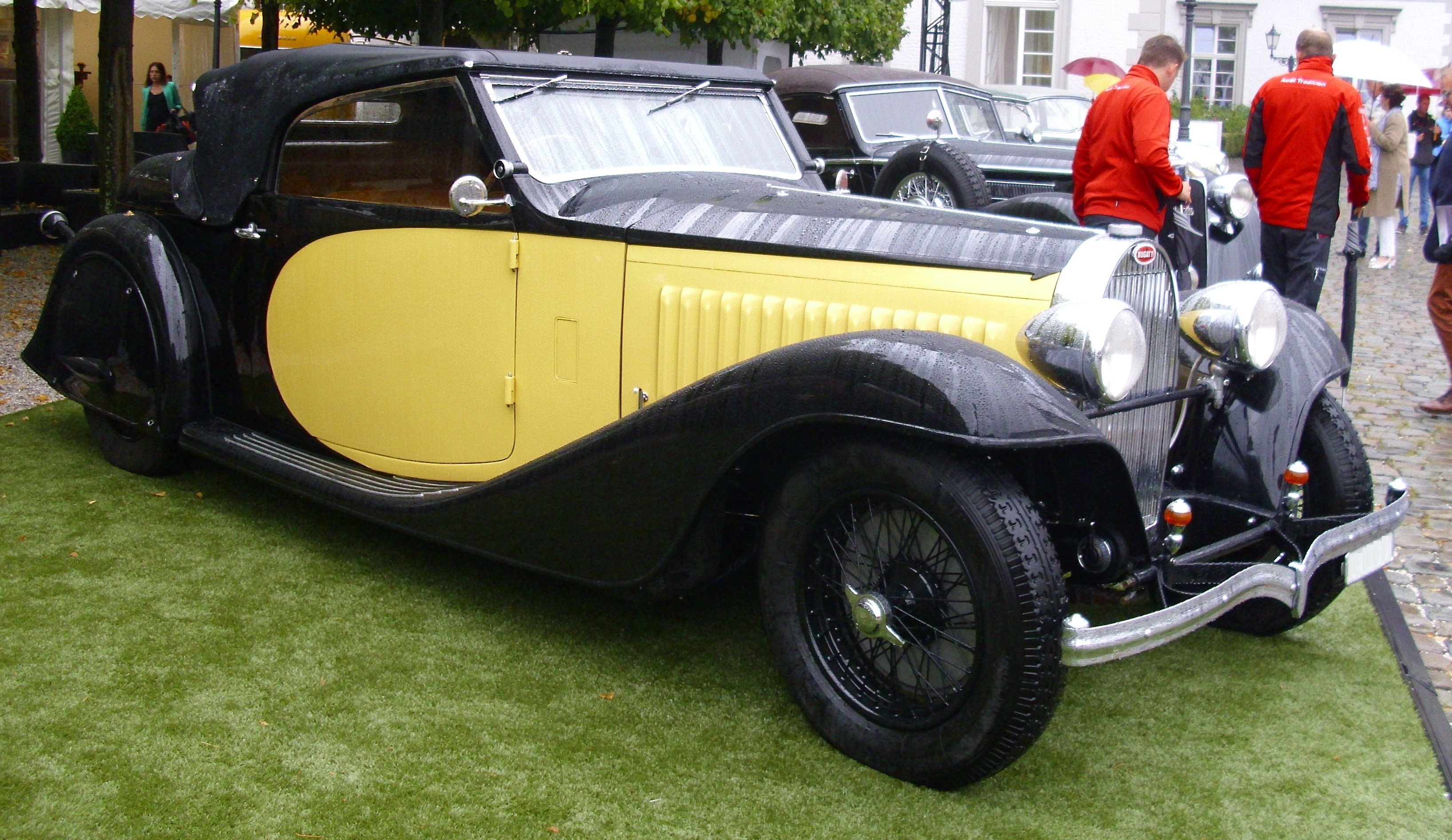
Bugatti Type 57 Stelvio Cabriolet von Gangloff (1934)

In der Folge vergab Bugatti zunehmend Aufträge zum Bau solcher Karosserien an Carrosserie Gangloff im nahe gelegenen Colmar. Dieses Unternehmen war 1919 ursprünglich als Zweigbetrieb eines schweizerischen Mutterhauses gegründet worden. In Spitzenzeiten lieferte dieses Unternehmen, mit deren Geschäftsleitern die Bugattis freundschaftlich verbunden waren, fünf Karosserien monatlich an das Werk. Insgesamt steuerte Gangloff etwa 180 Karosserien für den Type 57 bei und war damit nach Carrosserie Bugatti der bei weitem bedeutendste Anbieter von Aufbauten für den Type 57. Seitens Bugatti war das Vertrauen schließlich so groß, dass darauf verzichtet wurde, Gangloff Konstruktionspläne zu übermitteln. So kommt es, dass die Gangloff-Kreationen zwar der von Jean Bugatti vorgegebenen Linienführung folgen, in Details aber abweichen. Die Qualität der Ausführung genügte sowohl im Bugatti-Werk wie auch bei Gangloff höchsten Ansprüchen. Gangloff baute die meisten Stelvio-Cabriolets. Der junge Chefdesigner Louis Schlatter zeichnete verantwortlich für eine ganze Reihe eigenständiger Entwürfe, oft als Einzelanfertigung.
Die nackten Fahrgestelle wurden auf eigener Achse von Bugatti-Angestellten nach Colmar geliefert. Auch die Grand-Prix-Legende René Dreyfus, der bei Bugatti als Werksfahrer angestellt war, überführte solche Chassis, was er als gutes Fahrtraining betrachtete.
Ein besonders interessantes Fahrzeug ist der Roadster Grand Raid, den Gangloff sehr früh auf eigene Initiative baute. Das Fahrzeug war als sportliches Topmodell der Baureihe gedacht, Jean Bugatti gab aber stattdessen seinem eigenen Entwurf Aérolithe den Vorzug, der zum Atlantic weiter entwickelt wurde.

### Andere
Auch andere Carrossiers orientierten sich an Werkskarosserien, wobei meist nicht bekannt ist, ob ihnen Jean Bugattis Zeichnungen tatsächlich zur Verfügung standen und ob sie sich bei der Umsetzung Freiheiten nahmen. So sind ein Galibier mit abweichender Ausführung der Fensterlinie und des Türmechanismus von der Schweizer Carrosserie Graber oder Cabriolets Aravis und Stelvio von Letourneur et Marchand bekannt. Eine Liste weiterer Carrossiers findet sich nachstehend.

### Sechs Varianten
Anfänglich gab es drei „Werkskarosserien“ für den Type 57: Die 4-türige, 4-sitzige Berline de Sport Galibier, dessen zweitürige Version Ventoux (oft als Coach bezeichnet) und das 2-sitzige Cabriolet Stelvio. Weitere kamen mit der Zeit hinzu, sodass insgesamt ab Werk sechs Karosserievarianten angeboten wurden, nicht alle waren aber während der gesamten Produktionsreihe im Programm und nicht alle waren für jede Chassis-Version lieferbar. Die Werkskarosserien wurden analog den technischen Verbesserungen zweimal überarbeitet, sodass die drei Serien auch optisch unterscheidbar sind. Allerdings erhielten manche ältere Exemplare im Werk ein „Upgrade“ auf ein jüngeres Modell. Nachträgliche Änderungen wurden gelegentlich auch von Karosserie-Fachbetrieben ohne Werksautorisierung vorgenommen. All dies erschwert die Identifizierung dieser Fahrzeuge, wenn keine Fahrgestellnummer zur Verfügung steht.

### Galibier

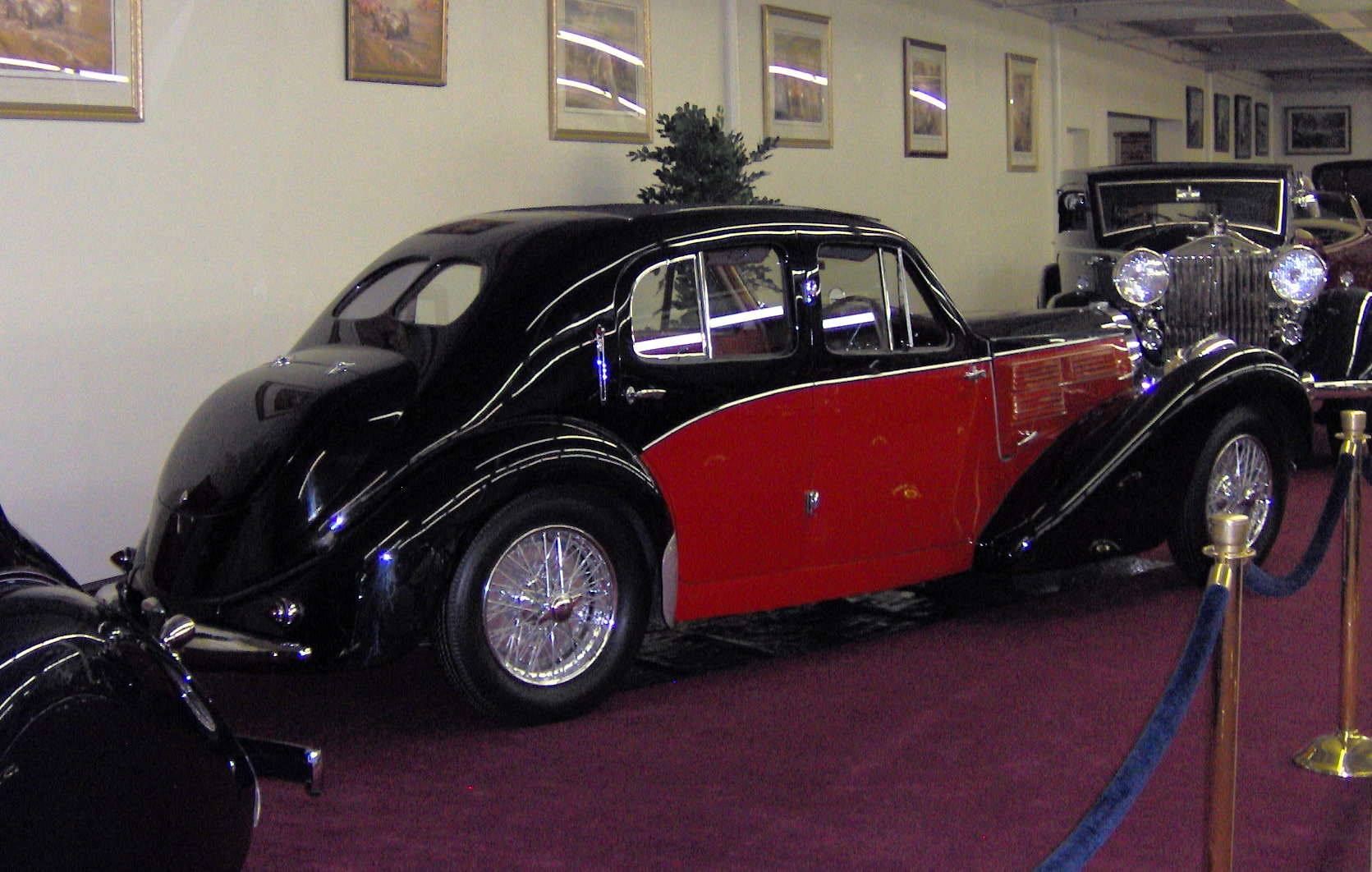
Bugatti Type 57 C Galibier, Serie 3 (1939)

Serien 1, 2 und 3; Typen 57 und 57 C
Der Col du Galibier (französisch für „Galibier-Pass“) ist ein Gebirgspass im französischen Teil der Alpen. Er ist ein bekannter Austragungsort sowohl von Radsportanlässen als auch Autorennen.
Konstruktiv war die viertürige Limousine Galibier mit dem Ventoux verwandt. Sie ist eine typische Vertreterin der Sportlimousinen dieser Aera und wirkt besonders in der Ausführung der 1. Serie fast schon zerbrechlich. Die konservative Form birgt einen Aufbau mit viel Aluminium, ausgeführt in höchster Qualität. Zu den Besonderheiten gehören die sehr flach gestellte Frontscheibe – ein Stilelement, das Jean Bugatti beim Type 50 erstmals verwendet hatte – und die Konstruktion, die ohne B-Säule auskam. Die vorderen Türen waren vorn, die hinteren hinten angeschlagen. Ein sinnreicher Mechanismus sicherte die Türen gegenseitig und am Boden und Dach. Ein Nachteil war, dass zum Öffnen der hinteren Türen immer erst die vorderen geöffnet werden mussten. Wahrscheinlich verkaufte sich die Berline deshalb nicht besonders gut. Trotzdem blieben der Galibier wie die beiden anderen zuerst eingeführten Versionen bis Produktionsende im Programm. Mindestens ein Galibier wurde bei Graber gebaut.
Diese Limousinen waren schnell. 1939 erreichte ein von Jean-Pierre Wimille gefahrener Type 57 C Galibier auf der Rennstrecke von Montlhéry 182,6 km/h.
Bugatti Automobiles S.A.S. erinnerte 2009 mit dem Konzeptauto Bugatti 16C Galibier an den Type 57 Galibier. Das Fahrzeug sollte als viertüriger Hatchback Sedan im obersten Preissegment 2014–2015 auf den Markt kommen, das Projekt wurde jedoch abgebrochen. Der Prototyp hatte einen vom Bugatti Veyron abgeleiteten W16-Motor mit 8 Litern Hubraum und Doppelturbolader sowie permanenten Allradantrieb.

### Ventoux

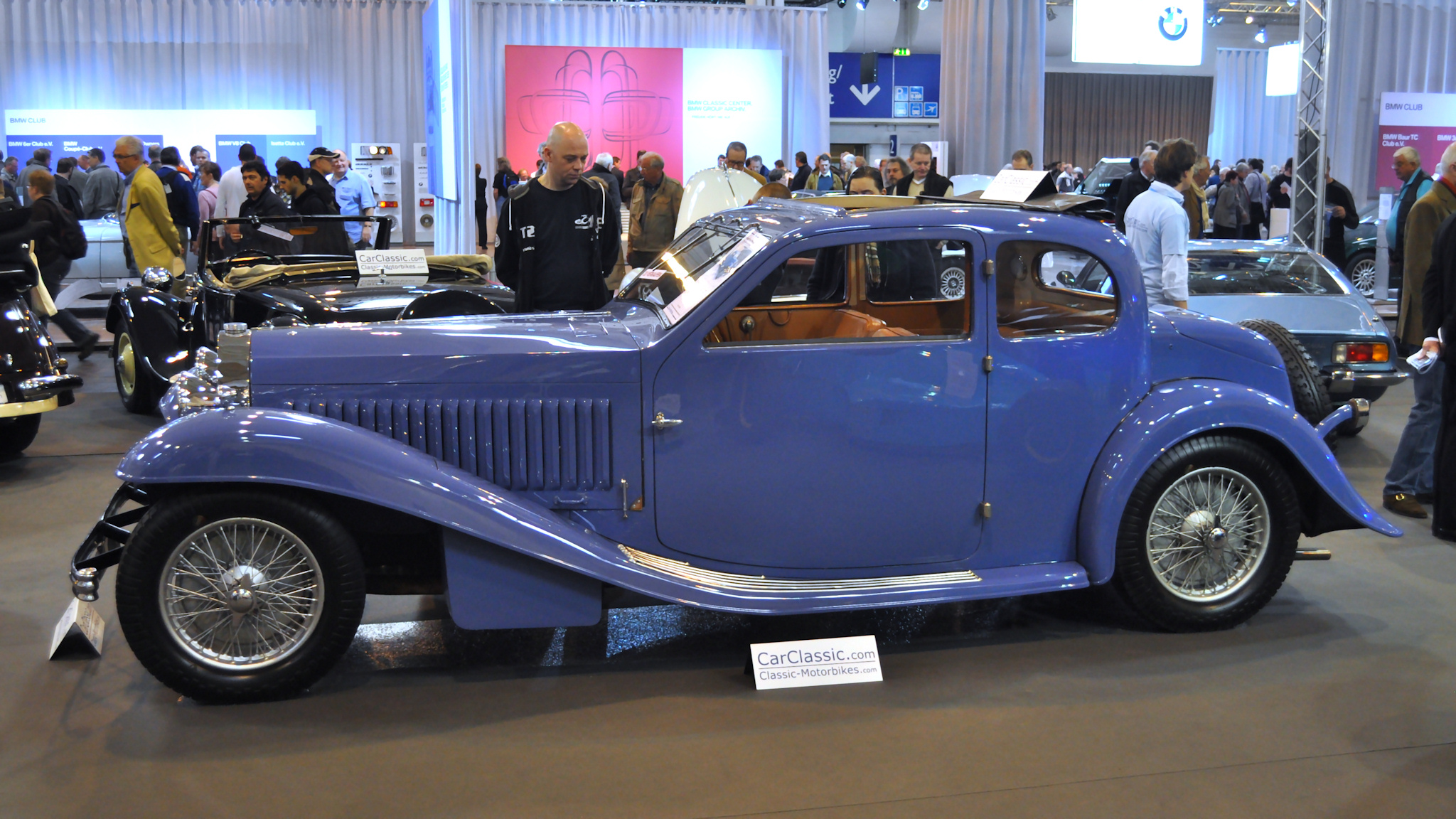
Bugatti Type 57 / 57 C Ventoux, Serie 1 (1934–1935)

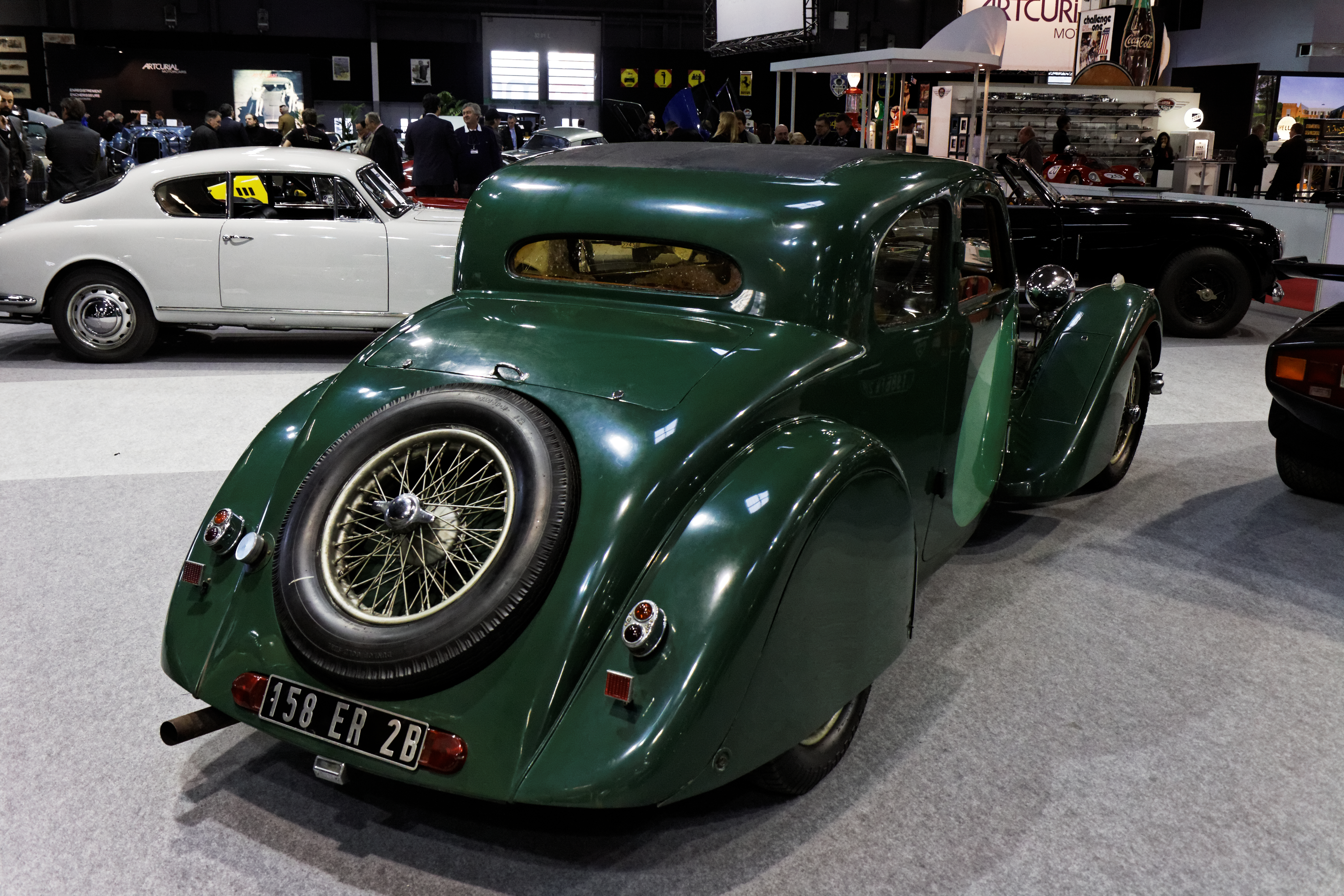
Heckansicht des ersten Type 57 C Ventoux (#57452/1C resp. 57308/1C; 1936)

Serien 1, 2 und 3; Typen 57 und 57 C
Der Mont Ventoux ist ein Berg in der französischen Provence. Er hatte für die Kelten eine mystische Bedeutung und war von 1902 bis 1977 Austragungsort eines Bergrennens, der offensichtliche Grund für Bugatti, eine Werkskarosserie danach zu benennen.
Das Design von Jean Bugatti war eine Ableitung seines klassischen „Coach profilée“, das 1932 für den Type 50 vorgestellt worden war. Auffälligstes Merkmal war wiederum eine sehr flach gestellte Frontscheibe. Typisch für Jean Bugatti war auch die weiche, ineinander fließende Linie von Kotflügeln und Trittbrettern an der 1. Serie. Der Ventoux war mit 2 oder 4 Seitenscheiben erhältlich und auf Wunsch auch mit der von Carrosserie Labourdette entwickelten „Vutotal“-Frontscheibe mit extrem dünnem Rahmen. Viele Kunden unterstrichen die für einen Bugatti eher schwer wirkende Karosserie durch Verschalungen an den hinteren Kotflügeln.
Der Ventoux wurde während der gesamten Produktionsdauer des Type 57 angeboten und erwies sich als die populärste Variante. Als sportlicher 4-Sitzer bildete er das Rückgrat der Serie. 57 S und SC wurden nicht als Ventoux angeboten.

### Stelvio

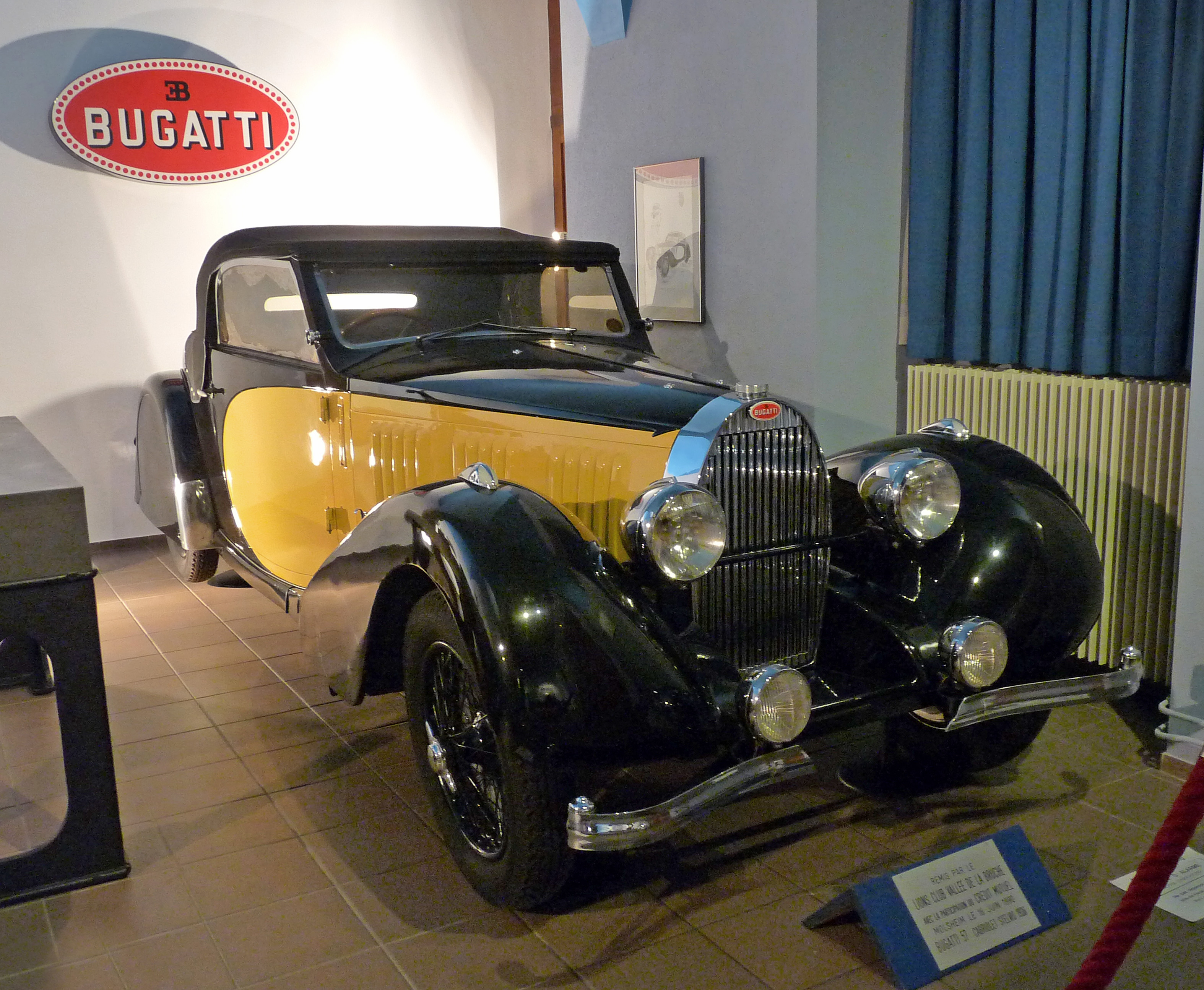
Bugatti Type 57 Cabriolet Stelvio, Serie 1 (1936)

Serien 1, 2 und 3; Typen 57 und 57 C
Stelvio ist der italienische Name für das Stilfser Joch.
Diese Variante war ein zwei- bis viersitziges Cabriolet. Dessen Herstellung wurde fast vollständig Gangloff übertragen, nur einige wenige Exemplare wurden auf Kundenwunsch bei anderen Karosseriebauern hergestellt. Bekannt ist eine Version von Letourneur et Marchand.
Der Stelvio hatte als Besonderheit einen Verdeckkasten in den das Dach beim Öffnen gesenkt wurde. So störte das geöffnete Verdeck die Fahrzeuglinie nicht und die Sicht nach hinten wurde verbessert. In der ersten Serie wirkte er im Heckbereich deutlich schwerer, was in der Folge verbessert wurde. An diesem Modell wurde das Ersatzrad im Heck mitgeführt, bei der Serie 3 unter dem Kofferraumdeckel. Optional waren ein oder zwei seitlich montierte Ersatzräder mit oder ohne Verschalung erhältlich, sodass etwas mehr Gepäckraum zur Verfügung stand. Abweichungen sind auch bei diesen in der Regel auf Kundenwunsch gefertigten Fahrzeugen möglich.

### Atalante
Serien 1 und 2; Typen 57, C, S, SC

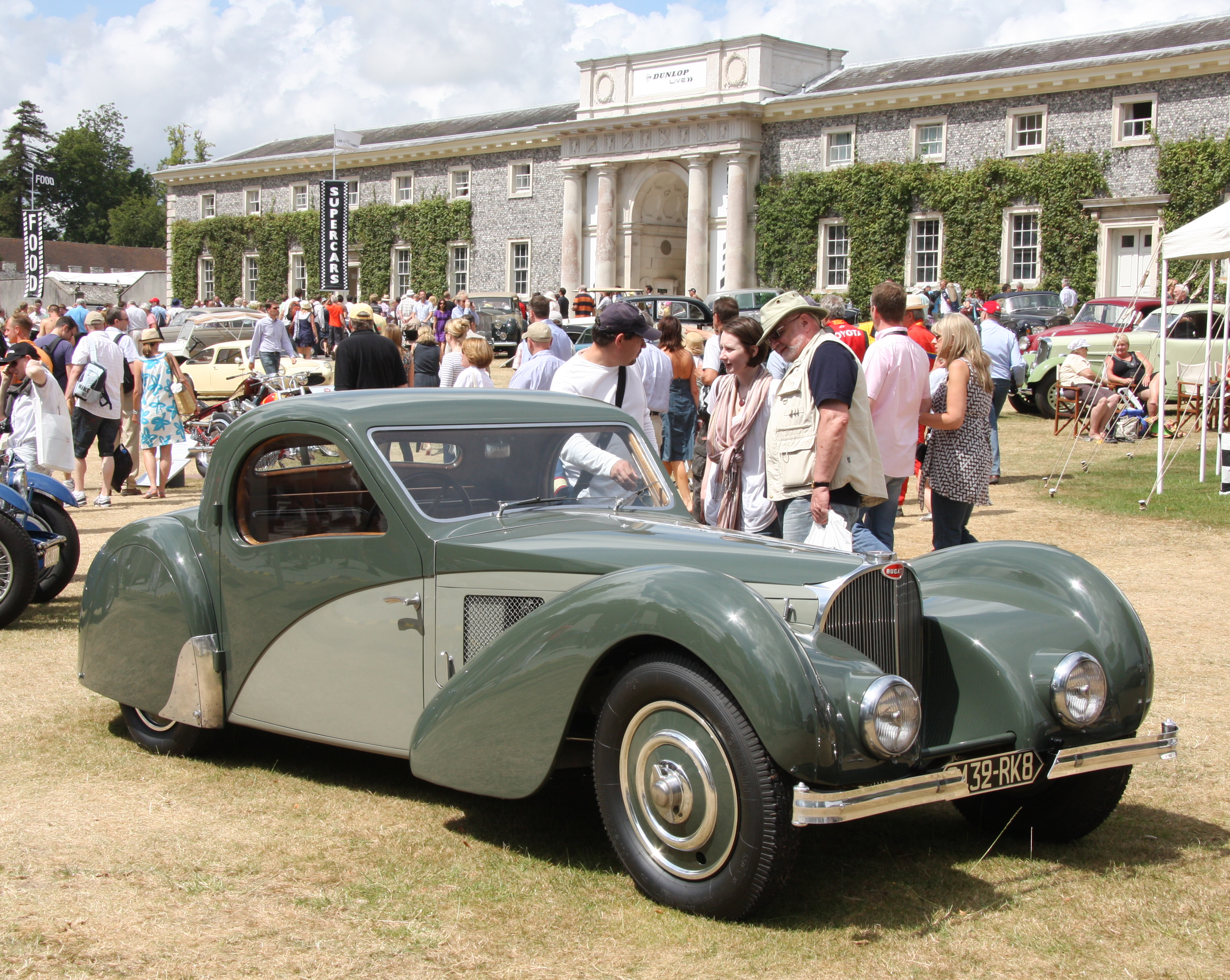
Bugatti Type 57 SC Atalante mit der Front der Serie 3

Atalante ist eine Figur aus der griechischen Mythologie und war demnach die schnellste Läuferin Griechenlands.
Der Atalante war ein zweisitziges, sehr sportliches Coupé mit aerodynamischen Ansätzen, insbesondere bei der Gestaltung der Kotflügel. Auf Trittbretter wurde verzichtet. Das Modell wurde im April 1935 eingeführt. Auch hier gab es viele Auswahlmöglichkeiten, die sogar verschiedene Farbschemata umfassten. Optional war auch ein Stoff-Schiebedach erhältlich, welches sich samt Heckfenster bis auf die Höhe des Kofferraums öffnen ließ.
Der Atalante war zu teuer und zu unpraktisch, als dass er ein kommerzieller Erfolg hätte werden können. 1938 wurde er aus dem Programm genommen, nur etwa 40 Exemplare mit dem „S“-Chassis (1936–1938) verließen das Werk.
Ein Type 57 C Atalante von 1939 erzielte 2008 auf einer Auktion US$ 880.000, damals ein amerikanischer Rekord.

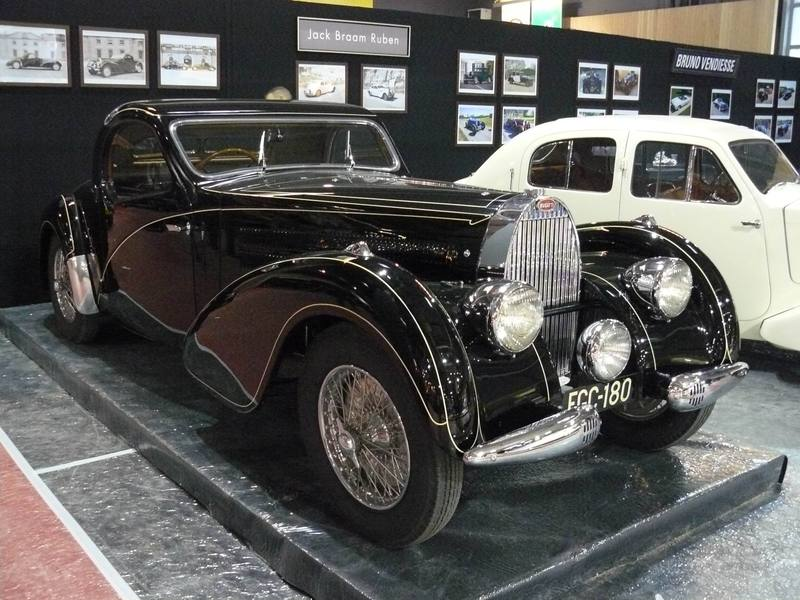
Type 57 oder 57 C Atalante, Serie 2
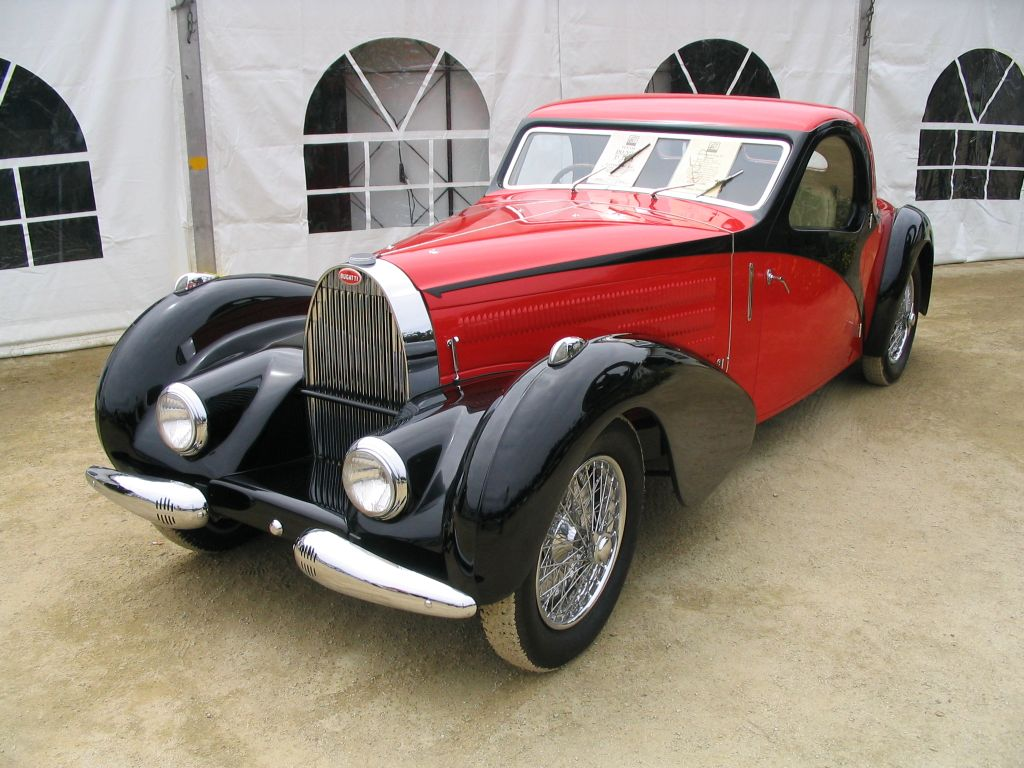
Type 57 oder 57 C Atalante, Serie 2 mit nachgerüsteter Front der Serie 3 (1936)
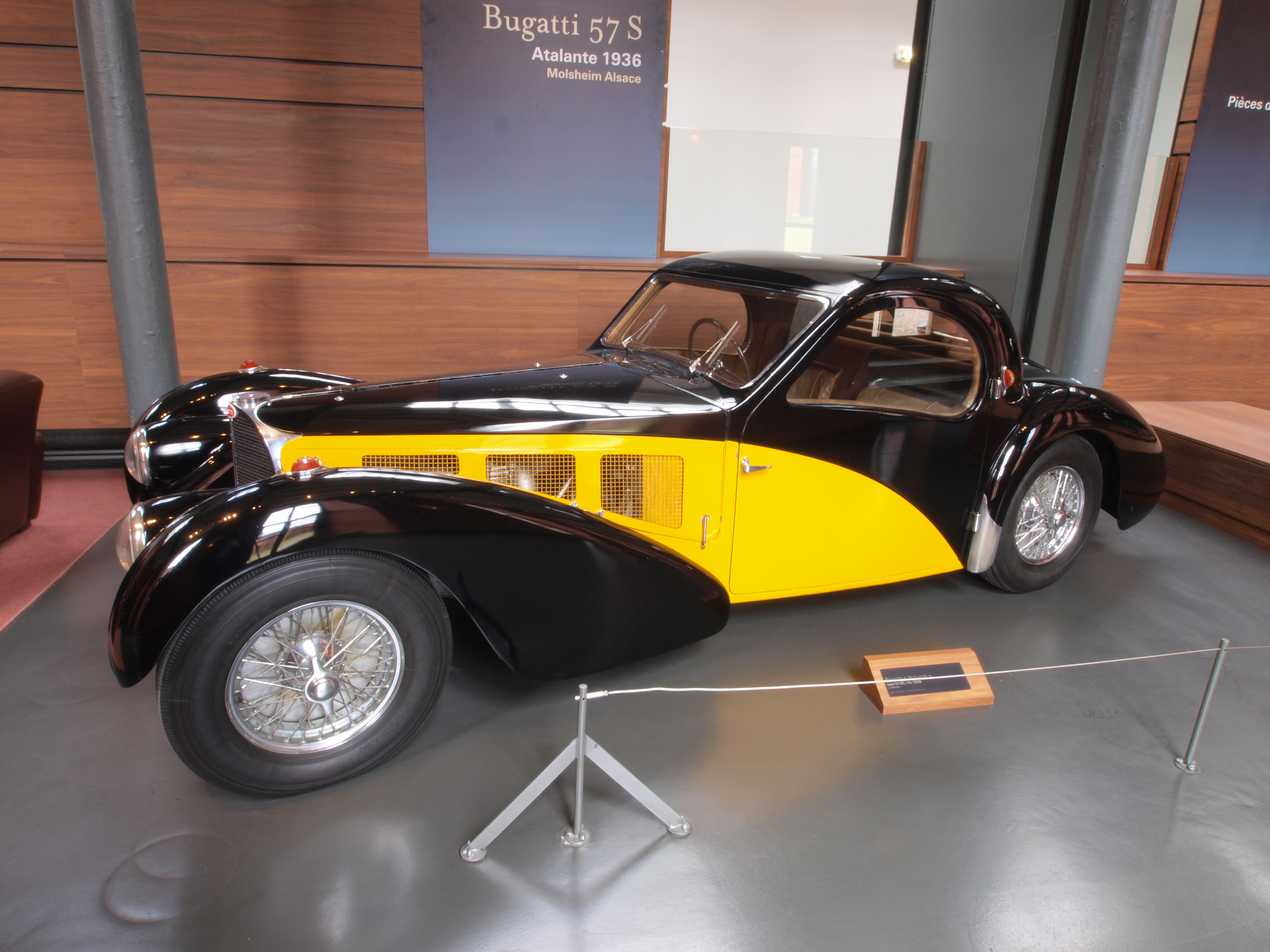
Type 57 SC Atalante (1936)
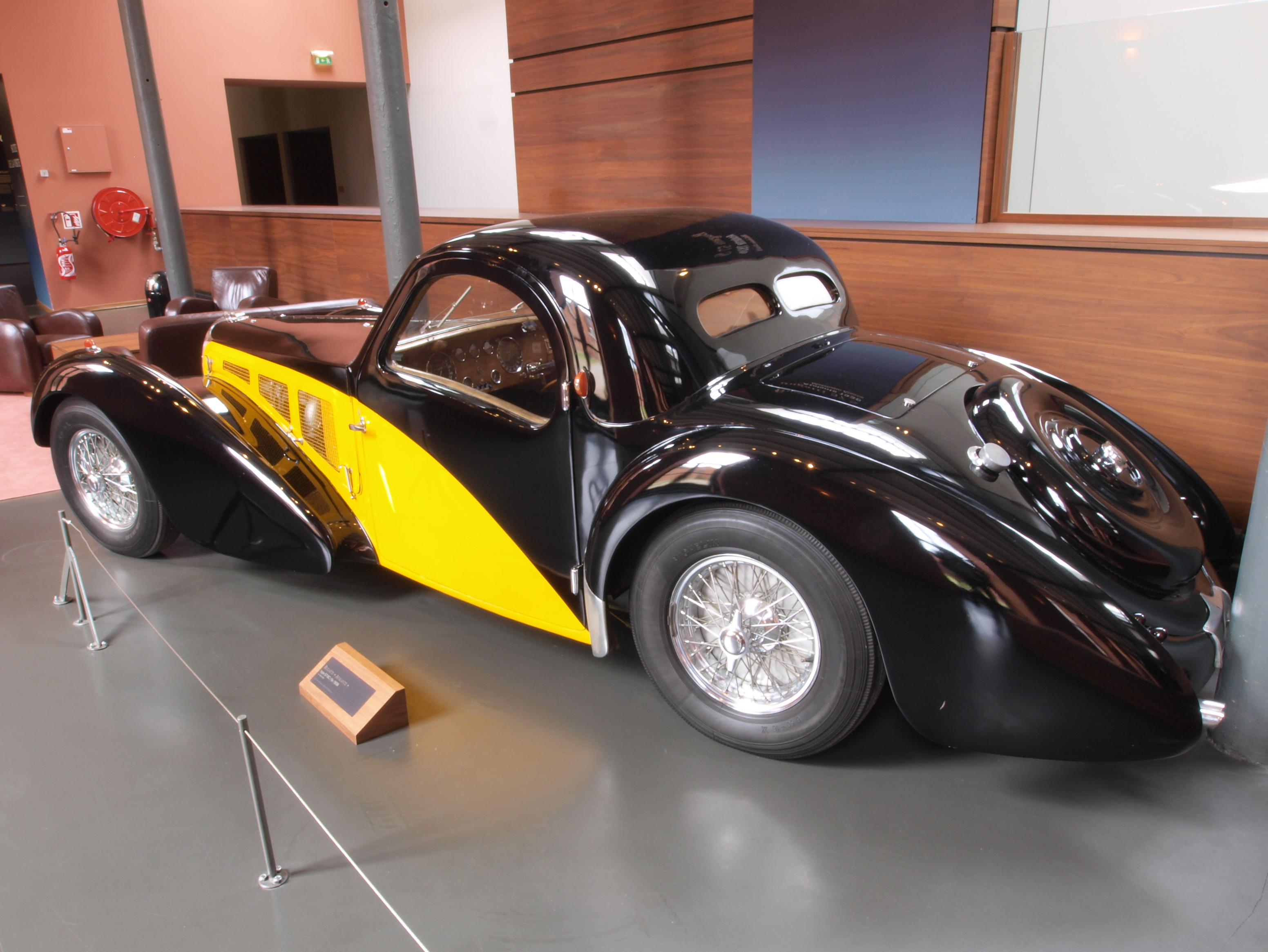
Type 57 SC Atalante (1936)

### Aravis
Serie 3; Typen 57, C, S, SC

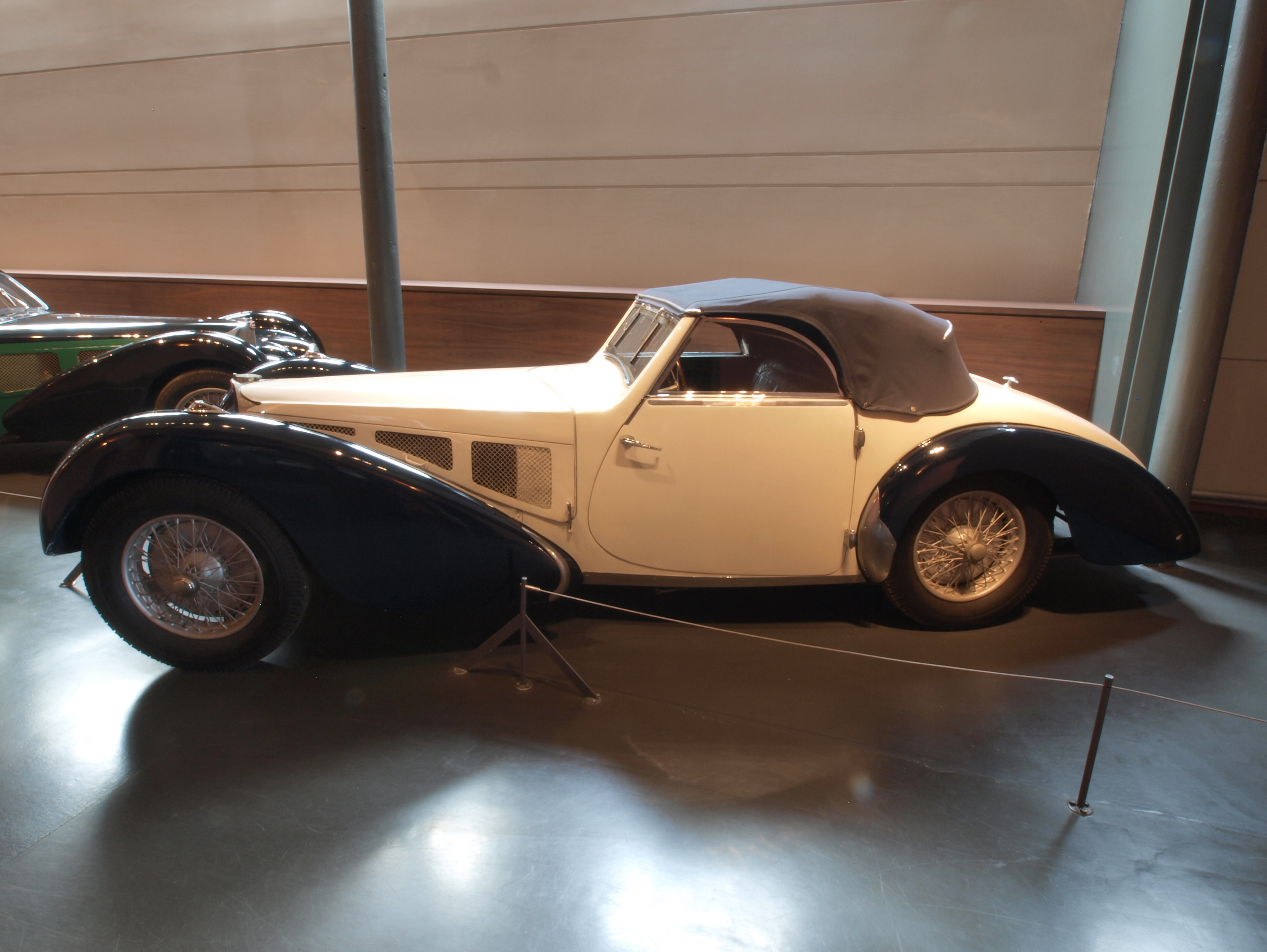
Bugatti Type 57 S Cabriolet Aravis, Serie 3 (1938–1940)

Der Aravis war ein zweisitziges Sport-Cabriolet und vereinigte Elemente des Stelvio und des Atalante, dessen indirekter Nachfolger er war. Er erschien mit der 3. Serie, gemäß einer Quelle wurde er nur 1939 angeboten.
Der Name geht auf einen Gebirgszug in den französischen Voralpen (Savoyen und Département Haute-Savoie) zurück. Der Aravis hatte lange, fließende Linien und moderne Kotflügel im „Teardrop“-Stil. Das Basismodell war mindestens 10 % teurer als der Stelvio. Diese Version war als Type 57, 57 C, 57 S und 57 SC erhältlich.
Gangloff hat 1939 mindestens ein Aravis-Coupé gebaut. Bei Letourneur & Marchand entstanden sieben Aravis, darunter der allererste, welcher auch am Pariser Automobilsalon 1938 gezeigt wurde. Drei davon waren Type 57 C.
Der Erfolg für dieses Modell blieb aus, sodass es bereits 1939 wieder eingestellt wurde. Als Typ 57 SC ist der Aravis nach dem Atlantic das meistgesuchte Modell der Baureihe.
Eine weitere Besonderheit stellt ein Aravis dar, den der belgische Karossier Paul Nee 1937 nachträglich auf das Chassis eines frühen Standard-Type-57 baute. Dieses, wahrscheinlich eines der ersten, war als Galibier ausgeliefert worden. Die gleichzeitig angebrachten Chassis-Verbesserungen brachten das Fahrzeug nahe an die Serie-2-Spezifikation. Für den Besitzer rechnete sich der teure Umbau im Werk, weil er so eine hohe Luxussteuer umgehen konnte und ein neuwertiges Auto mit verbesserter Technik und entsprechenden Fahreigenschaften erhielt. Dieses Fahrzeug hat ein Verdeck, das in geöffnetem Zustand unsichtbar unter einer Metallabdeckung verstaut wird.

### Bugatti Type 57 CAérolithe
Serie 1, Einzelstück

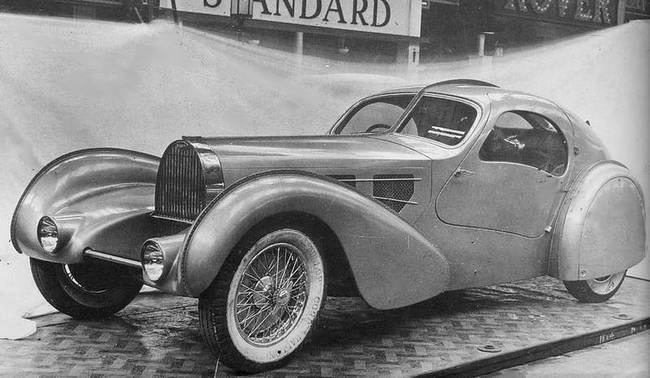
Bugatti Type 57 Aérolithe, Frontansicht (1934)

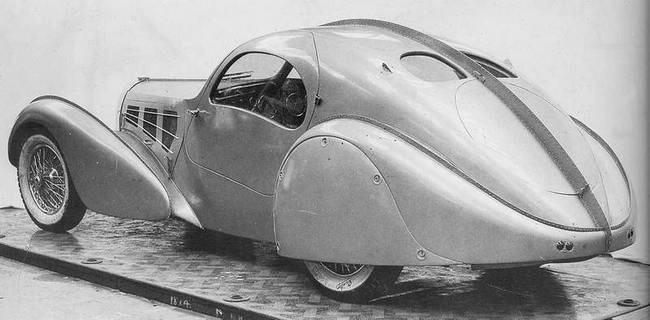
Bugatti Type 57 Aérolithe, Heckansicht (1934)

Der Aérolithe ist ein Einzelstück von 1934 (1. Serie). Entstanden auf dem Fahrgestell Nr. 57104 (dem vierten produzierten) in der hauseigenen Karosserieabteilung, nimmt dieses Coupé mit werkseitig angebrachtem Kompressormotor einige der wichtigsten Design-Elemente des Atlantic vorweg und kann daher als dessen Prototyp betrachtet werden.
Jean Bugatti entwarf eine sehr niedrige Coupé-Karosserie mit weit ins Dach gezogenen Türen und stark abfallender Scheibenlinie. Die Karosserie läuft in einem leichten „Buckelheck“ aus, in welchem das Reserverad unter einer Verschalung mitgeführt wird. Bis auf je drei schmale, über die Lüftungsgitter an der Motorhaube verlaufende Chromstreifen gibt es keinerlei Ornamente oder Zierteile am Fahrzeug. Zudem verzichtete Jean Bugatti darauf, eine seiner stilsicheren und sehr effektvollen Zweifarbenlackierungen anzuwenden, der somit auf die reine Linienführung reduzierte Aérolithe wirkt wie „aus einem Guss“. Die tief unten am Kotflügel integrierten Scheinwerfer wurden in etwas höherer Position ab der 3. Serie Standard.
Auffälligstes Merkmal ist aber der mittig über das ganze Fahrzeug verlaufende Flansch. Sogar Front- und Heckscheibe werden so zweigeteilt und diese Halbschalenbauweise wiederholt sich an den Kotflügeln. Der Grund dafür ist technischer Natur: Jean Bugatti verwendete Elektron-Blech für die Karosserie. Dieses für ein Auto exotische Material ist eine leichte, sehr teure Magnesium-Aluminium-Legierung, die vor allem im Flugzeugbau verwendet wird und sich nicht schweißen lässt. Elektron hat eine niedrige Zündtemperatur und lässt sich zudem nicht mit Wasser löschen. Daher ließ Jean Bugatti die Karosserieteile vernieten.
Das Auto wurde im Oktober 1935 auf dem Bugatti-Stand am Pariser Automobilsalon gezeigt, wo mit dem Torpédo-Compétition auf dem allerersten Type-57-S-Fahrgestell ein weiteres Fahrzeug mit einer Elektron-Karosserie zu sehen war. Beide erregten beträchtliches Aufsehen.

Der Name Aérolithe erscheint auf keinen Werksunterlagen, bei Bugatti wurde das Fahrzeug als Coupé Special oder Coupé Aero bezeichnet. Das Originalfahrzeug existiert nicht mehr, hingegen wurde auf einem anderen Fahrgestell ein Nachbau mit den gleichen Materialien realisiert.

### Bugatti Type 57 SCAtlantic
Serie 2; Typen 57 S (1 Exemplar) und SC (3 Exemplare)

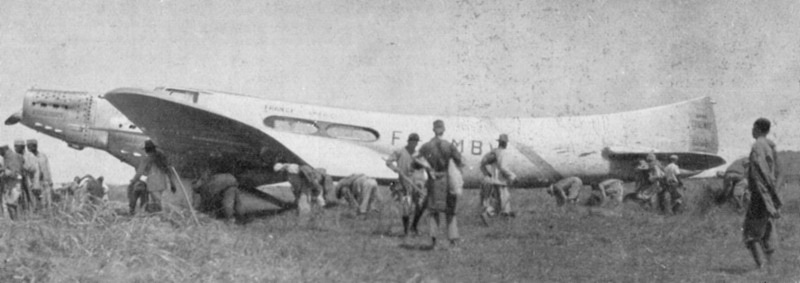
Der Flug des französischen Postflugzeuges Couzinet 70 Arc-en-Ciel vom Januar 1933 inspirierte die Modellbezeichnung Atlantic.

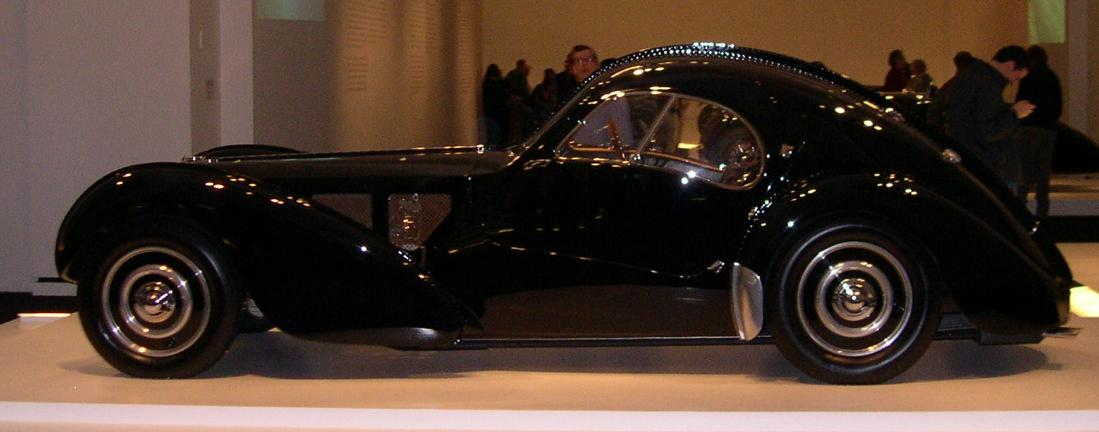
Bugatti Type 57 SC Atlantic, Fahrgestell Nr. 57591 (1938), das letzte von nur vier gebauten Fahrzeugen. Hier mit Radkappen über den Drahtspeichenrädern.

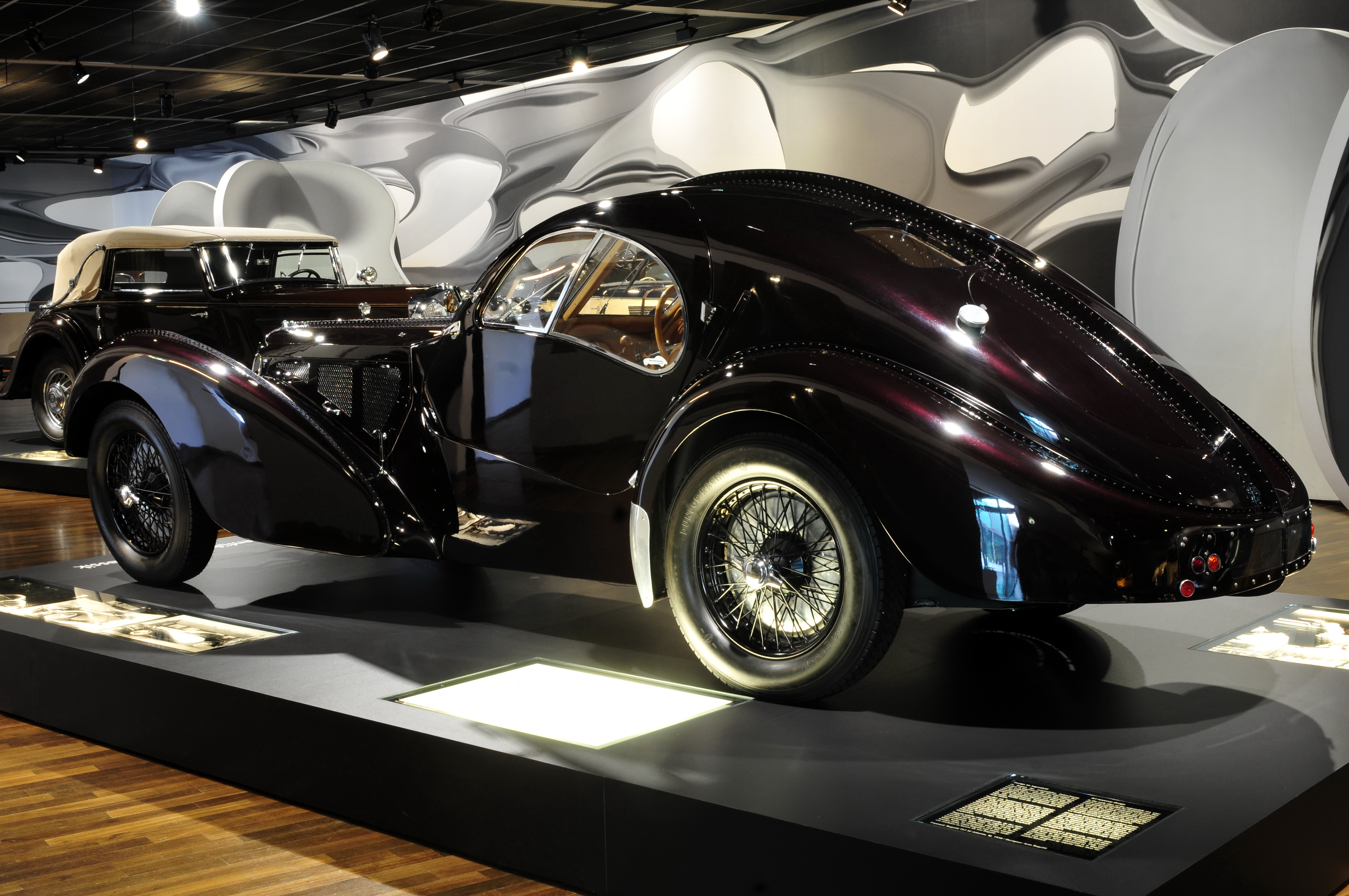
Bugatti Type 57 SC Atlantic (1936–1938), Rekreation von E. B. Replicar im ZeitHaus Wolfsburg.

Der Atlantic (Design Nr. 1076bis) ist eine Weiterentwicklung des zuvor beschriebenen Einzelstücks Aérolithe. Der Modellname bezieht sich auf die erste Überquerung des Südatlantiks mit einem Flugzeug durch den Postflieger Jean Mermoz (1901–1936). Dieser war mit Jean Bugatti befreundet und ist mit seiner Crew bei einem anderen Südamerikaflug verschollen. Nur vier Atlantic wurden gebaut, zwei blieben erhalten und eine kleine Zahl wurde nachträglich aus anderen Type 57 umgebaut (Rekreationen).
Die Unterschiede zum Aérolithe sind nicht auffällig, aber groß genug um die nur vier tatsächlich realisierten Fahrzeuge identifizieren zu können. Bei der Materialwahl wurde auf das exotische Elektron verzichtet. Der augenfälligste Unterschied zum Aérolithe ist die Frontgestaltung. Bugatti verwendete für den Aérolithe den typischen „Hufeisen“-Kühler der Serie 1, die Atlantic erhielten den Vorbau des Type 57 S mit tiefer gesetztem Kühler und demzufolge niedrigerer Motorhaube. Das lässt sich gut an den vorderen Kotflügeln erkennen, die beim Aérolithe deutlich von der Motorhaube überragt werden, die beim Atlantic fast gleich hoch verläuft. Ein anderer Unterschied findet sich am Heck, das beim Aérolithe etwas bauchiger ausfällt. Weiter fallen die gegenüber dem Aérolithe geänderten und etwas höher angebrachten Scheinwerfergehäuse auf. Nur die ersten beiden Atlantic wurden mit in den Kotflügeln integrierten Scheinwerfern ausgeliefert. Die anderen beiden erhielten freistehende Scheinwerfergehäuse. Der erste Atlantic wurde nachträglich darauf umgebaut. Die drei Chromstreifen seitlich an der Motorhaube des Aérolithe finden sich nicht am Atlantic, dessen Luftöffnungen sind überdies anders geformt.
Jean Bugatti experimentierte zu dieser Zeit auch mit Flügeltüren und erhielt dafür postum ein Patent ausgestellt. Es ist also nicht ausgeschlossen, dass den ins Dach „geschnittenen“ Türen ursprünglich noch eine andere Funktion zugedacht war als nur den Einstieg in das niedrige Fahrzeug zu erleichtern.
Zwei Atlantic sind weitgehend original erhalten, ein dritter (Nr. 57473) erhielt nach einem Unfall eine rekonstruierte Karosserie.

#### Fahrgestell Nr. 57374

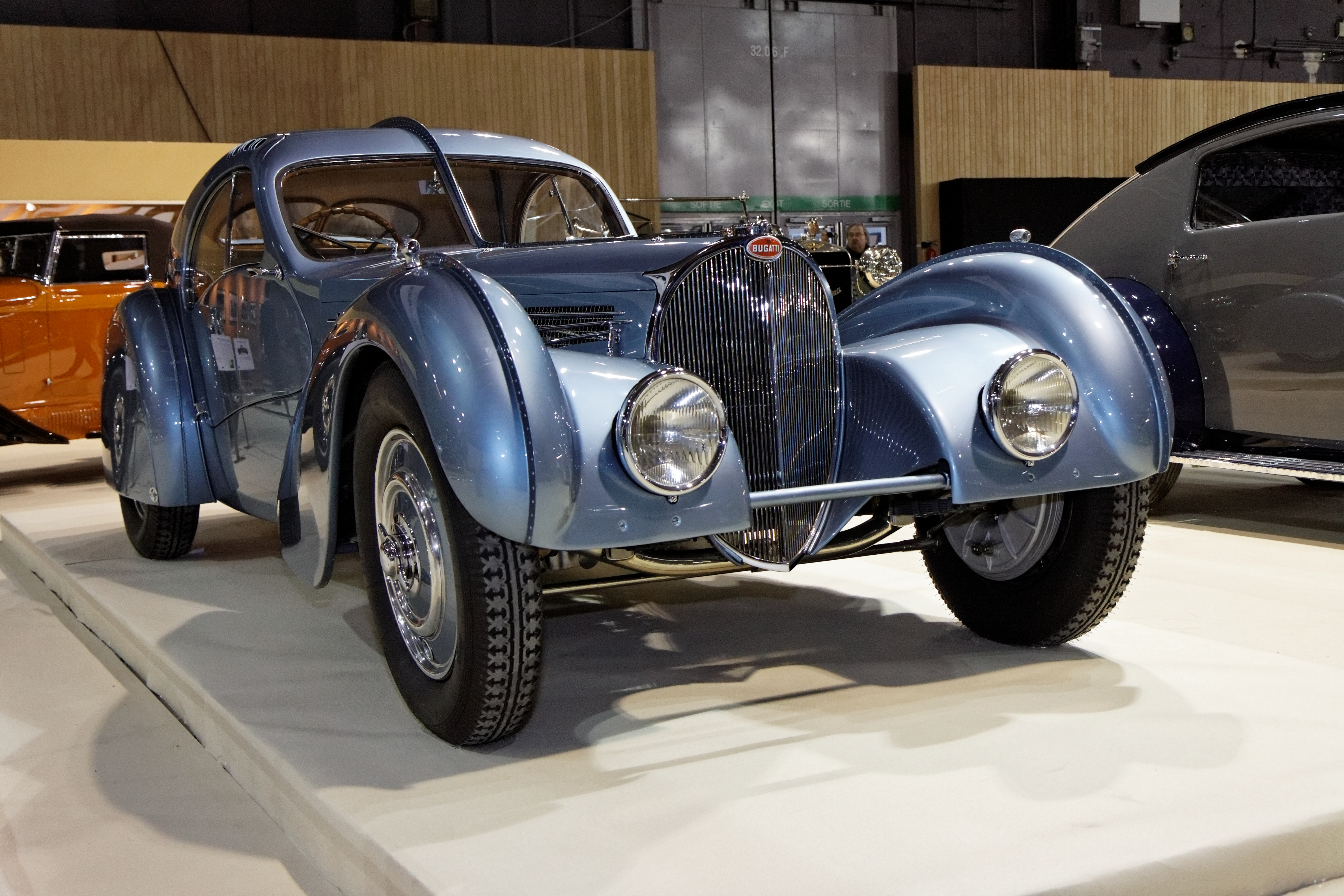
Bugatti Type 57 SC Atlantic, Fahrgestell Nr. 57374 (1936), das erste von nur vier gebauten Fahrzeugen

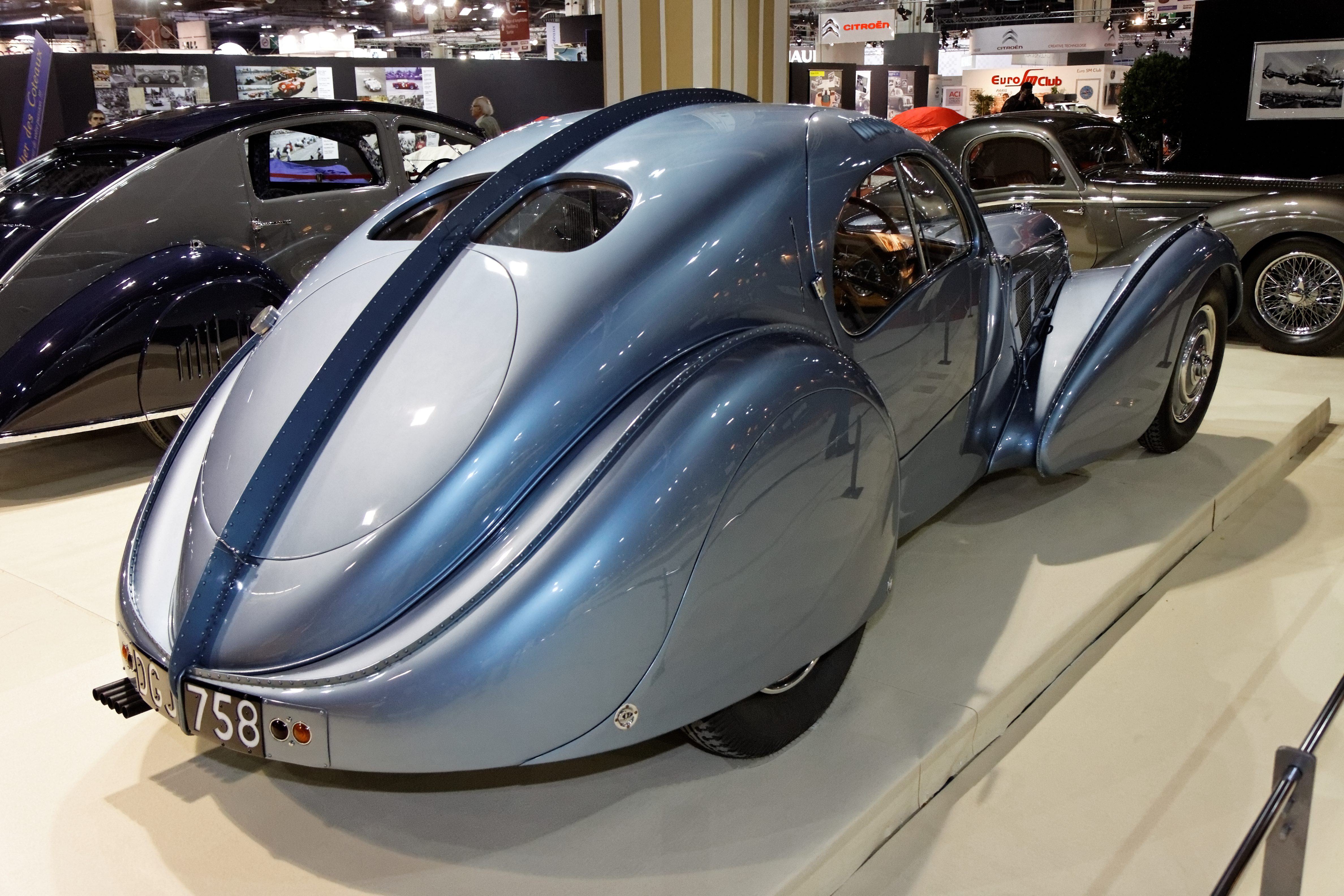
Heckansicht des ersten Bugatti Type 57 SC Atlantic, Fahrgestell Nr. 57374 (1936)

Der erste Atlantic wurde am 2. September 1936 ausgeliefert – ohne Kompressor. Das Fahrzeug war in einem graublauen Silber-Farbton lackiert und erhielt eine Innenausstattung in blauem Leder. Kunde war der Londoner Bankier Victor Rothschild, 3. Baron Rothschild. Er ließ 1939 einen Kompressor aus einem Type 55 nachrüsten und legte das Fahrzeug nach einem Motorschaden bis 1941 still. Nach mehreren Handänderungen kam es 1971 in den Besitz von Peter Williamson, der es an einer Auktion von Sotheby’s in Los Angeles für 59.000 US-Dollar ersteigerte. Williamson war ein Sammler und der Präsident des American Bugatti Club, das Auto war danach in der Presse bekannt als Williamson-Bugatti. Es wurde restauriert und gewann 2003 den Best of Show Award am Pebble Beach Concours d’Elegance. Nach Williamsons Tod verkauften die Erben das Fahrzeug, das nun im Mullin Automotive Museum in Oxnard (Kalifornien) ausgestellt ist.

#### Fahrgestell Nr. 57453
Der zweite der vier Atlantic wurde auch im September 1936 fertiggestellt. Ab diesem Exemplar sind die Türen hinten etwas tiefer ausgeschnitten. Es ist der einzige Atlantic, der zumindest vorn eine Stoßstange erhielt. Bugatti behielt das Fahrzeug zunächst und verwendete es für die Prospektbilder. Außerdem wurde es an Automobilausstellungen in Lyon (1936) und Nizza (1937) gezeigt. Danach verliert sich seine Spur. Möglicherweise wurde das Fahrzeug an William Grover-Williams (1903–1945) verkauft, dieser war im Zweiten Weltkrieg als Nachfolger des verhafteten Rennfahrerkollegen Robert Benoist ein hoher Funktionär in der französischen Résistance. Im August 1943 wurde auch er von der Gestapo verhaftet und 1945 hingerichtet. Ob er zu diesem Zeitpunkt noch im Besitz des Atlantic war ist unklar, es gibt aber Anzeichen dafür, dass das Fahrzeug bereits vor Kriegsausbruch abgewrackt wurde.

#### Fahrgestell Nr. 57473
Dieser Atlantic wurde im Oktober 1936 ausgeliefert. Der Kunde war Jacques Holzschuh aus Paris. Dies ist der einzige Atlantic, der keine tropfenförmigen Positionslampen auf dem Kotflügel trägt. Ursprünglich hatte das grau lackierte Fahrzeug freistehende, hoch angesetzte Scheinwerfer. Die Holzschuhs gewannen 1937 mit diesem Auto den Ehrenpreis am Concours d’Elegance in Juan-les-Pins. Kurz darauf ließ der Besitzer einige Modifikationen anbringen, darunter Entlüftungsschlitze in den Türen. Diese Arbeiten wurden möglicherweise bei Figoni ausgeführt. Der nächste Besitzer wurde René Chatard, ein früher Bugatti-Sammler. 1955 kam es zu einem folgenschweren Unfall an einem Bahnübergang, Chatard und seine Begleiterin kamen ums Leben. Der völlig demolierte Atlantic verblieb bis 1965 bei einer Fahrzeugverschrottung, dann kaufte ihn der Sammler Paul-Andre Berson und begann eine anspruchsvolle Restaurierung. Auf dem originalen Chassis wurde das Fahrzeug teilweise nachgebildet, der Motor konnte jedoch nicht mehr verwendet werden. Der Wagen gehörte danach Nicolas Seydoux, der ihn 2004 verkaufte. Der nächste Besitzer veranlasste eine weitere Restaurierung. Wegen der vielen neu angefertigten Teile konnte der fertiggestellte Atlantic 2010 bei der wohl renommiertesten Veranstaltung für klassische Fahrzeuge, dem Pebble Beach Concours d’Elegance nur gezeigt, aber nicht bewertet werden.

#### Fahrgestell Nr. 57591

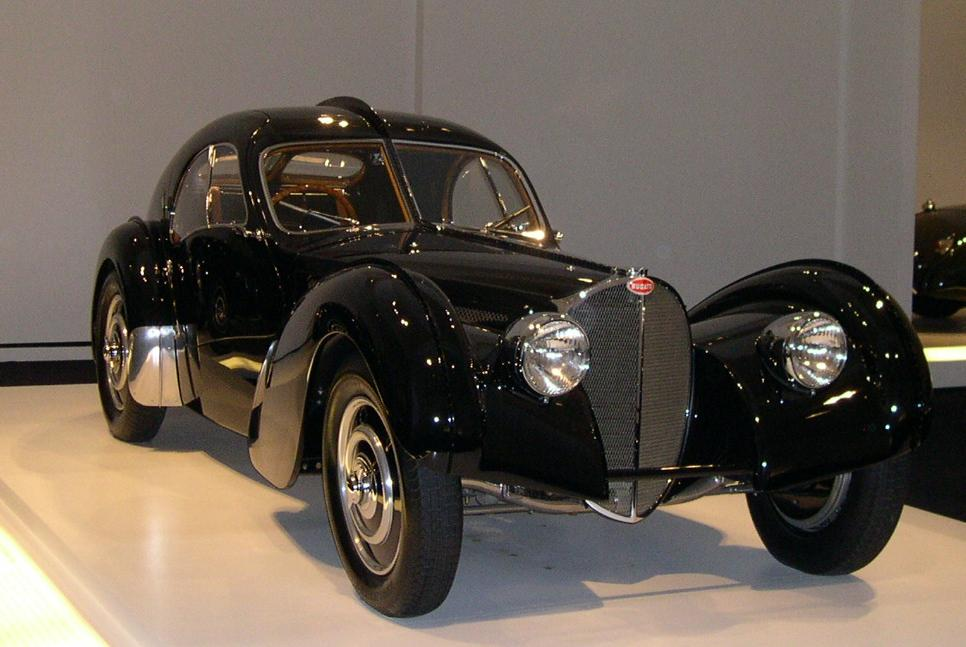
Bugatti Type 57 SC Atlantic, Fahrgestell Nr. 57591, der letzte der vier gebauten Atlantic (1938)

Dies war der letzte der vier vom Werk gebauten Atlantic und der einzige, der nach 1936 entstanden ist. Die Linienführung dieses im Mai 1938 fertig gestellten Exemplars folgt Jean Bugattis Vorgaben, weicht aber in vielen Details ab. Ein eigenartiger Rückschritt sind die frei stehenden statt im Kotflügel integrierten Scheinwerfer – etliche ältere Type 57 wurden nachträglich gerade auf diese eingelassenen Scheinwerfer umgerüstet. Dieses Fahrzeug blieb 30 Jahre in Erstbesitz und gehört seit 20 Jahren zu Ralph Laurens Kollektion hochwertiger Automobile. Eine Restaurierung wurde 1990 abgeschlossen und gleich mit dem Best of Show Award am Pebble Beach Concours d’Elegance ausgezeichnet. Dies ist der eingangs erwähnte „teuerste Gebrauchtwagen der Welt“.

### Bugatti Type 57 SCTorpédo-Compétition
Einzelstück; vier Fahrgestelle; Serie 2; Type 57 S mit Kompressor
Wie oben beschrieben, bestand die Karosserie des Coupés Aérolithe aus Elektron. Dies war jedoch nicht das einzige Fahrzeug aus diesem Material am Pariser Salon 1935. Das zweite war ein Rennsportwagen, der mit Jean Bugatti 1936 in Le Mans starten sollte. Der Roadster erhielt zudem das erste Fahrgestell vom Typ S / SC, das sich in einigen Details von der späteren Ausführung unterschied. Auch die Karosserie des Torpédo-Compétition ließ sich nur schwer bearbeiten. So erhielt auch dieser Roadster-Aufbau mit Spitzheck den längs verlaufenden und vernieteten Saum über die Karosserie und Kotflügel, der heute in der Regel mit dem Atlantic (der gar nicht aus Elektron bestand) in Verbindung gebracht wird.
Die Angaben über die frühen Type 57 S schwanken zwischen zwei und vier Exemplaren. Angeblich soll ein enorm hoher Stückpreis von FF 112.000 festgelegt worden sein. Außer dem genannten wurde aber kein weiteres Exemplar tatsächlich fertiggestellt. Diese Fahrgestelle hatten im hinteren Bereich eine andere, einwärts gerichtete Kröpfung zur Aufnahme der schlanken Karosserien. Keines der Fahrgestelle erhielt vom Werk eine Nummer zugewiesen (vgl. Kapitel Fahrgestellnummern).
Sowohl der Aérolithe wie auch der Torpédo-Compétition existieren nicht mehr. Es überwiegt die Ansicht, dass sie teilweise demontiert wurden, um Teile für andere Fahrzeuge zu verwenden, denn das Elektron der Karosserien war ein seltenes und sehr teures Metall von militärischer Bedeutung. Es wird daher angenommen, dass die Karosserien von Trippel in Molsheim der deutschen Rüstung zugeführt wurden.
Mittlerweile existiert auch vom Torpédo-Compétition eine Rekreation unter Verwendung eines dieser Fahrgestelle und weiterer, aufgefundener Originalteile. Die Quelle war François Seyfried, bei Bugatti Werksleiter. Demnach soll das Original-Chassis verwendet worden sein. Immerhin wurde diese Version des Rahmens für keinen anderen Bugatti verwendet. Es existierte aus der gleichen Quelle ein passender Öltank, Achsen und ein Motor Type 57 S. Dieser ist korrekt für das Fahrzeug, der definitive Nachweis, dass es sich um den originalen Motor handelt, kann indes nicht mehr erbracht werden. Dafür sprechen die Herkunft und ein spezieller, überdimensionierter Kompressor, der von jenem des Type 50 abgeleitet wurde. Jim Hull war bereits seit 1981 im Besitz der Teile, konnte das Fahrgestell aber erst 2005 fertigstellen. Es dauerte noch bis 2013, ehe auch die Probleme mit dem Elektron und dessen Verarbeitung gelöst waren und der Nachbau der Karosserie fertiggestellt werden konnte. Originalpläne des Fahrzeugs existieren nicht mehr, die Gestaltung folgte zeitgenössischen Fotografien. Wie authentisch ein solcher Nachbau mit Werksbestandteilen ist, bleibt in Fachkreisen umstritten.
Zum Start in Le Mans kam es nicht, weil das Rennen in diesem Jahr infolge sozialer Unruhen abgesagt werden musste. 1937 trat die Marke mit dem Type 57 G Tank und ohne Jean Bugatti an, der mittlerweile Geschäftsführer des Unternehmens geworden war.

## Weitere Karosseriebauer für den Type 57 (Auswahl)

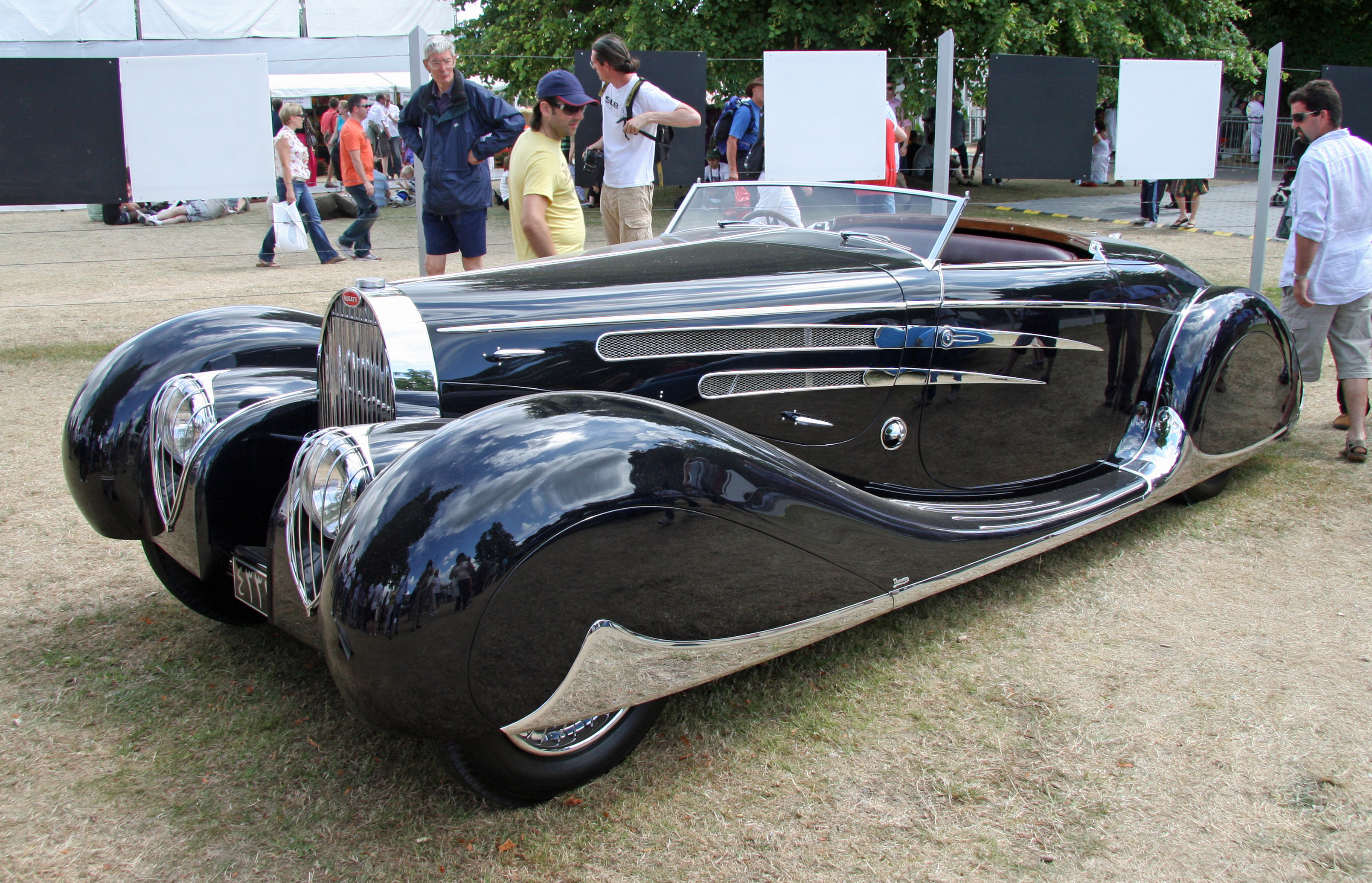
Ungewöhnlich ausladender Type 57 C (Chassis Nr. 57.808/C). Dieses Cabriolet von Vanvooren war ein Hochzeitsgeschenk der französischen Regierung an den zukünftigen Schah von Persien (1939).

- Carrosserie Antem (Frankreich)[30]
- Ernesto Bertelli (UK)
- Corsica (UK)[30]; u. a. 2 Coupés, 2 Tourer und 4 Roadster auf Type 57 S[50]
- D’Ieteren (Belgien)[51]
- Dubos (Frankreich)
- Figoni & Falaschi (Frankreich)[30]
- Franay (Frankreich)[30]
- Georges Gangloff (Schweiz)
- Graber (Schweiz)[30]
- Guilloré (Frankreich)
- Labourdette (Frankreich)
- Letourneur et Marchand (Frankreich)[30]
- Saoutchik (Frankreich)
- Vanvooren (Frankreich);[30] 16 Karosserien auf Type 57 und 57 C sowie 4 auf Type 57 S
- Voll & Ruhrbeck (Deutschland)
- James Young (UK)[17]

## Neukarossierungen
Es kam immer wieder vor, dass der Besitzer eines Bugatti nachträglich eine andere Karosserie wünschte. Gründe dafür waren etwa Unfallschäden, Alterung des Aufbaus (die robusten Fahrgestelle hielten meist deutlich länger), ein anderer Verwendungszweck (etwa Rennsport) oder auch nur das Vermeiden einer hohen Luxussteuer, die beim Kauf eines Neuwagens anfiel, nicht aber bei der „Instandstellung“ eines Fahrzeugs. Das Werk bot eine entsprechende Dienstleistung an. Viele Type 57 erhielten bei dieser Gelegenheit auch eine technische Aufwertung, zu der das Nachrüsten eines Kompressors oder der hydraulischen Bremsen der Serie 3 gehörten. Das Werk war zweifellos in der Lage, solche neuen Aufbauten zu liefern. Ob dies angesichts der chronischen Überlastung der Karosserieabteilung oft geschah, ist indes fraglich.
Geradezu spezialisiert auf solche Arbeiten waren die Londoner Corsica Coachworks. Ein sehr schönes Faux Cabriolet entstand 1947 beim belgischen Carrossier Paul Née. Bei der von Giovanni Michelotti geleiteten Carrosserie Ghia (Schweiz) wurde je ein Type 57 und 57 SC neu karossiert. Solche Arbeiten führten aber auch große Betriebe wie Gangloff, Franay oder Dubos aus.
Beispiele für Neukarossierungen:

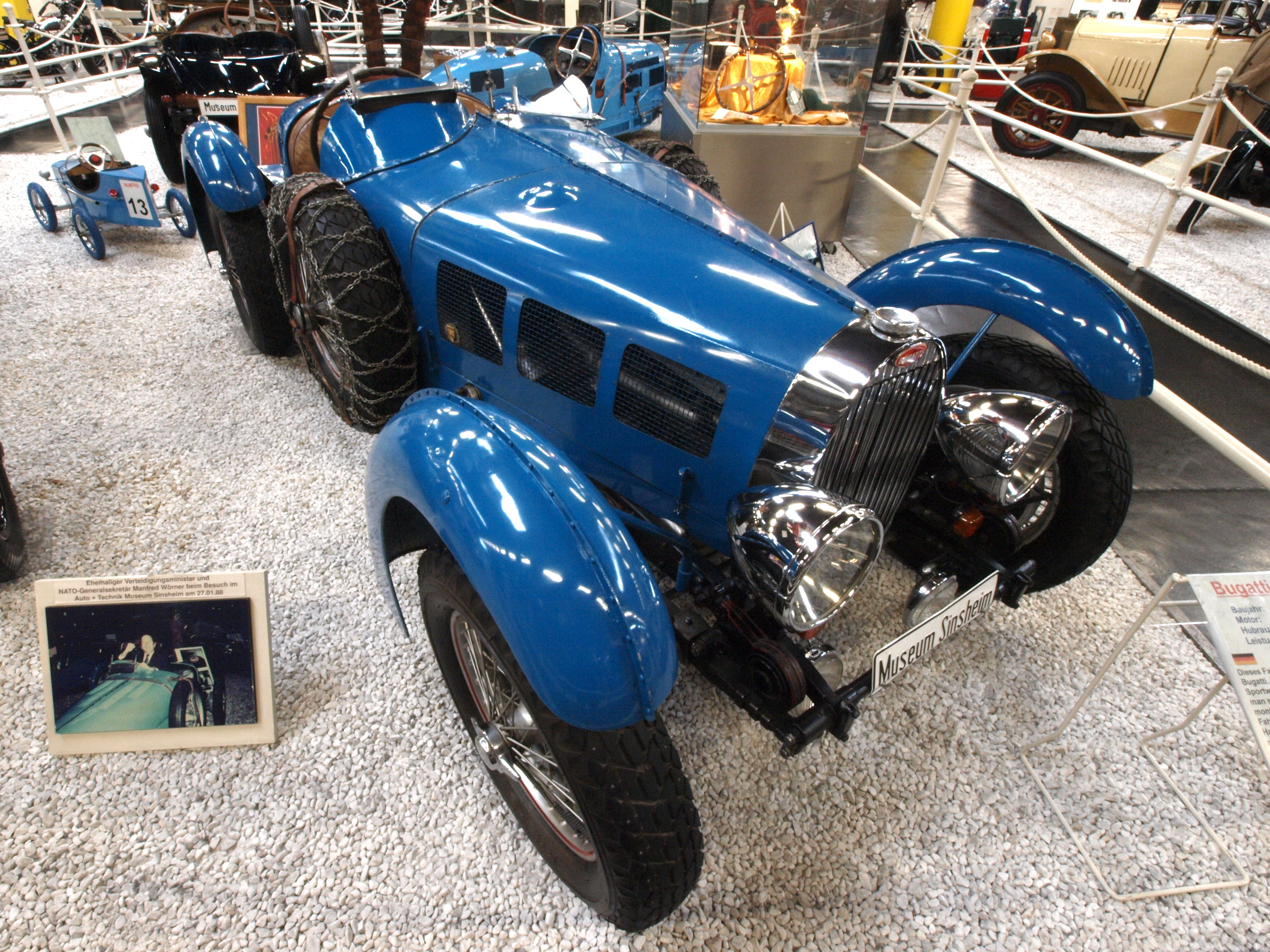
Dieser Bugatti Type 57 oder 57 C im Technik-Museum Sinsheim dürfte für den Rennsport umgestaltet worden sein. Den Lamellenkühler verwendete das Werk ab 1936, Serie 2.
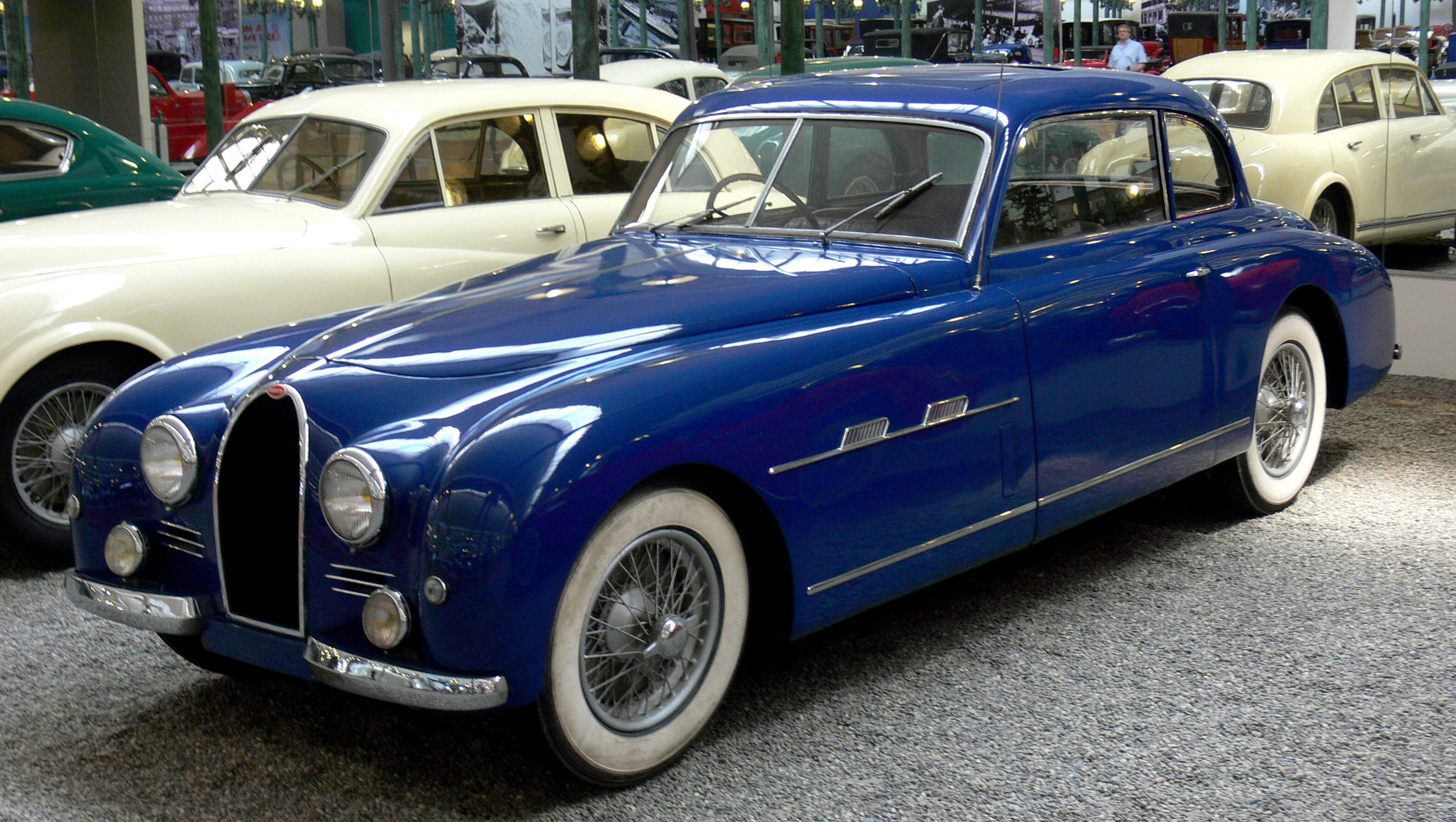
Bugatti Type 57 oder 57 C Coupé Gangloff; gebaut im Stil des Type 101. Fahrgestell Nr. 57454 verweist auf einen Type 57 Normale von ca. 1936, Serie 2.
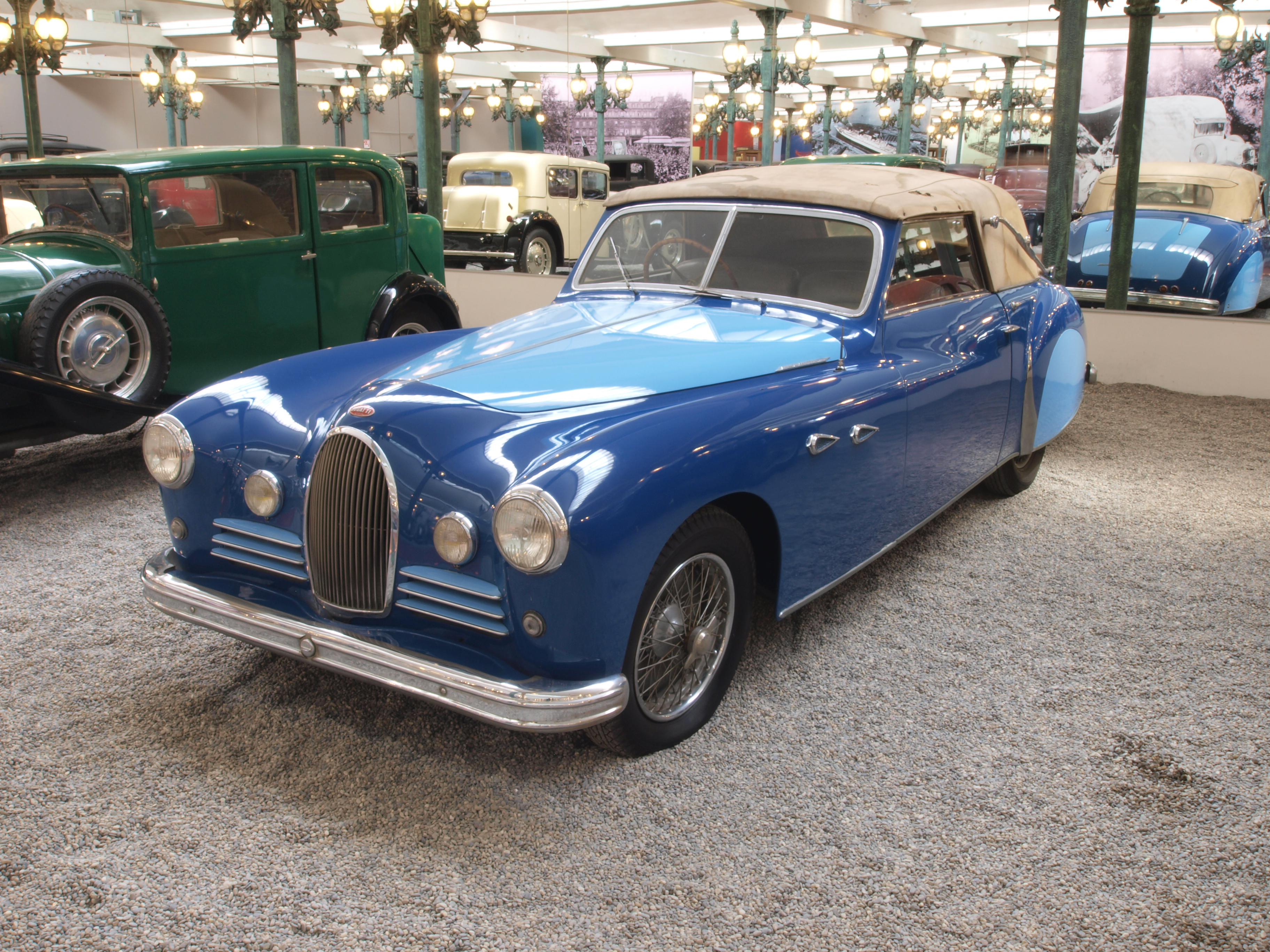
Bugatti Type 57 (1936), neu karossiert als Cabriolet von Franay
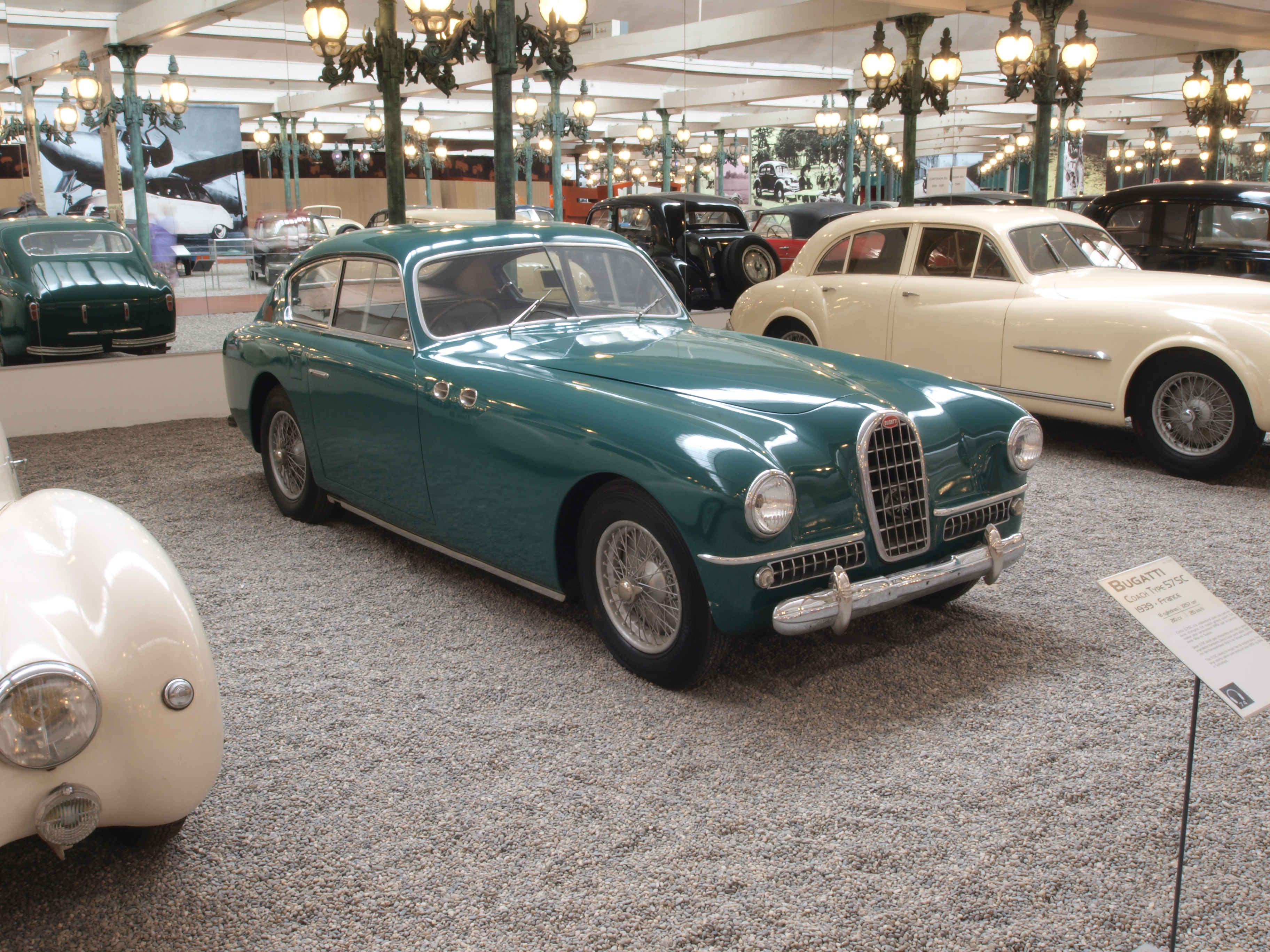
Bugatti Type 57 SC (1939), neu karossiert als Coach von Ghia-Aigle

## Rekreationen

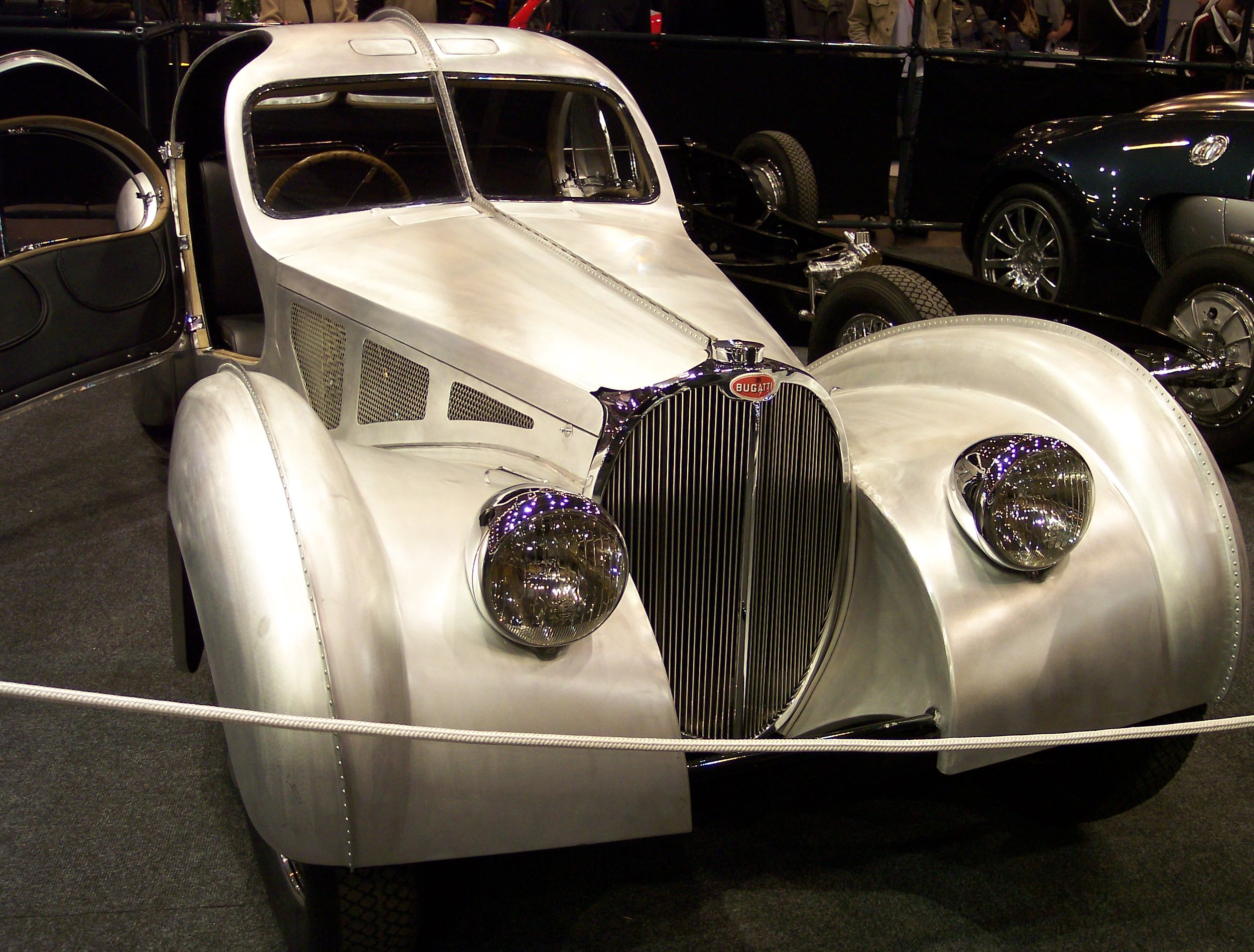
Bugatti Type 57 SC Atlantic (1936–1938), Rekreation

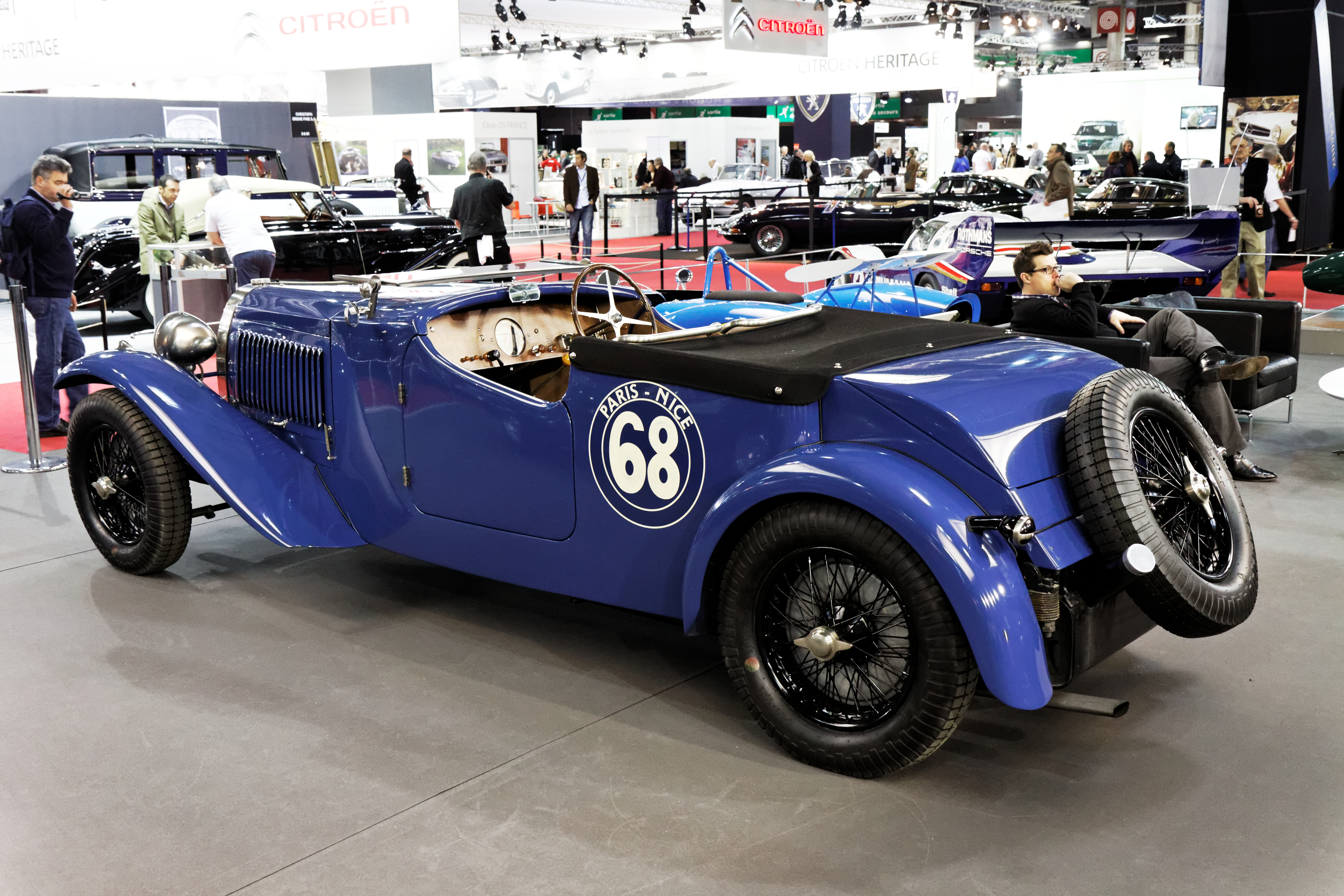
Eine der jüngsten Rekreationen: Bugatti Type 57 Dubos Paris-Nice (1935), nun auf Fahrgestell Nr. 57300.

Rekreationen sind, im Unterschied zu Repliken, Einzelstücke, in die Bestandteile des Originals oder der gleichen Baureihe eingearbeitet werden. Rekreationen von Bugatti entstehen auf originalen Fahrgestellen und haben originale Motoren und manchmal sogar die gleiche Fahrgestellnummer. In Details müssen mangels exakter Vorgaben aber oftmals Lösungen erst erarbeitet werden; es kommt also zu Abweichungen vom Original.
Eine Rekreation kann sein:
- ein Nachbau mit Teilen und Komponenten aus der Serie des Vorbilds. In der Regel entspricht dieses Vorgehen einer Neukarossierung (vgl. oben), vorgenommen im Zuge einer Restaurierung. Bekannt sind Kreationen von Lecoq in Paris (an einer Atlantic-Rekreation dieses Unternehmens war der Designer Paul Bracq beteiligt[46][49]), Jean De Dobbeleer, Crayville oder E. B. Replicar; eine Atlantic-Rekreation von letzterer steht im ZeitHaus in Wolfsburg. Das Unternehmen fertigte auch Repliken mit moderner Technik.
- der Wiederaufbau eines unvollständigen oder schwer beschädigten Originals. Fehlt zu viel Originalsubstanz oder ist zu viel davon zerstört, spricht man nicht mehr von einer Totalrestaurierung, sondern von einer Rekreation. Dies war der Fall beim dritten gebauten, schwer verunfallten Atlantic (Chassis Nr. 57473). Welche Konsequenzen diese Einordnung bei so teuren Automobilen haben kann, zeigt gerade dieser Fall: Das Auto wurde in Pebble Beach nicht nur nicht bewertet, was sicher dereinst Auswirkungen auf den Verkaufspreis des Fahrzeugs haben wird, es gab sogar Stimmen, welche die Zulassung des Fahrzeugs zum Anlass an sich kritisierten.
- die Rekonstruktion eines historischen, nicht mehr existierenden Fahrzeugs anhand von Originalplänen oder manchmal auch nur von historischen Aufnahmen. Beispiele dafür sind der Dubos Paris-Nice, der Aérolithe, der Gangloff-Roadster Grand Sport oder das Torpédo-Compétition.
- Die Ausführung eines seinerzeit nur angedachten und gezeichneten Fahrzeugs, das nachträglich zum ersten Mal realisiert worden ist. Ein Beispiel ist das Gangloff-Coupé Grand Sport auf dem Chassis Type 57 S.

Entsprechend den unterschiedlichen Anforderungen sind dies keine klar abgegrenzten Kategorien und auch der Übergang zur Neukarossierung verläuft fließend. Der Bau einer Rekreation ist jedoch mindestens so aufwendig wie eine Totalrestaurierung und erfordert oft jahrelange Recherchen und die Suche nach Teilen. Die Arbeiten selbst stellen zumindest die gleichen Anforderungen an die Erfahrung und das Können der Durchführenden, oft ist darüber hinaus Kenntnis dazu erforderlich, wie ein nicht mehr vorhandenes Detail marken- und zeittypisch gelöst wurde. Viele Besitzer legen noch mehr Wert auf bekannte Details um Diskussionen zur Detailtreue zu minimieren. Wo gar kein Vorbild mehr existiert, muss das Ergebnis zwangsläufig auf Annahmen und Ableitungen von anderen Fahrzeugen beruhen.

## Replikate
Der Type 57 war in der Vergangenheit seltener das Vorbild von mehr oder weniger exakten Nachbauten mit moderner Technik als etwa der Type 35 oder Type 55. Bekannt sind die aufwendig gebauten Einzelstücke der vorgenannten E.B. Replicar mit Jaguar- oder Alfa-Romeo-Motoren und Kunststoffkarosserien.
Irgendwo zwischen Replika, Neo-Classic und Hot Rod sind die Kreationen von Terry Cook für dessen Unternehmen Delahaye USA in Long Valley (New Jersey) anzusiedeln (das nichts mit Automobiles Delahaye zu tun hat). Ursprünglich wurden wohl Fahrgestelle verwendet, die bereits beim Nachbau des Auburn 851 verwendet wurden. Mittlerweile gibt es drei Versionen von Zweisitzern, die allesamt berühmten Bugatti Type 57 S nachempfunden sind: Der Bugnotti ist ein Roadster mit Spitzheck, der an den „barocken“ Roadster erinnert, den Carrosserie Vanvooren 1939 im Auftrag der französischen Regierung für den künftigen Schah von Persien baute, der Pacific, der natürlich am Atlantic angelehnt ist, und neu der Bella Figura, eine Mischung aus Atalante und Gangloff Grand Sport Coupé.

## Rennsport

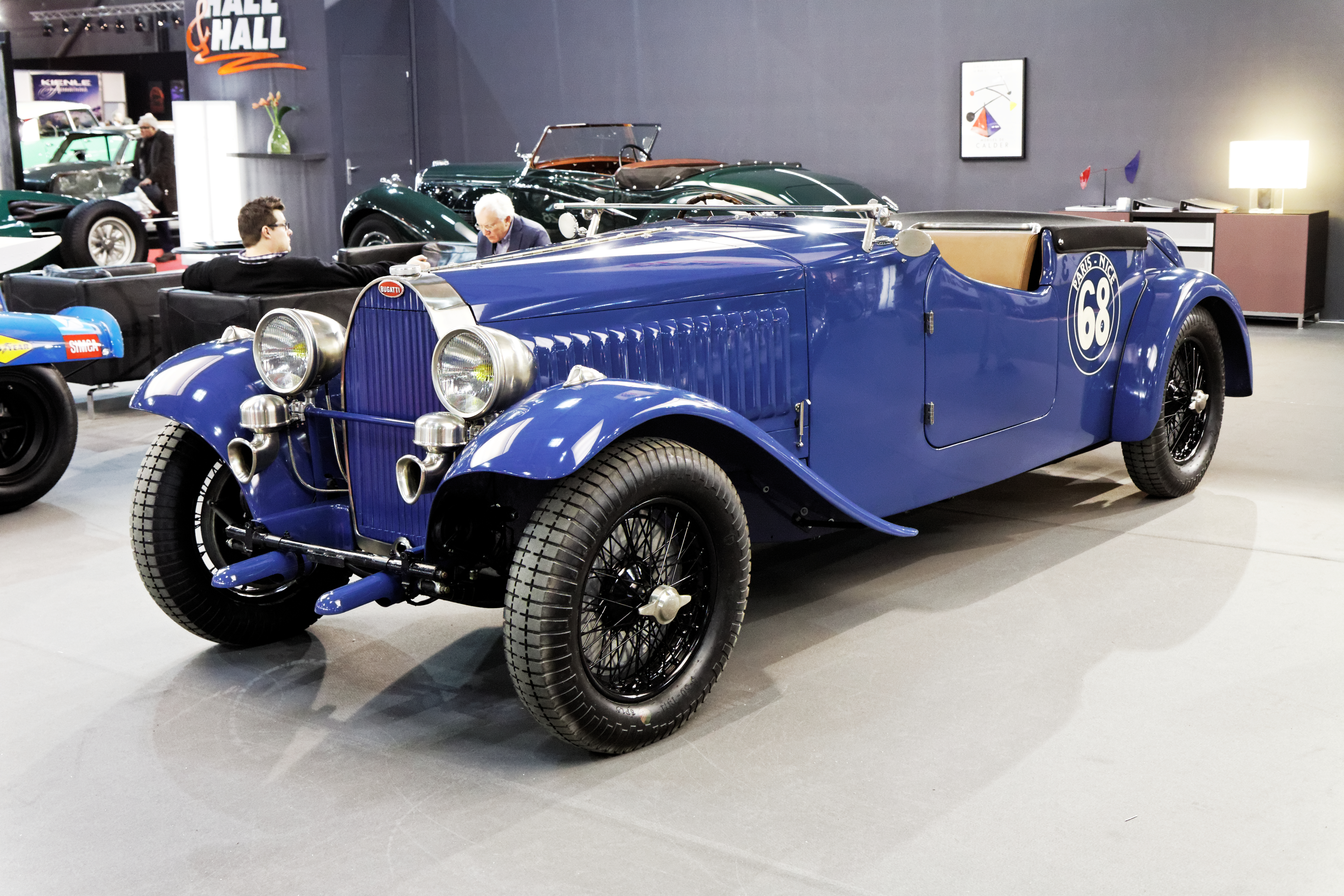
Bugatti Type 57 Dubos Paris-Nice (1935), Rekreation

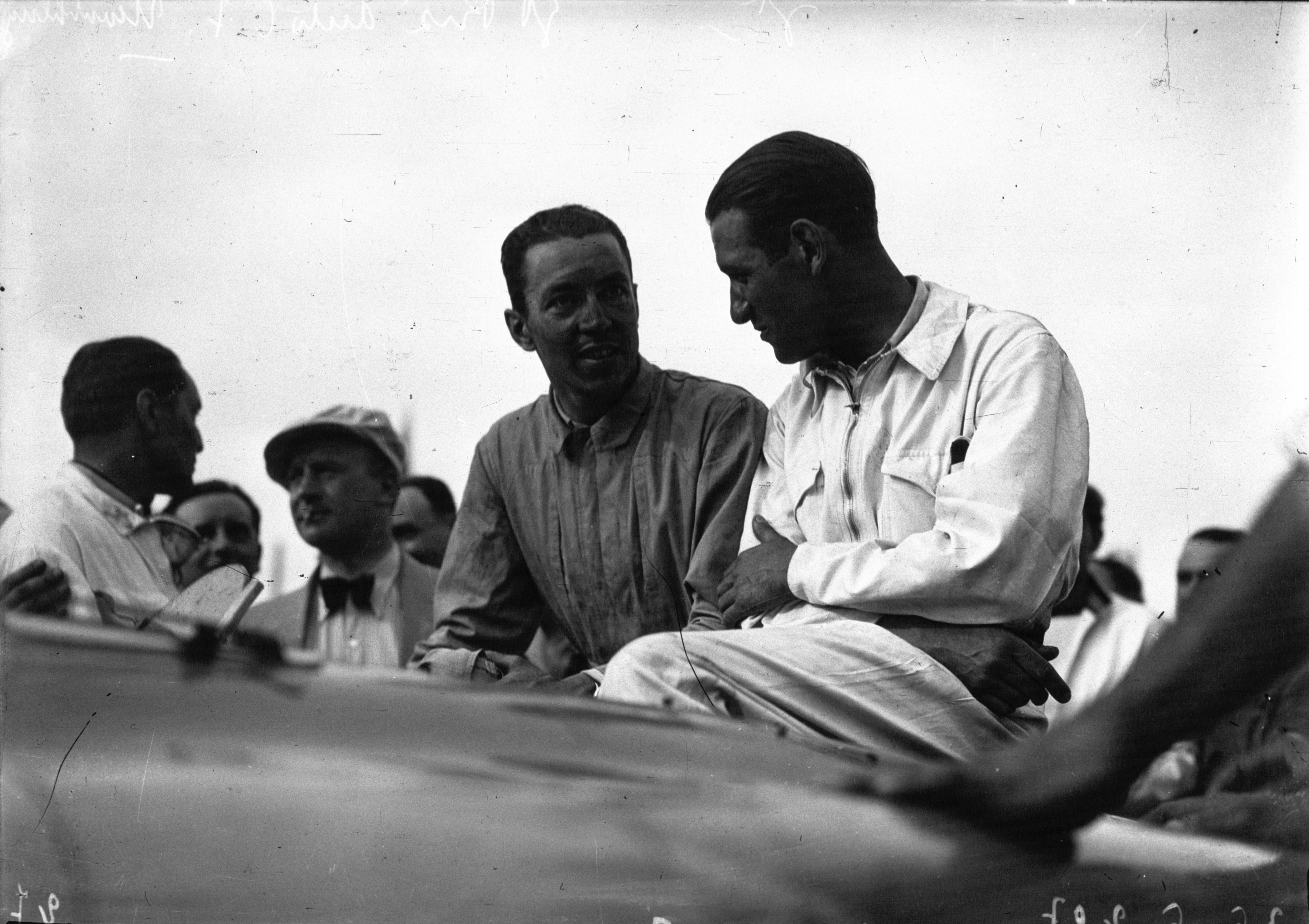
Raymond Sommer und Jean-Pierre Wimille beim Grand Prix von Frankreich 1936

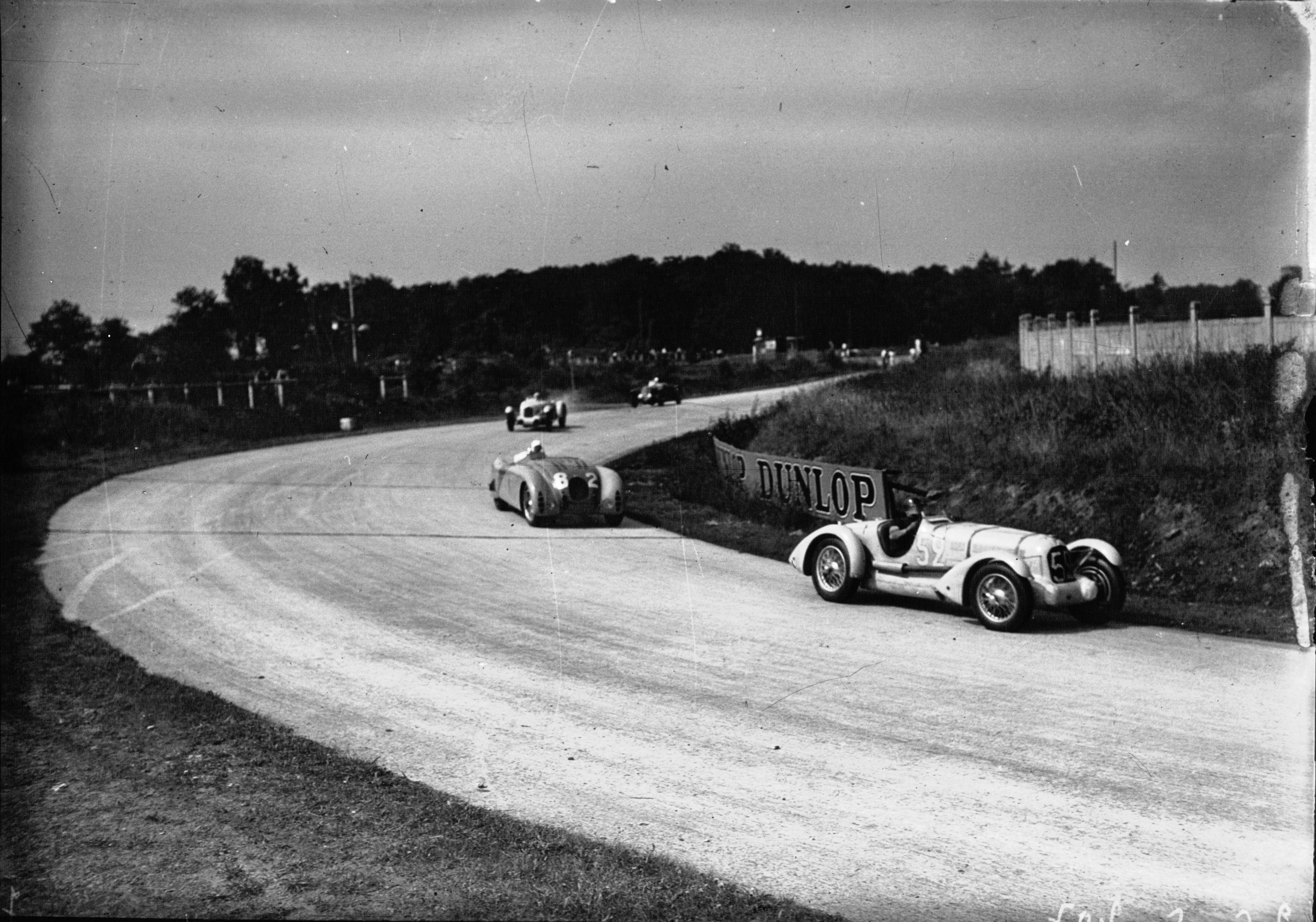
Grand Prix von Frankreich 1936

Der Type 57 war als Grande Routière ausgelegt, nicht als Rennsportwagen. Er eignete sich durchaus für Langstreckenprüfungen und nahm an solchen teil, etwa an der Fernfahrt Paris–Nizza oder der RAC Tourist Trophy. Der Type 57 erwies sich zudem als erstaunlich konkurrenzfähig in Le Mans, wo er zweimal gewann (1937 und 1939). Außer Jean Bugatti, der hin und wieder an Rennen teilnahm, fuhren Robert Benoist (der eine Bugatti-Vertretung an der Avenue Montaigne in Paris unterhielt), René Dreyfus (Bugatti-Testfahrer), Raymond Sommer, Pierre Veyron und Jean-Pierre Wimille für Bugatti. Bekannte Privatfahrer waren der britische Adelige Earl Howe und William Grover-Williams.
Der Bugatti-Vertragshändler in Marseille, Gaston Descollas, bestellte 1935 einen Type 57 mit einer Torpedo-Karosserie von Dubos. Mit diesem Fahrzeug gewann er die Fernfahrt Paris–Nizza 1935. Im gleichen Jahr wurde er bei der französischen Alpenfahrt Zweiter in seiner Klasse. Das Fahrzeug mit der Nummer 57335 verunfallte 1936. Die Fahrgestellnummer wurde danach wieder vergeben, dieses Coupé Spéciale gehörte Ettore Bugatti und existiert noch. Vom Rallye-Fahrzeug existiert eine Rekreation auf dem Fahrgestell Nr. 57300. Beim 24-Stunden-Rennen von Le Mans 1935 standen verschiedene Bugatti-Typen am Start, nur wenige erreichten jedoch das Ziel. Am besten schnitten die Privatfahrer Louis Villeneuve / André Vagniez auf einem Bugatti Type 51 A mit Platz 14 ab. Die ebenfalls privat gemeldeten Bernard de Souza / Roger Teillac fielen mit ihrem Type 57 in der 129. Runde aus. Das ergab im Schlussklassement den 33. Rang – damit waren sie noch das zweitbeste Bugatti-Team!
Das Werksteam setzte 1936 den Type 57 G Tank ein, von dem drei Exemplare gebaut wurden. Insbesondere Jean-Pierre Wimille war damit recht erfolgreich. Er gewann nicht nur den als Sportwagenrennen ausgeschriebenen Grand Prix de la Marne, mit Raymond Sommer siegte er in Montlhéry beim Großen Preis von Frankreich.
Einer der größten Erfolge in der Markengeschichte war aber der Sieg am 24-Stunden-Rennen von Le Mans 1937. Der Journalist und Rennfahrer Roger Labric, ein enger Freund von Robert Benoist, meldete zwei Teams mit Type 57 G, die vom Werk unterstützt wurden. Gefahren wurden sie von Wimille / Benoist und Labric / Pierre Veyron. Letztere fielen nach 130 Runden mit defekter Kupplung aus und Wimille / Benoist siegten nach dem Ausfall der Führenden Raymond Sommer / Giovanni Battista Guidotti auf Alfa Romeo 8C 2900, wobei mehrere Rekordrunden gelangen. Zeitweise führte der „Tank“ mit 7 Runden Vorsprung, die er trotz eines „Ausrutschers“ von Benoist ins Ziel brachte. Das Team hatte Glück: Benoist hatte Hilfe von einem Streckenposten erhalten, was mit einer Disqualifikation hätte geahndet werden können, die aber unterblieb, weil kein anderes Team Protest einlegte. Der Anlass wurde bereits in der 9. Runde von einem schweren Unfall überschattet, der den Tod der Fahrer René Kippeurt (Bugatti Type 44) und Pat Fairfield (BMW 328) zur Folge hatte.
Bugatti hatte 1938 kein Werksteam am Start in Le Mans. Der Brite T.A.S.O. Mathieson war zwar mit einem Type 57 S gemeldet, erschien aber nicht.
Der Sieg beim 24-Stunden-Rennen von Le Mans 1939 war der letzte große Rennerfolg der Marke. Den einzigen Bugatti im Feld hatte Jean-Pierre Wimille in der Klasse von 3001 bis 5000 cm³gemeldet, sein Beifahrer war Pierre Veyron. Ihr Type 57 C erhielt eine gelegentlich als „Tank“ bezeichnete Karosserie, diese war aber nicht baugleich mit jener des Type 57 G. Bugatti leistete beträchtliche logistische Unterstützung.

## Type 59

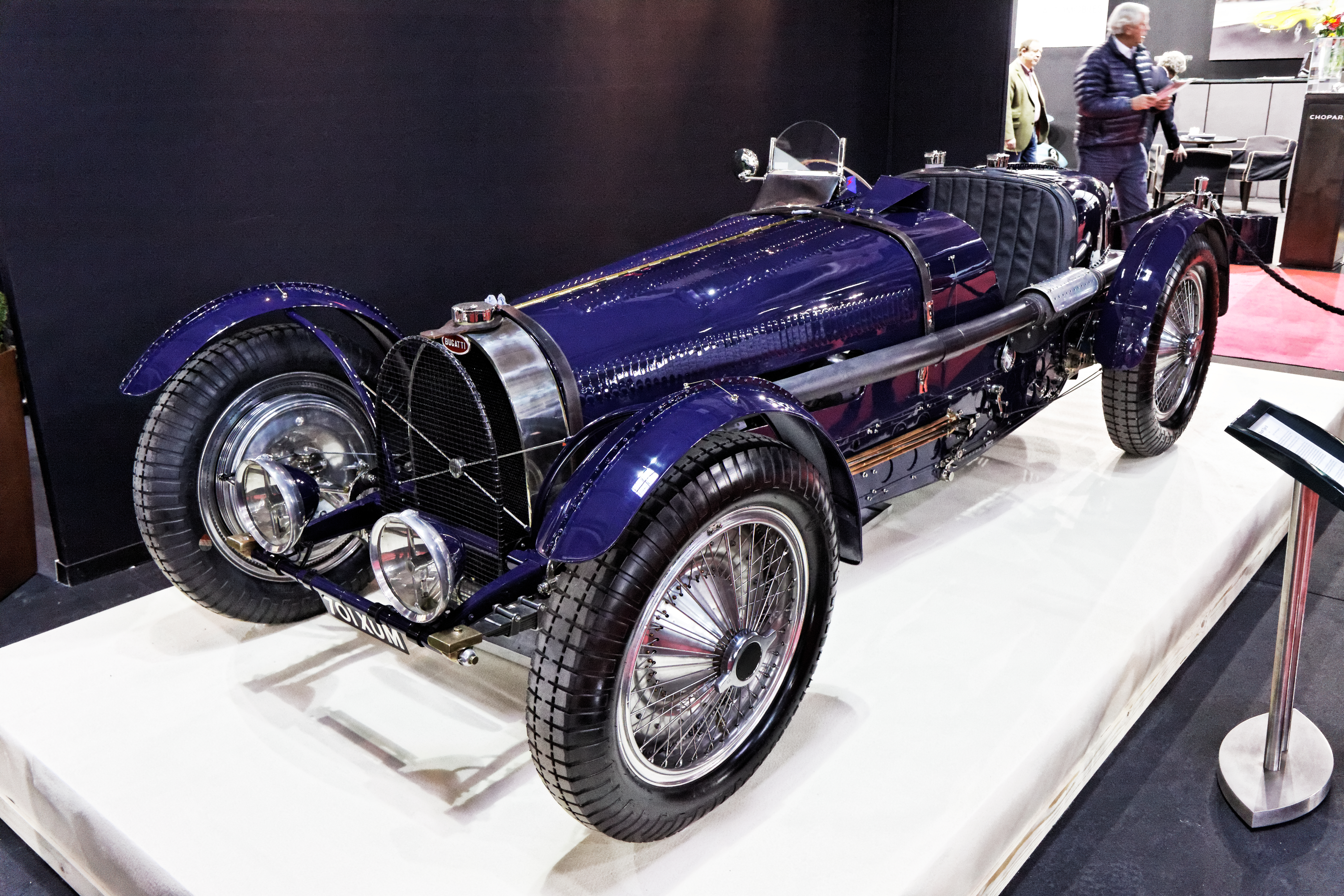
Bugatti Type 59 mit Straßenzulassung (1933)

Bugatti versuchte mehrfach, mit neuen Modellen an die Erfolge des Grand-Prix-Rennwagens Type 35 anzuknüpfen, so mit den Type 51 und Type 54 von 1931 oder dem Type 53 mit Allradantrieb von 1931–1932, der sich als Fehlentwicklung erwies. Der Bugatti Type 45 war ein Versuchsträger mit einem 16-Zylinder-Motor. Dieser Motor bestand aus zwei parallel montierten Type-35-Triebwerken, deren Kurbelwellen auf eine gemeinsame Kardanwelle wirkten (U-Motor).
Der Type-59-Grand-Prix-Rennwagen hatte ein vom Type 54 abgeleitetes, etwas längeres und breiteres Fahrgestell. Sein Motor war parallel zum Type 57 entwickelt worden. Infolge der Wirtschaftskrise verfügte Bugatti über einen hohen Lagerbestand an unverkauften Personenwagen. Daher wurde die Präsentation des Type 57 zurückgestellt, bis die anderen Wagen verkauft waren. Der Rennwagen Type 59 wurde aber bereits in der Saison 1933 eingesetzt.

## Type 64
| Kenngrößen           | Daten                                           |
| -------------------- | ----------------------------------------------- |
| Bauzeit:             | 1938–1940                                       |
| Motor:               | Reihenachtzylinder                              |
| Ventile:             | 16                                              |
| Hubraum:             | 4432 cm³                                        |
| Ventilsteuerung:     | königswellengetriebene obenliegende Nockenwelle |
| Bohrung/Hub:         | 84/100 mm                                       |
| Gemischaufbereitung: | Stromberg-Vergaser,                             |
| Aufladung:           | Zentrifugalkompressor                           |
| Leistung:            | 170 PS (125 kW)                                 |

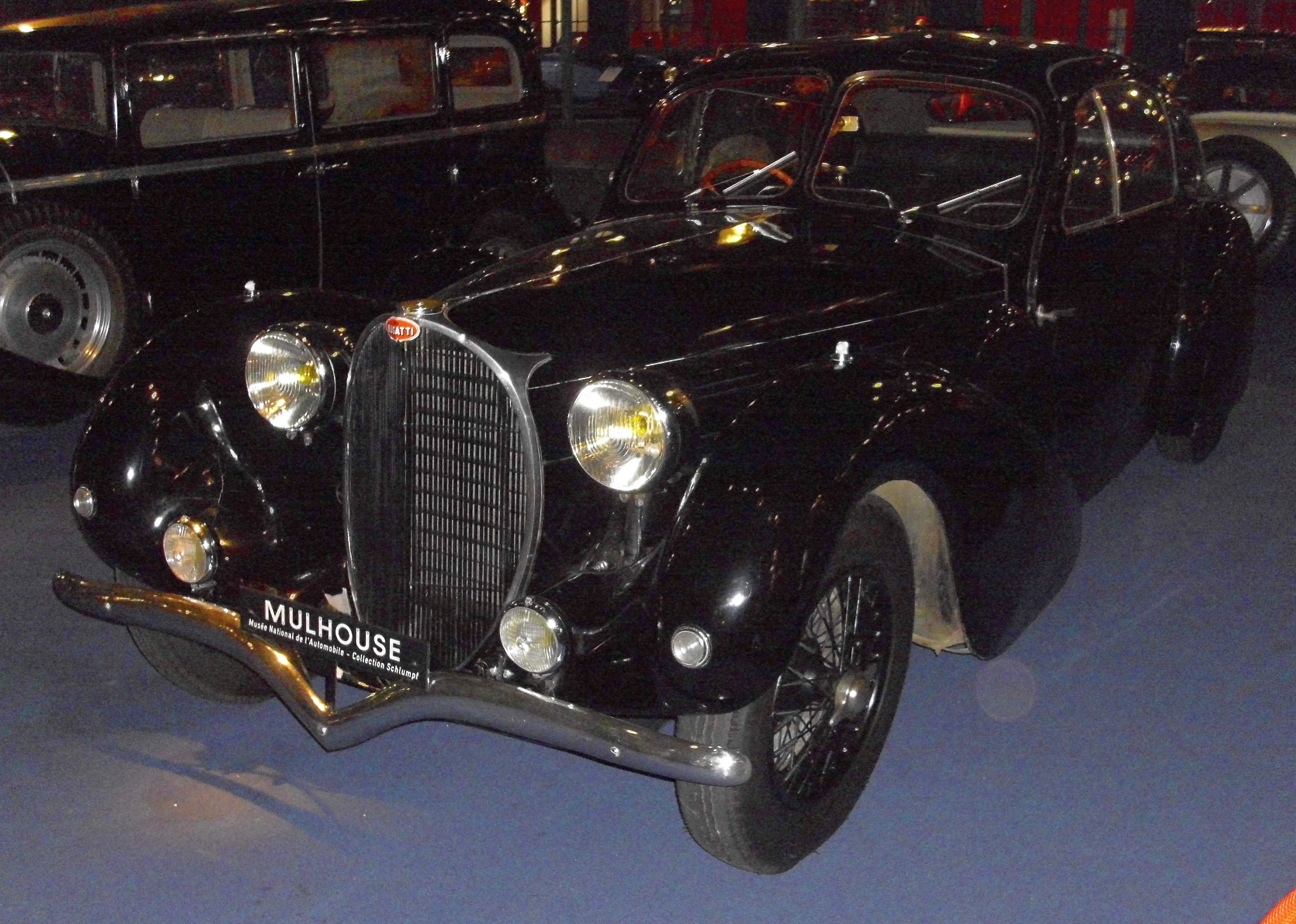
Bugatti Type 64 Coach Gangloff (1939)

Der Type 64 war als Nachfolger des Type 57 gedacht. Ende der 1930er-Jahre sah sich Bugatti moderneren Konkurrenten gegenüber, die leistungsfähigere Modelle zu günstigeren Preisen anbieten konnten. Es zeigte sich, dass ein Hubraum von mindestens 4 Litern erforderlich war. Außerdem benötigte das Bugatti-Design eine Auffrischung.
Die Entwicklung des Type 64 setzte bereits 1937 ein, wurde aber nicht konsequent vorangetrieben. Für den Antrieb standen die Optionen „Weiterentwicklung des 4,9 Liter Type 50B“, „Weiterentwicklung des Type 57“ oder eine komplett neue Konstruktion offen. Letztere entfiel aus Kosten- und Zeitgründen. Der einzige komplett erhaltene Type 64 erhielt einen Versuchsmotor, der auf dem Type 57 basierte, aber mit mehr Hubraum (bei ähnlicher Leistung) und einer anderen Ventilsteuerung. Das Fahrgestell war ein neu konstruierter Leiterrahmen aus Leichtmetall, die Längsträger bestanden aus je zwei vernieteten U-Profilen. Traditionell hatte der Type 64 starre Achsen. Die vorderen waren an halbelliptischen Federn aufgehängt, die hinteren an geschobenen viertelelliptischen. Das Fahrzeug erhielt ein hydraulisch betätigtes Bremssystem Lockheed-Bugatti, wohl ähnlich dem des Type 57 Serie 3. Lediglich eine Quelle nennt Seilzugbremsen.
Es ist denkbar, dass Jean Bugatti eine Weiterentwicklung des Type-50B-Reihenachtzylinders mit etwa 4,5 Litern oder sogar einen neuen Motor gleicher Größe anstrebte. Weil beides beim Bau des Type 64 jedoch nicht zur Verfügung stand, wurde der bewährte 3,3-Liter angepasst.
Erhalten sind ein komplettes Fahrzeug und ein Fahrgestell. Letzteres wurde 2002 in den USA restauriert und erhielt eine von Designschülern entworfene, abnehmbare Coupékarosserie mit Flügeltüren, dies in Anlehnung an einen Entwurf von Jean Bugatti, der kurz vor seinem Tod ein Patent für solche Türen eingereicht hatte. Er kam davon ab, weil er sie als unpraktisch empfand. Möglicherweise wurden Teile dieses Aufbaus von Gangloff für Fahrzeug Nr. 64101 verwendet. Die Sammlung Schlumpf gibt für ihren Type 64 Baujahr 1938 / 1940 an.
Einige weitere Exemplare wurden möglicherweise nach dem Zweiten Weltkrieg aus Lagerbestandteilen montiert, doch dürften diese noch vorrätige Type-57-Motoren mit oder ohne Kompressor erhalten haben.

## Ein Type 57 als Design-Versuchsträger

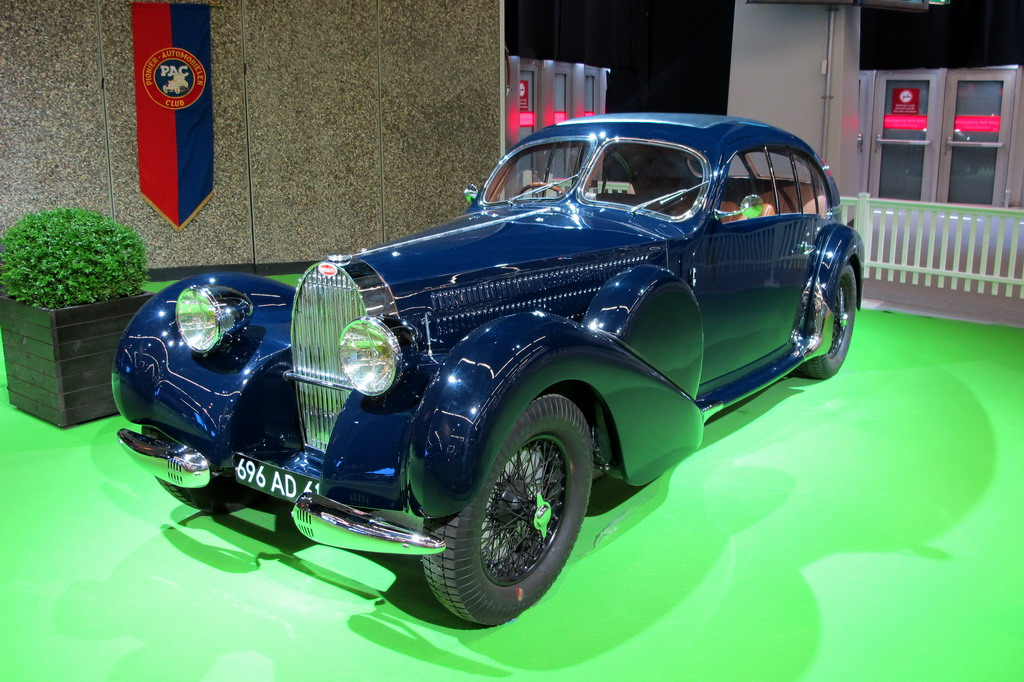
Eine Designstudie für den Type 64: Bugatti Type 57 Coach (1938), #57625

Ungefähr gleichzeitig mit dem Type 64 baute die hauseigene Karosserieabteilung eine Coach mit Fließheck auf einem Type 57 auf, die zahlreiche Merkmale des geplanten Type-64-Designs aufwies. Sie wurde tatsächlich realisiert und ist in restauriertem Zustand erhalten geblieben, allerdings nicht auf dem ursprünglichen Fahrgestell. Einiges deutet darauf hin, dass dieses Design der Nummer 1089 vom 25. März 1939 entspricht. Derzeit sitzt es auf Chassis Nr. 57625. Alte Fotos zeigen, dass das ursprüngliche Fahrgestell Teleskopstoßdämpfer und Hydraulikbremsen hatte, wie sie frühestens ab Ende 1938 verwendet wurden.

## Trivia
- Ettore Bugatti war zunächst nicht überzeugt vom Konzept des Type 57, den er als „Buick, gebaut in Molsheim“ bezeichnete.[35][62]
- Ein Bugatti Type 57 SC Atlantic dient in der bekannten Computerspielreihe Grand Theft Auto als Vorbild für den im Spiel enthaltenen Z-Type.

## Literatur

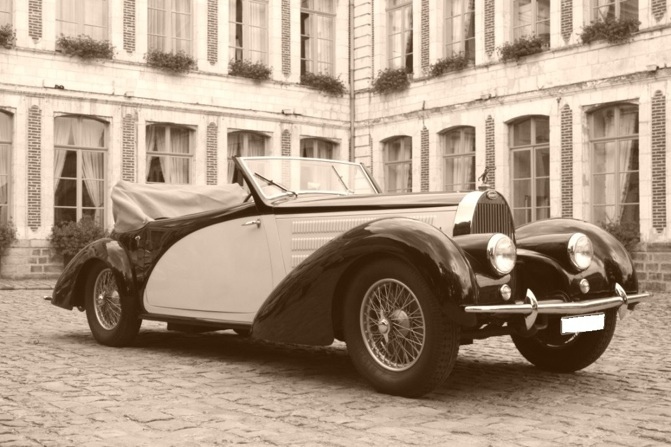
Bugatti Type 57 Serie 2 Cabriolet Stelvio Letourneur & Marchand (1938)